# Ostfriesische Küche

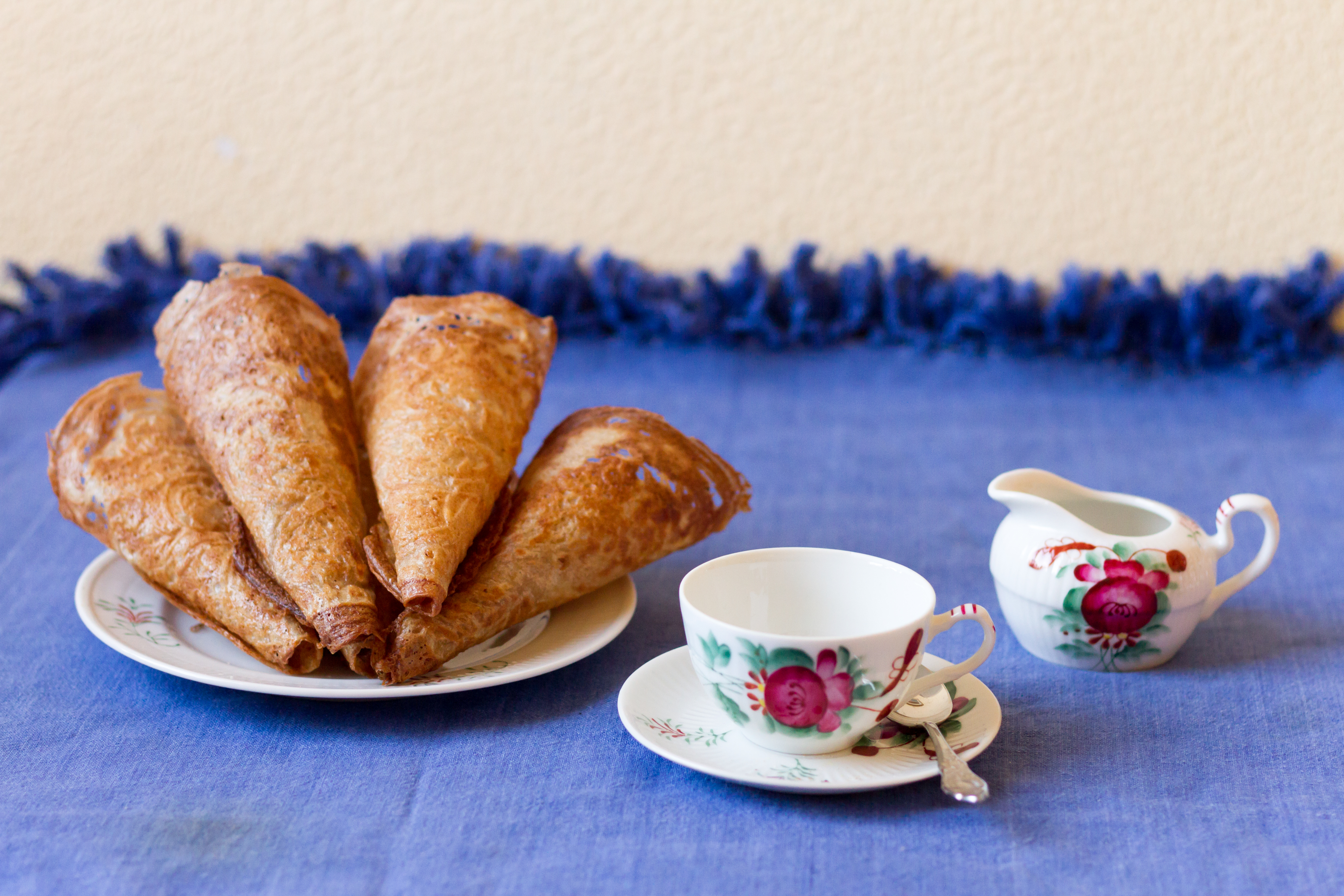
Ostfriesische Neujahrskuchen (Rullekes) werden am Jahresende gerne zum Tee gereicht.

Als Ostfriesische Küche bezeichnet man die Regionalküche der friesischen Kulturregion Ostfriesland. Sie zeichnet sich traditionell durch eine meist bodenständige und zum Teil sehr deftige und mit großem Fettanteil versehene Kost aus, die als so genannte Redelköst (= Regelkost) bezeichnet wurde. Lange Zeit waren breiige Suppen und Eintöpfe, deren Zubereitung sich seit dem Mittelalter kaum verändert hat, die Hauptmahlzeiten. Hauptgrund dafür waren die beschränkten Kochmöglichkeiten über den offenen Feuerstellen in den Häusern. Erst nachdem Stangenöfen Einzug in die Haushalte hielten, änderte sich dies.
Typisch ist die Verwendung von Hülsenfrüchten und getrockneten Bohnen, von Speck und Pökelfleisch. Frisches Fleisch gab es nur in den Wintermonaten, wenn geschlachtet wurde. Fisch wurde dagegen, außer an den unmittelbar an die Küste grenzenden Bereichen, kaum gegessen. Wild war für viele Jahrhunderte dem Adel vorbehalten und kam daher bei den meisten Ostfriesen selten auf den Tisch.
Sie weist große Überschneidungen zu den Küchen benachbarter Regionen auf, so beispielsweise der Oldenburger, der Jeverländer oder der Groninger Küche. Wirtschaftliche und kulturelle Gemeinsamkeiten führten zu diesen Parallelen. Bis heute sind jahrhundertealte, besondere Ess- und Trinkgewohnheiten erhalten und es gibt zudem genuin ostfriesische Spezialitäten. Zu den bekanntesten zählen die Ostfriesische Teekultur, der Snirtjebraten, Updrögt Bohnen und der Buttermilchbrei. Einige Spezialitäten haben exotische Namen wie Olle Wieven (Alte Weiber), Peter in de Büx (Peter in der Hose) Pirrel in de Pütt (Kloß im Leinensäckchen), Ollerweltsk (altmodisch, veraltet) oder Rebbedi, der auch Lei-Wieven-Köst (Faule-Weiber-Kost) genannt wird. Andere vermeintlich traditionell ostfriesische Delikatessen wie etwa die Ostfriesentorte sind jüngeren Ursprungs. Wiederum andere wie das in Wintertagen beliebte Grünkohlessen oder Gröner Hein (Grüner Heinrich) sind lokale Varianten von in ganz Norddeutschland beliebten Speisen.
Jahrhundertelang hatten die Gerichte und Getränke der ostfriesischen Küche außerhalb der Region einen schlechten Ruf. Inzwischen erfreuen sie sich größerer Beliebtheit, so dass sie auch in den Touristenorten in typischen Melkhuskes, Cafés und Restaurants auf der Karte stehen.

## Geschichte
Was in Ostfriesland verzehrt wurde, ist bis weit in das Mittelalter fast ausschließlich über die Archäologie, die Archäobotanik oder die Archäozoologie nachzuweisen. Aus der Römischen Kaiserzeit liegen vereinzelte Berichte über die Lebensweise der damals in Ostfriesland siedelnden Chauken vor. Danach versiegt die schriftliche Überlieferung und setzt erst wieder mit dem Mittelalter ein. Kochbücher mit Rezepten aus Ostfriesland liegen seit dem 19. Jahrhundert vor.

### Besiedelung in der Jungsteinzeit

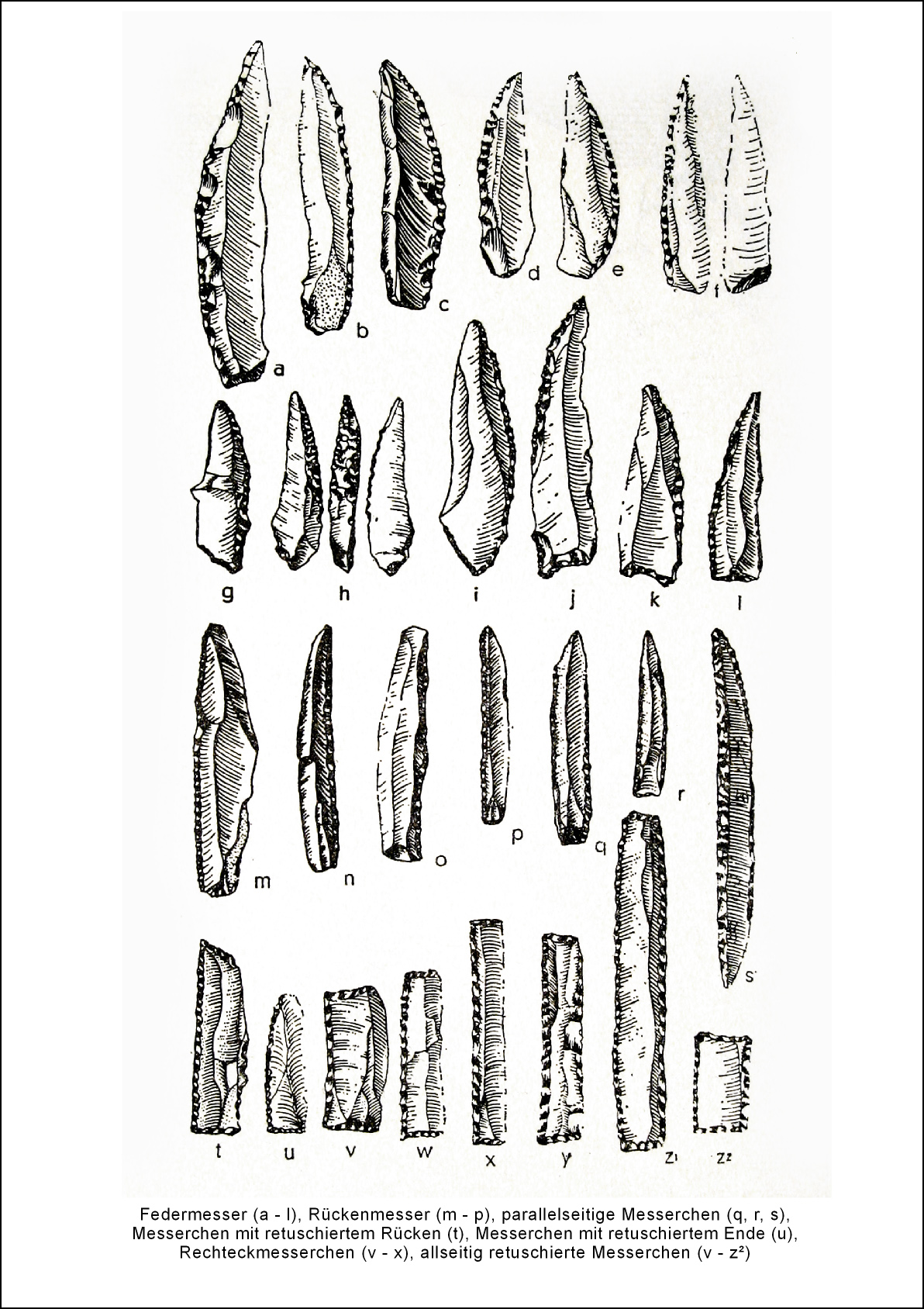
Steinartefakte der Federmesser-Gruppen

Die ersten Menschen, die sich im heutigen Ostfriesland zumindest für längere Zeit aufgehalten haben, waren jungpaläolithische Jäger der Hamburger Kultur. Sie folgten den Rentierherden, welche durch eine weite Tundra geprägte die Region in den Sommermonaten aufsuchten. Das Ren war ihre Hauptnahrungsquelle. Daneben fingen und verzehrten sie Fische, Vögel und Niederwild. Vermutlich aßen die Menschen auch den vorverdauten Mageninhalt ihrer Beute als willkommenes Gemüse, da pflanzliche Nahrung nahezu vollkommen fehlte und ohnehin nur in bescheidenem Maße in den Sommermonaten gesammelt werden konnte. Im Bölling-Interstadial erweiterte sich das Nahrungsangebot für etwas mehr als 100 Jahre um Wildpferd und Wildrind, ehe sich das Klima erneut verschlechterte.
In einer weiteren kurzen Warmphase kurz vor dem Ende der Letzten Kaltzeit, dem Alleröd-Interstadial, jagten Menschen, die den Federmesser-Gruppen zugeordnet werden, in der Tundren- und Buschlandschaft Wisent, Rothirsch, Elch, Reh, Wildschwein, Biber und Bär. Danach verschlechterte sich das Klima abermals. Vermutlich verließen die Menschen Ostfriesland am Beginn der Kälteperiode der jüngeren Tundrenzeit.
Zu Beginn des Atlantikums ging die Doggerbank allmählich als Lebensraum für Fischer und Jäger verloren. Die Menschen wichen in benachbarte Regionen aus, unter anderem nach Ostfriesland. Dort siedelten sie sich an den Küsten und an Flussläufen an, in denen sie ihre Hauptnahrungsquellen Fisch und Meeresfrüchte fingen. Erstmals finden sich bei auf der von ihnen verwendeten Keramik Abdrücke von Kulturpflanzen. Archäologische Hinweise, ob sie selbst Ackerbau und die Haltung von Haustieren betrieben, liegen dagegen nicht vor. Im Mesolithikum bedingte eine Klimaverbesserung eine Veränderung der Lebensgewohnheiten. Die Menschen mussten nicht mehr weit umherziehen, sondern konnten Hirsch, Wildrind, Wildschwein sowie Niederwild von den Hauptwohnplätzen ihres durch die bessere Verfügbarkeit der Nahrung kleiner gewordenen Territoriums jagen. Die Jahreszeiten bestimmten dabei ein wechselndes Angebot. Fisch fingen sie mit Angel, Reusen und Netzen. Wichtigste Frucht dieser Wildbeuterkultur war die Haselnuss, die durch Röstung zudem beschränkt für den Winter haltbar gemacht werden konnte. Zudem verzehrten die Menschen Muscheln und wahrscheinlich alle essbaren Pflanzen wie wilde Beeren, Wurzeln, Gemüse und die heute in Ostfriesland nicht mehr vorkommende Wassernuss. Auch dabei bestimmten die Jahreszeiten das Angebot. Ihre Speisen bereiteten sie in Kochgruben zu, wie sie z. B. in Menstede-Coldinne, in Neermoor und Utarp entdeckt wurden.

### Die Neolithische Revolution

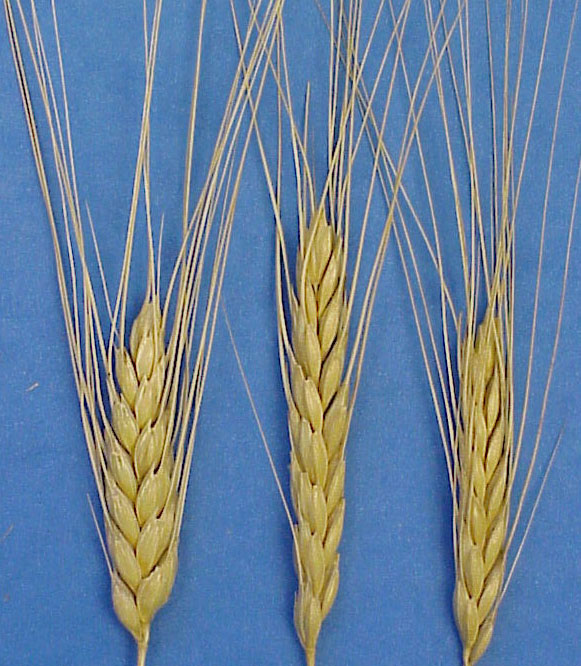
Emmer.

Ackerbau, Viehhaltungzucht und Sesshaftigkeit setzten sich in Mitteleuropa von Süd nach Nord seit dem 6. Jahrtausend v. Chr. durch. Die Jäger- und Sammler des Nordens und damit auch Ostfrieslands standen mit den südlicheren Kulturgruppen in Verbindung, ohne zunächst deren Lebensweise anzunehmen. Mit der Neolithisierung wurden die Menschen, die der Rössener Kultur zugerechnet werden, ab Mitte des 4. Jahrtausends sesshaft und begannen mit Ackerbau und Viehhaltung in Form einer Subsistenzwirtschaft. Zur Fleischgewinnung hielten sie Rinder, Schafe, Pferde, Schweine und Ziegen. Dieser Bestand an Haustieren blieb über die folgenden Jahrtausende hinweg nahezu gleich. Bei den angebauten Getreidearten handelte es sich um Emmer und Einkorn, die mehrzeilige Spelzgerste sowie die Nacktgerste. Wahrscheinlich nutzten die Menschen diese als Brotgetreide.

### Bronzezeit

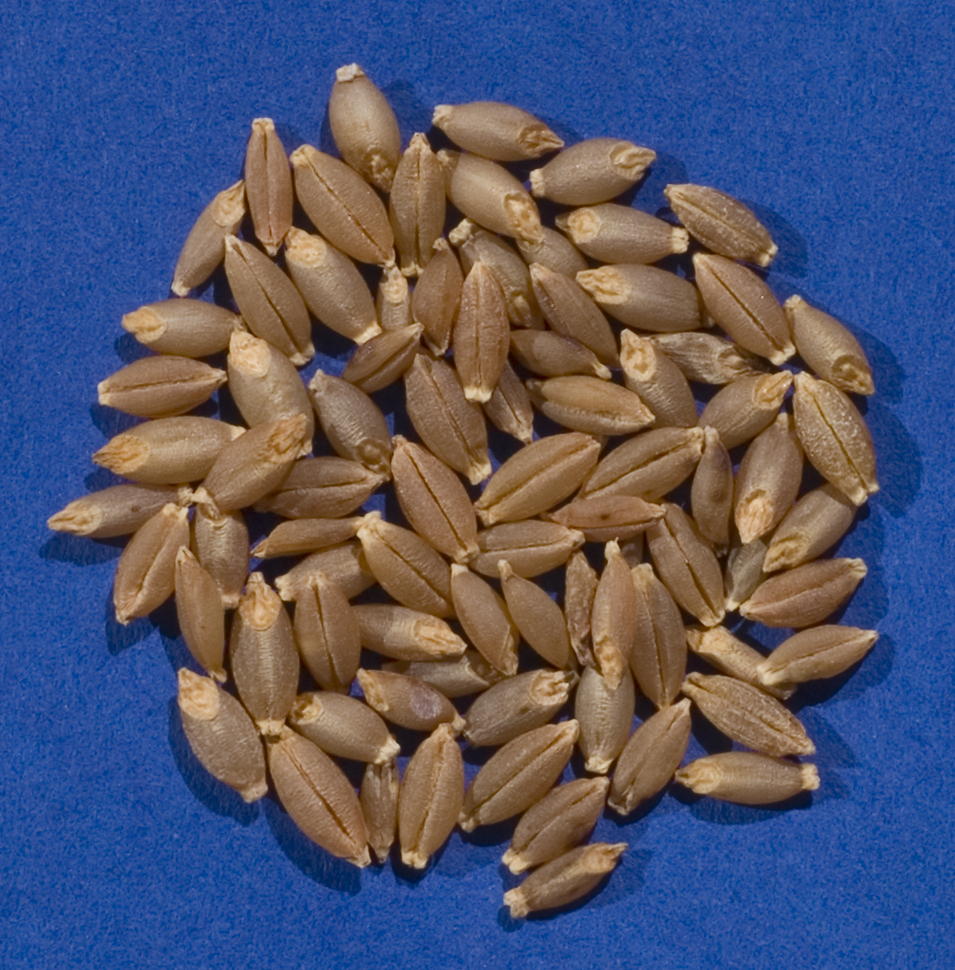
Nacktgerste

Während der älteren und mittleren Bronzezeit unterschied sich die Lebensweise in Ostfriesland im Ergebnis archäologischer Spuren kaum von der des Neolithikums. Die Ernährung der Menschen basierte weiterhin auf Feldbau und Viehhaltung. Dazu sammelten sie in der unmittelbaren Umgebung ihrer Wohnplätze je nach Jahreszeit Eier, Muscheln, Honig sowie Wildfrüchte und betrieben Fischfang. Wie sie die unterschiedlichen Biotope zur Nahrungsgewinnung nutzten, ist noch unzureichend erforscht. Zur Beantwortung der Frage, welche Feldfrüchte die Menschen dieser Zeit anbauten, fehlen aussagefähige Befunde aus Ostfriesland. Es ist anzunehmen, dass die angebauten Getreidesorten gleich blieben. Aus Nachbarregionen ist bekannt, dass die Menschen in den sandigen Böden des Flachlands nördlich der Mittelgebirge vor allem Nackt- und Spelzgerste und in geringem Maße Weizen anbauten, wobei in Norddeutschland teilweise Gerste als einziges Getreide vorkommt, während im Bereich der Niederlande auf manchen Fundplätzen nur Nacktgerste entdeckt wurde. Dazu kam als Hülsenfrucht die Erbse. Die wenigen Spuren von Ackerbohne, Dinkel und Hafer belegen offenbar noch nicht den Anbau dieser Getreidesorten, sondern sind wohl als Unkraut auf den bronzezeitlichen Feldern anzusehen. Als Ergänzung der Nahrung wurden Haselnüsse sowie Brom- und Himbeeren gesammelt.

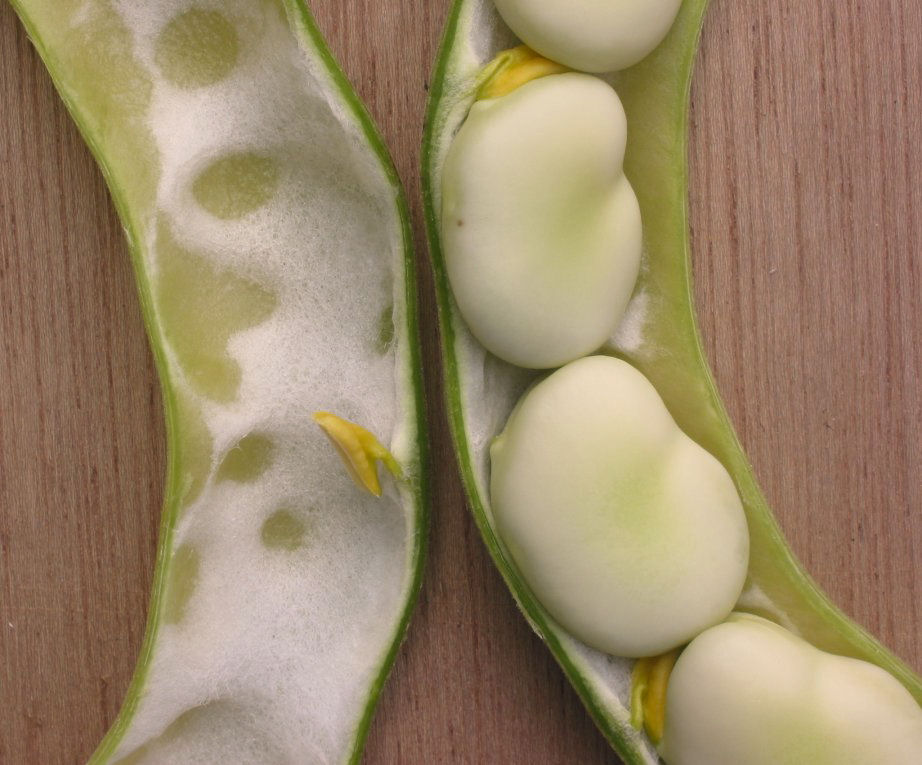
Die Pferdebohne. Geöffnete, unreife Hülsenfrucht mit nierenförmigen Samen

Auch über die Art und Weise der Feldbestellung in der jüngeren Bronzezeit und der älteren vorrömischen Eisenzeit ist wenig bekannt. Offenbar betrieben die Menschen auf kleinen Feldern im Sommerfeldbau weiterhin Ackerbau zur Selbstversorgung. Pflanzenpollen sowie verkohlte Getreidereste in untersuchten Siedlungen dieser Zeit zeigen, dass die Menschen auf der Geest Nacktgerste, Spelzgerste und Emmer sowie möglicherweise zudem Hafer anbauten, während Gerste die dominierende Feldfrucht auf den küstennahen Sandböden war. Dort konnte weiterhin der Anbau von Lein, Leindotter und Pferdebohne nachgewiesen werden. Ob diese auch auf der Geest geerntet wurden, ist aufgrund der schlechteren Erhaltungsbedingungen bis dato nicht nachweisbar. In den Marschen war der Ackerbau auf die trockenen und sandigen Prielufer beschränkt. Auf den weiten Weiden abseits der Priele betrieben die Landwirte dagegen Viehwirtschaft. In der Hauptsache mit Rindern, die einen Anteil von über 70 Prozent an den überlieferten Tierknochen haben.

### Eisen- und römische Kaiserzeit

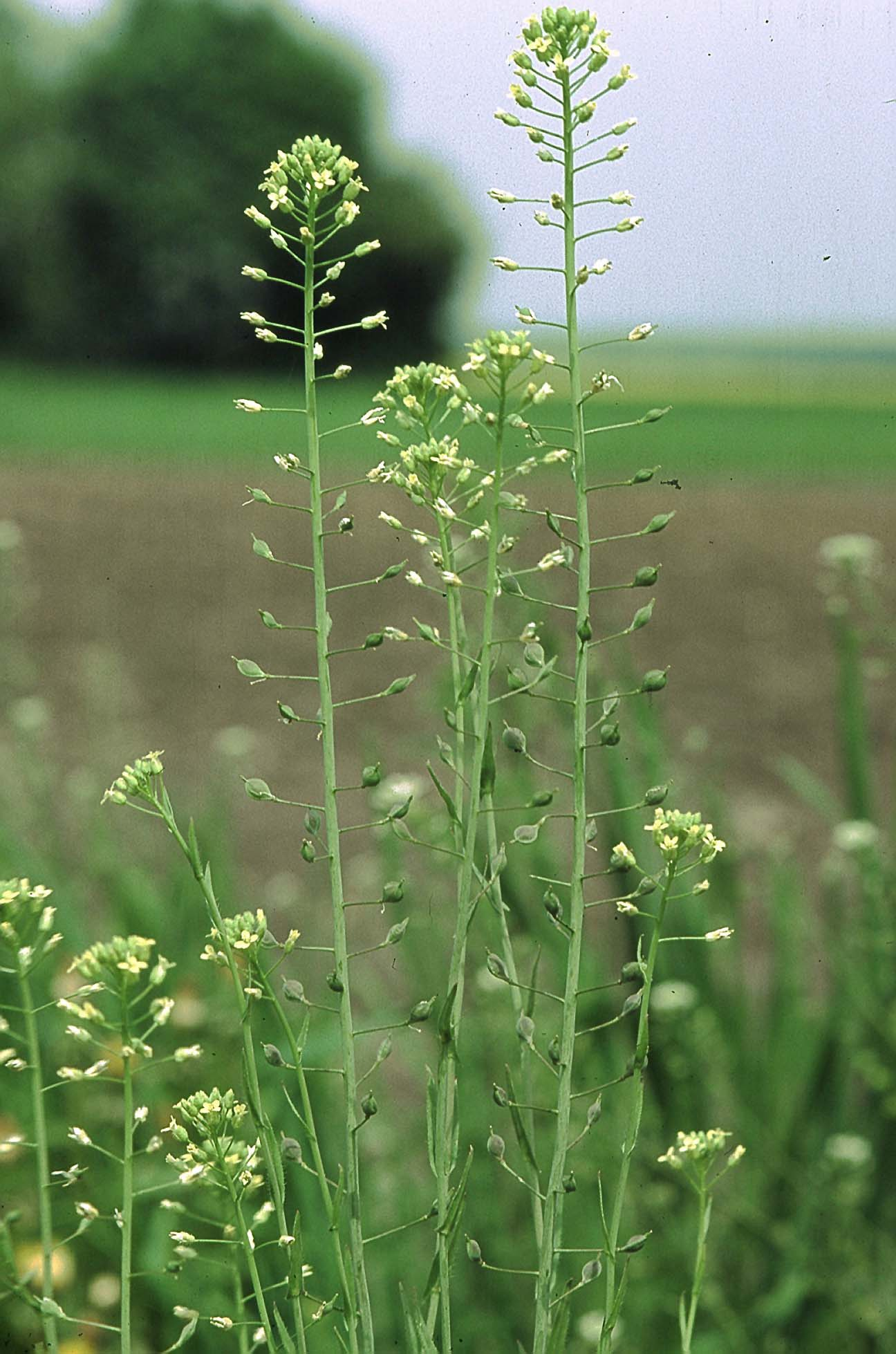
Leindotter

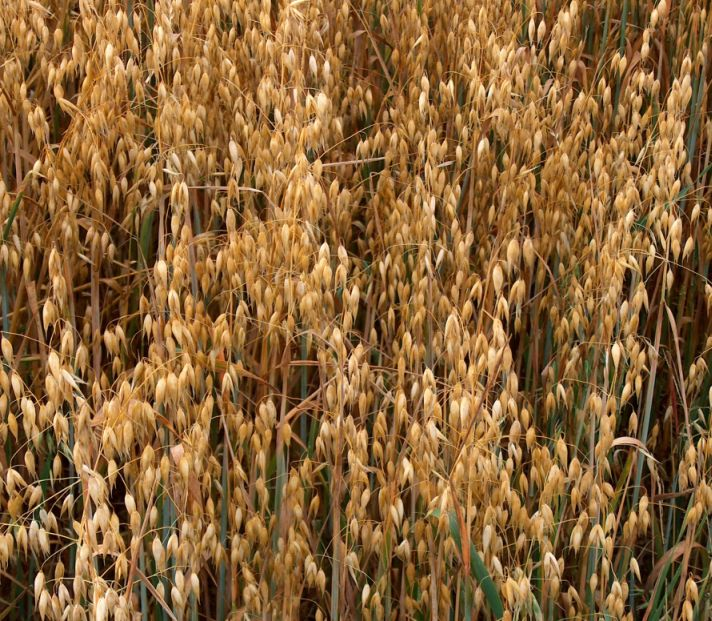
Saat-Hafer auf einem Feld im August

Die dominierende Stellung des Rindes in der Viehhaltung scheint sich bis in die ältere Eisenzeit gehalten zu haben, wie Untersuchungen der in dieser Zeit bewohnten Siedlung Hatzum im Rheiderland ergaben. Dort stellen Rinderknochen 53 Prozent des überlieferten Materials. Mit 22 Prozent stehen Schafsknochen an zweiter Stelle. Das Rind lieferte den Menschen dabei neben Fleisch und Milch mit Knochen, Horn und Fell Rohstoffe zur Herstellung von Geräten des täglichen Bedarfs. Das Schaf lieferte Wolle und wie die Schweine, deren Knochen 15 Prozent des untersuchten Materials stellen, Fleisch. Das Pferd, das mit acht Prozent unter den Knochenresten vertreten ist, wurde ebenfalls zur Fleischversorgung gehalten. Ziegen hielten die Menschen in der Marsch dagegen wohl nur in geringem Maß (Ziege und Schaf sind anhand des Knochenmaterials vielfach nicht zu unterscheiden). In der Geest könnte dagegen aufgrund der dort vorhandenen Wälder die Schweinehaltung eine etwas größere Bedeutung gehabt haben. Ob die Menschen seinerzeit schon Geflügel zur regelmäßigen Ernährung hielten oder sich damit begnügten, Vögel zu jagen und Eier zu sammeln, ist unklar.
Die Bevölkerung dünnte sich danach mit zunehmender Versumpfung der Landschaft merklich aus. Eine Neubesiedlung fand erst im zweiten Jahrhundert vor Christus durch die Chauken statt. Die Siedler aus dem Großverband der germanischen Ingwäonen kamen wahrscheinlich aus Jütland und Skandinavien.
In seiner Naturalis historia (um 77 n. Chr.) beschrieb der römische Autor Plinius der Ältere die Lebensweise der Chauken, die auf künstlich aufgeworfenen Erdhügeln im Küstenbereich, den Warften mit folgenden Worten:

„… Gesehen haben wir im Norden die Völkerschaften der Chauken, die die größeren und die kleineren heißen. In großartiger Bewegung ergießt sich dort zweimal im Zeitraum eines jeden Tages und einer jeden Nacht das Meer über eine unendliche Fläche und offenbart einen ewigen Streit der Natur in einer Gegend, in der es zweifelhaft ist, ob sie zum Land oder zum Meer gehört. Dort bewohnt ein beklagenswertes Volk hohe Erdhügel, die mit den Händen nach dem Maß der höchsten Flut errichtet sind. In ihren erbauten Hütten gleichen sie Seefahrern, wenn das Wasser das sie umgebende Land bedeckt, und Schiffbrüchigen, wenn es zurückgewichen ist und ihre Hütten gleich gestrandeten Schiffen allein dort liegen. Von ihren Hütten aus machen sie Jagd auf zurückgebliebene Fische. Ihnen ist es nicht vergönnt, Vieh zu halten wie ihre Nachbarn, ja nicht einmal mit wilden Tieren zu kämpfen, da jedes Buschwerk fehlt. Aus Schilfgras und Binsen flechten sie Stricke, um Netze für die Fischerei daraus zu machen. Und indem sie den mit den Händen ergriffenen Schlamm mehr im Winde als in der Sonne trocknen, erwärmen sie ihre Speise und die vom Nordwind erstarrten Glieder durch Erde.“ [Gekocht und geheizt wurde also mit Torf.] „Zum Trinken dient ihnen nur Regenwasser, das im Vorhof des Hauses in Gruben gesammelt wird …“

Diese Darstellung gilt als übertrieben. Tatsächlich betrieben die Chauken auf den Weiden der Marschen Viehzucht und hielten sehr viele Pferde. Sie werden als das Volk an der Nordseeküste bezeichnet, welches die meisten besaß. Daneben hielten sie zur Fleischerzeugung Schweine, Schafe, Pferde und Rinder. Mit diesen produzierten sie zusätzlich noch Milch. In den nahen Wäldern der Geest gingen sie auf die Jagd und auch Fisch haben sie gerne verzehrt. Auf leicht erhöhten Feldern betrieben sie Ackerbau mit Sommergerste, da diese resistenter gegen Salz ist als andere Getreidearten. Lein- und Leindotter bauten sie als Ölpflanzen an. Ihre Getreideerzeugnisse verkochten sie mit dem Brennstoff Torf überwiegend zu Breien, welche kalt und warm genossen wurden. Seltener buken sie daraus in Lehmbacköfen Fladen oder Brot. Käse kannten sie offenbar nicht. Aus Schafs- und Kuhmilch produzierten sie aber Butter für den Eigenbedarf. Kochen, Braten, Rösten und Dünsten werden für die Fleischzubereitung vorausgesetzt. Sie aßen ihre Speisen aus Schüsseln, welche sie aus dem römischen Reich importierten.
Von der Zeitenwende bis um das Jahr 100 n. Chr. verschwinden Emmer und Nacktweizen. Als neue Getreidearten breiten sich Saathafer und Roggen aus, der wahrscheinlich als Winterroggen angebaut wurde.

### Völkerwanderungszeit und Mittelalter

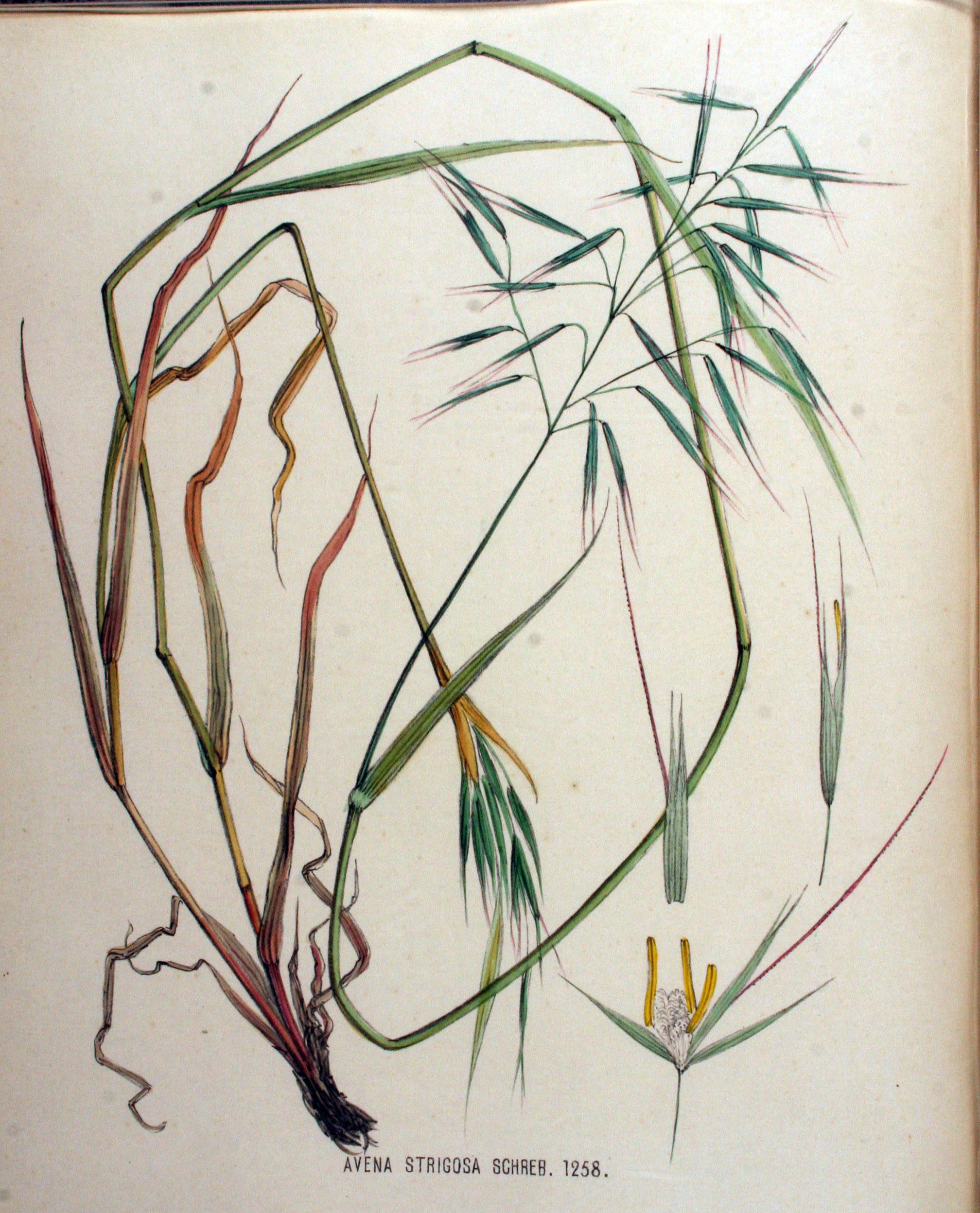
Sandhafer

In der Völkerwanderungszeit nahm die Einwohnerzahl der Region stark ab. Funde aus dieser Periode sind bis dato nur spärlich entdeckt worden. In Teilen der Geest ist eine Restbevölkerung verblieben, worauf Siedlungen mit Hausresten in Hohegaste und Loga hindeuten. Die Funde dort reichen bis in die Mitte des 5. Jahrhunderts, an wenigen anderen Stellen bis ins 6. Jahrhundert. Aufgrund von Pollendiagrammen konnte eine starke Wiederbewaldung der Region nachgewiesen werden, was darauf hindeutet, dass Ostfriesland in dieser Zeit nur von wenigen Menschen bewohnt wurde. Dies änderte sich im frühen 7. Jahrhundert, als die Friesen in die Region einwanderten. Zunächst besiedelten diese die Geest, kurz darauf die Marsch. Die Bevölkerung nahm im Ergebnis archäologischer Untersuchungen schnell zu. Großflächig rodeten die Friesen die Wälder und wandelten sie wieder in Weide- und Ackerland um. Hauptkulturpflanze blieb auf der Geest mit Abstand der Roggen, der als Wintergetreide und ab dem 10. Jahrhundert mittels Plaggenwirtschaft angebaut wurde, worauf typische Unkräuter hindeuten. Weitere angebaute Getreidearten waren Mehrzeilgerste sowie Saathafer und der heute nicht mehr angebaute Sandhafer, der in Ostfriesland Schewarzhafer genannt wird, Lein sowie mit geringer Bedeutung Zwergweizen, Pferdebohne, Futterwicke und Erbse. Untersuchungen der aus dem 7. oder frühen 8. Jahrhundert stammenden Moorleiche Mann von Bernuthsfeld ergaben, dass dieser mehr Gemüse als Fleisch aß. Allerdings war dieser mit bis zu 60 Jahren ungewöhnlich alt, weshalb unklar ist, ob seine Ernährung exemplarisch für die Zeit ist.
In den See- und Flussmarschen gab es eine, im Vergleich zur Geest viel kleinere, Ackerbauwirtschaft. Dort wurden Gerste, Hafer, Emmer, Lein und Pferdebohne angebaut, wobei letztere im Gegensatz zum Landesinneren an den Küsten bis in das Mittelalter von sehr großer Bedeutung blieb. Haupterwerbs- und Nahrungsquelle war aber die Milchgewinnung und Fleischproduktion durch Viehwirtschaft. Im Mittelalter gewann die Produktion von Käse und Butter an Bedeutung. Vor allem letztere war als reichlich vorhandenes Produkt der heimischen Landwirtschaft einer der Hauptfettlieferanten. Im Mittelalter hieß es, dass die Bewohner der Region ihre Butter mit Fingern auf das Brot kneteten. Von den friesischen Kreuzfahrern berichtete Menko von Wittewierum, Abt des Klosters Bloemhof, dass jeder von ihnen 6 Eimer Butter (das sind anderthalb Zentner), das Hinterviertel eines Schweins, eine Rinderseite, einen halben Scheffel Mehl und sieben Mark Sterling mit auf den Kreuzzug nahm.
Für die Zubereitung ihrer Speisen nutzten die Friesen den Kugeltopf aus Keramik, der für mehr als 500 Jahre in kaum variierter Gestalt in Gebrauch war. Er war das Universalgefäß zum Wasserschöpfen, zur Vorratshaltung und zum Kochen. Letzteres geschah bis weit in das 14. Jahrhundert auf ebenerdigen Feuerstellen in den Häusern. Um die Speisen zu garen, wurden diese rundbodigen Töpfe direkt in das Herdfeuer gestellt. Dazu nutzten die Bewohner der Region noch flache Schalen mit Tüllengriffen aus einheimischer Produktion. Trink- und Schankgefäße aus Keramik blieben dagegen weitestgehend unbekannt. Funde von Handmahlsteinen belegen die Weiterverarbeitung von Getreide auf den Höfen. Der Fischfang lässt sich nur indirekt beispielsweise durch Funde von Salzwasserfischknochen in Lütetsburg und möglicherweise durch die Auffindung von Fässern, die eventuell zur Aufbewahrung von Heringen gedient haben, bevor sie eine Zweitverwendung in der Absicherung von Brunnenschächten fanden.
Bis zur Einführung des Reises war die Gerstengraupe (ostfriesisches Platt: Gört) Basis eines jeden ostfriesischen Festessens. Danach hat sie als Sättigungsbeilage dem damals vor allem aus Indien importierten Getreide das Feld überlassen. Bis heute spielt die Gerstengraupe aber als Einlage für die Suppe eine wichtige Rolle in der regionalen Küche und frische, unvergorene Gerstenbrühe war schon im Mittelalter als Krankenkost bekannt. Dazu aßen die Menschen laut mündlicher und schriftlicher Überlieferung hauptsächlich die Pferde- oder Saubohne. Eine Kost, die bis in Anfang des 20. Jahrhunderts nahezu unverändert gegessen wurde. Erbsen haben die Bohnen wohl erst in jüngerer Zeit verdrängt.
Ein typisches Festtagsgericht des 13. Jahrhunderts bestand aus Lauchsuppe mit Brotbrocken, Reis mit Mandelmilch und frittierten Feigenküchlein. Buchweizen wurde ab dem 14. Jahrhundert kultiviert. Wichtigstes Getreide blieb der Roggen. Gebacken wurde in gemeinschaftlich genutzten Lehm- oder Steinöfen.
Kulinarisch blieb der Ruf der Region schlecht. So berichtet Heinrich Taube von Selbach, Komtur der Johanniterkommende Steinfurt im 14. Jahrhundert:

„Friesland ist die Senkgrube der Welt: Kuhfladen dienen dort als Brand, die Seiche zum Waschen und der Wei (=Molke) muß dort den Wein ersetzen.“

An den Tafeln der Ostfriesischen Häuptlinge speisten die Tischgesellschaften dagegen etwas besser. Von ihnen sind viele Mostrichschottel überliefert, die darauf schließen lassen, dass sie gerne ein Stück fettes Rauchfleisch aßen. Auf diese Zeit geht auch das bis heute beliebte Nagelholz zurück, ein magerer luftgetrockneter Rinderschinken (siehe #Fleischgerichte). Es wurde für besondere Gelegenheiten oder für Krankheitsfälle aufbewahrt.
Im 15. Jahrhundert häufen sich Berichte über den Alkoholismus der Ostfriesen. So berichtet das Ostfriesische Urkundenbuch aus der Kommende Jemgum „von den St.Stephans-Trinkgelagen, die die Einwohner dort aljährlich zu begehen pflegten, zur Verwirrung der Menschheit und zum Schaden der Seele“. Der 26. Dezember ist im Kalender der römisch-katholischen Kirche, altkatholischen Kirche, der lutherischen Kirchen und der anglikanischen Kirche der Gedenktag des heiligen Stephanus. Er war früher der Vorabend zum Neujahr. Ein ähnlicher Bericht liegt von der Kalandbrüderschaft im Kloster Marienkamp bei Esens vor. In jener Zeit war es zudem üblich, die Pacht oder Dienstpflichten mit Bier zu bezahlen. So beschwert sich beispielsweise der Propst von Kloster Barthe im Jahre 1490 darüber, dass die Nortmoorer Bauern immer anspruchsvoller in ihren Forderungen an das Kloster würden und zum Bier auch noch mit Schinken regaliert werden müssten. Kleinere Vergehen wurden bis zur Einführung des Preußischen Landrechts mit Bierstrafen geahndet, was den Alkoholkonsum ebenfalls förderte.

### Neuzeit bis zum Ende der Herrschaft der Cirksena (1744)
Bis um 1500 unterschieden sich die Ernährungsgewohnheiten der sozialen Schichten in Ostfriesland kaum. Das Frühstück bestand bei allen Bewohnern, vom einfachen Landarbeiter bis hin zum Edelmann, zumeist aus einem warmen Brei, der heißen Wasser- oder Biersuppe sowie dem kalten Morgengetränk, das aus Buttermilch, Wasser, Bier oder Wein bestand. Größte Bedeutung kam dabei dem Bier zu, das den Menschen als Grundnahrungsmittel bis zur Einführung der Kartoffel wichtige Nahrungsenergie lieferte. Dementsprechend wurde Bier nicht nur getrunken, sondern auch zu Suppe weiterverarbeitet. Der Zeitzeuge Ulrich von Dornum schreibt, dass Grünkohl mit Speck eine beliebte Fastnachtsspeise sei. Breie, Eintöpfe und Suppen blieben die häufigste warme Mahlzeit. Sie wurden sowohl von der Land- als auch von reicheren Bevölkerungsschichten mit den Händen oder Löffeln gegessen, wobei die vornehmeren Bewohner der Region nach und nach dazu übergingen, ihre Nahrung auf spitze Messer aufzuspießen. Die Gabel blieb bis in das 17. Jahrhundert ein Luxusgegenstand. Komplette Bestecke gab es deshalb bis Anfang des 20. Jahrhunderts nur im Fürstenhaus (bis 1744) und in den wohlhabenderen bürgerlichen Haushalten.
Im 16. Jahrhundert und 17. Jahrhundert begann zunächst der bis 1744 regierende ostfriesische Fürstenhof, seine Speisegewohnheiten gemäß Vorbildern aus anderen europäischen Adelshäusern zu internationalisieren. Aus dem Jahr 1680 liegt eine Auflistung der angelieferten Lebensmittel vor. Demnach wurden am Hof „3588 Hühner, 26474 Dutzend Eier, 176 Gänse, 44410 Pfund Fleisch aus eigener Zucht, 6393 Pfund Speck, 36 Tonnen und 45 Pfund Butter, 184 Hähne, 304 Truthähne, 453 Trauben, 41 Schweine, 18 Spanferkel, 82 Ochsenzungen, 274 Pfund Stockfisch, 7 Tonnen Hering, 5 Tonnen Laberdan (eingesalzener Kabeljau), 6 Tonnen Bückling, 31 Stück Käse, 318 Krug Olivenöl, 1843 Krug Wein oder Essig, 998 Krug Salz, 333 Krug Erbsen, 4 Rehe, 15 Hirsche, 63 Moorhühner, 141 Hasen, 394 Rebhühner, 89 Schnepfen, 21 Wildenten, 30 Schellfische, 73 Seezungen, 546 Schollen, 66 Hummer, 2920 Weißbrot und 15096 Sauerbrot“ verarbeitet. Für die Einfuhr und Zubereitung der Speisen waren viele Bedienstete nötig. So gab es am Auricher Hof im Jahre 1700 „einen Koch, einen Zuckerbäcker, einen Weinschenk, einen Bäcker, einen Brauer, drei Mundköche, einen Fasanen- und Kapaunenmeister, einen Küchenmeister, einen Küchengärtner, einen Kellnerknecht, einen Bratenknecht, einen Kochknecht, einen Bäckerknecht, einen Hühnerpflücker, fünf Küchenjungen, einen Fischer, einen Jäger zu Ihlow, einen Jäger zu Barthe, einen Mohr, zwei Heyducken und eine Türkin“. Sie servierten an der adeligen Tafel Rinder-, Kalb- und Schattfleisch, Wildbret, frische und trockene Fische, Torten, Pasteten, junge Hühner, Milch- oder Eierfladen, Backwerk, Sauerbrot, Weißbrot, süßen Käse, Butter, Bier französischen und Rheinwein.
Das Bürgertum versuchte, diese Lebensweise zu imitieren und wandte dafür vor allem bei Vermählungsfeiern erhebliche Summen auf. Oft konnten die Menschen die Rechnungen nicht zahlen, weshalb die Grafen Ostfrieslands im Jahre 1572 eine Verordnung gegen unordentliches frethen un supen erließ. Fortan war es den ärmeren Bürgern bei Hochzeiten nur noch erlaubt, Brot, Butter und Käse zu reichen, während die reicheren zusätzlich noch Kirschen, Äpfel, Birnen, Nüsse, Mandeln, Rosinen, Feigen, Bier und Wein reichen durfte.
Brot buken die Bewohner weiterhin in gemeinschaftlich, seltener in privat genutzten Öfen. Nur in den reicheren Marschengegenden übernahmen dies ab dem 16. Jahrhundert die Landbäcker und auch in den wenigen Städten der Region etablierte sich ein Berufsbäckertum. Von der Krummhörn ist beispielsweise bekannt, dass es dort im Jahr 1775 keine privaten Backöfen mehr gab.

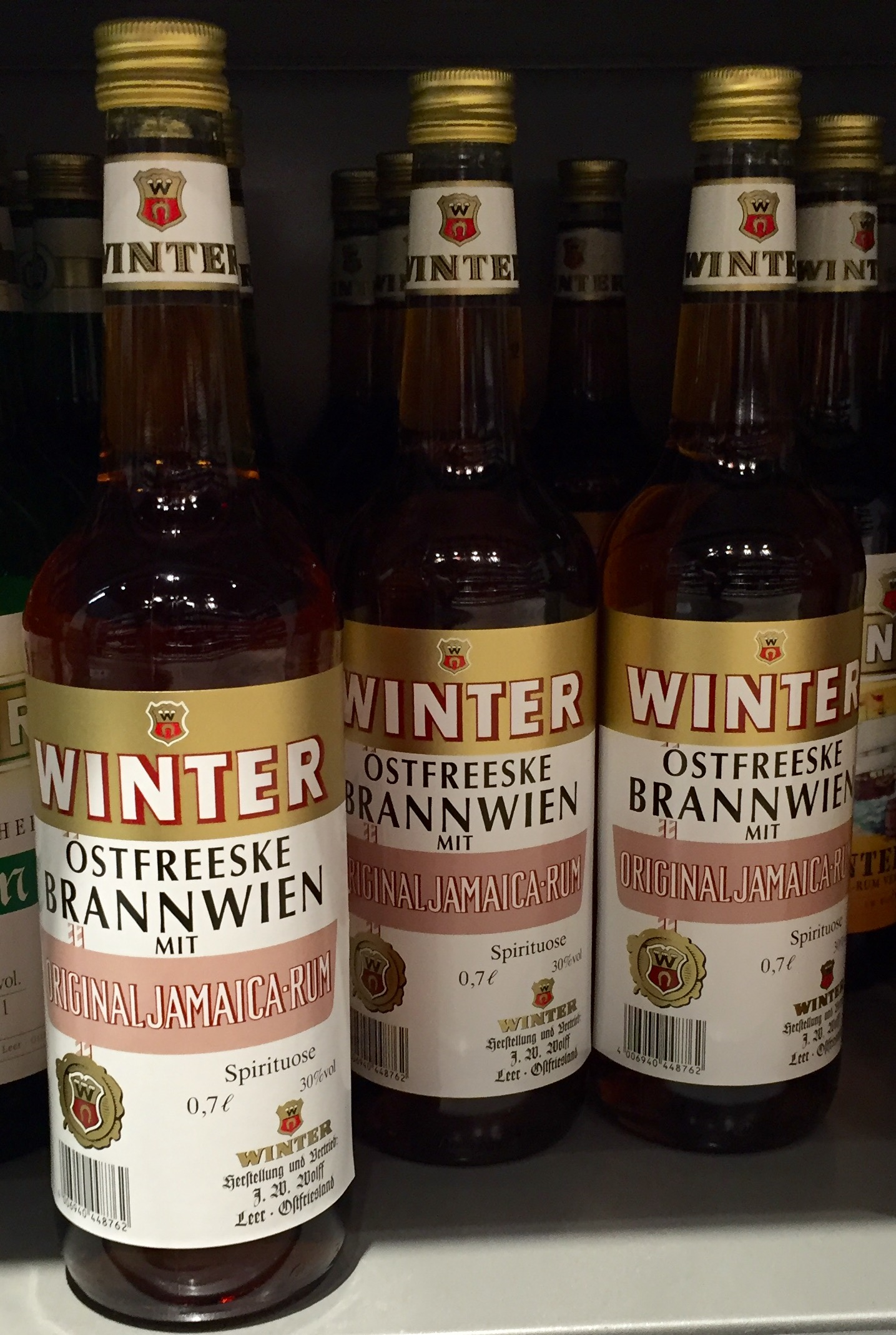
Ostfreeske Brann(t)wien wird bis heute in vielen Variationen angeboten.

Hauptgetränke blieben Bier und Buttermilch. Letztere wurde so oft getrunken, dass der ostfriesische Humanist Henricus Ubbius in einer 1530 verfassten Beschreibung Ostfrieslands behauptete, der besonders an den Fußgelenken stärkere Knochenbau der Landfrauen sei auf den reichlichen Genuss der Buttermilch zurückzuführen. Das Aufkommen der ersten Schnapsbrennereien im 16. Jahrhundert, die Branntwein herstellten, verstärkte das Alkoholproblem in der Region. Während des Dreißigjährigen Krieges mehren sich die Anzeichen für eine um sich greifende Trunksucht in Ostfriesland. Die Obrigkeit versuchte, das Problem rechtlich einzudämmen und legte die Höhe der zulässigen Bierschulden fest. Schließlich sah sich die Kirche genötigt, dem Alkoholismus in Predigten und Gebeten den Kampf anzusagen.
Die Ostfriesische Teekultur geht in ihren Anfängen auf das frühe 17. Jahrhundert zurück. Um 1610 brachten erstmals Schiffe der Niederländischen Ostindien-Kompanie Tee nach Europa, der bis 1675 in Ostfriesland nur als Medizin verabreicht wurde. Bis in das 18. Jahrhundert setzte sich der Konsum schließlich im Alltag durch. Etwa um 1720 herum existierte bereits ein umfangreicher Teehandel in Ostfriesland. Zunächst tranken die Ostfriesen grünen Tee. Erst zum Ende des achtzehnten Jahrhunderts wechselten sie vorwiegend zum Schwarztee. Die Einführung des Tees scheint den Konsum von Schnaps zunächst gefördert haben. Offensichtlich war es Brauch, nach dem Konsum des Heißgetränks noch ein Glas Alkohol zu trinken. Überhaupt wurde zu vielen Gelegenheiten getrunken. Außer in den Jagdweiden der Wirtschaften (Gaststuben für jedermann) auch bei „besonderen Arbeitsvorgängen und -gelegenheiten, beim Saatdreschen im Freien, später bei der Dreschmaschine, beim Schweineschlachten, bei Kindstaufen, und Beerdigungen.“
Im 17. Jahrhundert verfasste der in Berdum tätige Pastor Balthasar Arend eine Beschreibung der Nahrung der Marsch-, Geest und Moorbewohner:

„In dem täglichen Essen und Trinken sind die Einwohner nicht sonderlich lecker, trinken Buttermilch, Käseweihe (=Molke) und Dünnbier und essen Grütze, dicke Milch, Wasserbrei, Bohnen, geräuchertes Fleisch, Stobbels (=kleine Rüben) oder Klütjen und dergleichen. Ihr Brot ist in Mangel des Rockens (=Roggen) und Weizens grobes Gerstenbrot. Zu allen Speisen muß die Butter das Beste tun, massen viel Butter in diesem Lande vertan wird.“

Der Publizist und Historiker Onno Klopp schrieb ein Jahrhundert später (1856), dass die Lebensweise der Ostfriesen in der letzten Zeit der fürstlichen Regierung gesünder geworden sei. So hätten Kaffee und Tee als Ersatz für Spirituosen ihre sänftigende und mildernde Einwirkung auf das Familienleben entfaltet.

### 18. und 19. Jahrhundert
Nach dem Aussterben des einheimischen Fürstenhauses Cirksena verlor Ostfriesland im Jahre 1744 seine Selbstständigkeit innerhalb des Heiligen Römischen Reichs und gehörte fortan zu Preußen. Diese führten in ihrer neuen Provinz die Kartoffel ein, die für die ärmeren Bevölkerungsteile bald zum Grundnahrungsmittel wurde, da sie für jedermann erschwinglich waren. Die einfache Bevölkerung verarbeitete sie vor allem zu Eintöpfen. Reichere Landwirte und das gehobene Bürgertum verabscheuten die Knolle dagegen bis weit in das 19. Jahrhundert. Sie betrachteten die Kartoffel als Arme-Leute-Kost oder als Viehfutter.
Das Teetrinken wollten die Preußen den Ostfriesen vor allem nach Scheitern der Königlichen preußisch-asiatischen Handelskompagnie (Ostasiatischen Handelskompanie) in Emden dagegen abgewöhnen und ließen es per Gesetz verbieten. Längst war der Tee aber zu einem wichtigen Getränk der Ostfriesen geworden, wie aus einem zeitgenössischen Bericht hervorgeht.

„Kaffee trinkt man viel im Jeverschen, gewöhnlich dreimal täglich; The mehr im Westen, und zwar Morgens beim Frühstück, Nachmittags und Abends, wenn kein Brei genossen wird, Vormittags gegen 11 Uhr aber Kaffee mit Cichorie. Zucker kommt bei Besuchen dazu, gewöhnlich Candi, sonst selten.“

Die Ostfriesen reagierten deshalb auf die Anordnung mit verstärktem Schmuggel. Diese etwa bis 1780 währende Auseinandersetzung mit den Landständen wird auch als „Teekrieg“ bezeichnet. Auch während der Napoleonischen Kontinentalsperre (1806–1814) betrieben die Ostfriesen erneut ein umfangreiches Schmuggelwesen, um weiterhin die Versorgung mit Tee zu gewährleisten.
Im 19. Jahrhundert blieb das Essen der breiten Bevölkerungsschichten monoton, wie ein Bericht aus jenen Tagen verdeutlicht:

„Zu allen Zeiten gab es Morgens nach dem Aufstehen Suppe von Hafergrütze und Feldbohnen. Die Bohnen wurden erst allein gar gekocht, damit die dunkle Brühe, die aus den Bohnen kocht, entfernt werden konnte. War das Wasser aufs Feuer gebracht, so wurden ein großer Holzlöffel (Ostfriesisches Platt: Sleef) voll Hafergrütze und Talg hinein gethan. War dies gar, so that man erst die Bohnen hinein. Wer trinken wollte, ging zum Wassereimer. Andere Getränke kannte man nicht. Wenn die Kinder aus der Schule kamen, erhielten sie weichen Käse aufs Brot. Des mittags wurde nicht gekocht, sondern erst des Abends um 4 Uhr, dann wurde im Herd (Ounil:) Feuer zum Kochen angelegt. Das Essen bestand aus Kohl, Erbsen, Pastinaken, Scheldegerste, Mehlklößen, Saucen oder dgl. Mehlklöße gab es zu jedem Essen. Sie wurden aus Weizen-, Gersten- oder Buchweizenmehl bereitet und vertraten die Stelle der Kartoffeln. Sonntags gabs auch wohl Grütze mit Pflaumen und Reis. In jedem Haushalte wurde ein selbstgemästetes Schwein geschlachtet, ebenso Gänse. Im Sommer gab’s häufig Fische, Rochen und Schollen, gesalzene Fische, auch wohl Stockfisch.“

In der Marsch änderte sich in der ersten Hälfte des 19. Jahrhunderts das soziale Gefüge. War es bis dahin üblich, dass Landwirt und Gesinde an einem Tisch speisten, wandelten sich nun die Tischsitten. Die Bauernfamilie aß fortan alleine in der Küche oder einem separaten Esszimmer, während das Gesinde an einem Extratisch in der Achterköken (Kochküche) Platz nahm. Dort durfte der Großknecht das Brot verteilen und sich als erster bedienen. Er bestimmte weiterhin durch Aufnahme des Löffels, wann die anderen Bediensteten mit dem Essen beginnen durften. Durch Ablegen des Löffels forderte er die Tischgenossen dazu auf, ihre Mahlzeit zu beenden. Auf der Geest hingegen nahmen Bauern und Personal noch bis weit in das 20. Jahrhundert gemeinsam zu sich.
Das Frühstück bestand zu jener Zeit in der Marsch nicht mehr aus Brei, sondern aus Butterbroten, während die Geestbauern weiterhin Buttermilchbrei oder Buchweizengrütze bevorzugten. Man frühstückte nach der ersten Feldarbeit oder im Winter nach der Viehfütterung gegen acht Uhr mit Tee oder Kaffee. Gegen 11 Uhr gab es den nächsten Tee, den Elführtje. Mittags gab es meistens breiige Speisen aus frischen oder getrockneten Erbsen, Buschbohnen, Rüben, Kohl und vor allem Kartoffeln, selten auch Grütze. Gerne aßen die Bauern auch Pfannkuchen aus Buchweizenmehl, die mit Speck oder in Öl gebacken wurden, ganz selten auch Braten. Er wurde in kleinen Stücken in der Pfanne zubereitet. Fleischrationen bestanden vor allem aus in der Nähe der Feuerstellen aufgehängten Speckseiten, Schinken und Ähnlichem. Im Westen Ostfrieslands war es auch üblich, mittags Mehlpütt, eine Süßspeise aus Mehl und Hefeteig zu reichen. Dazu gab es Reis mit Rosinen oder Pflaumen und ein gutes Stück Pökel- oder Rauchfleisch, einen Schinken oder Speck.

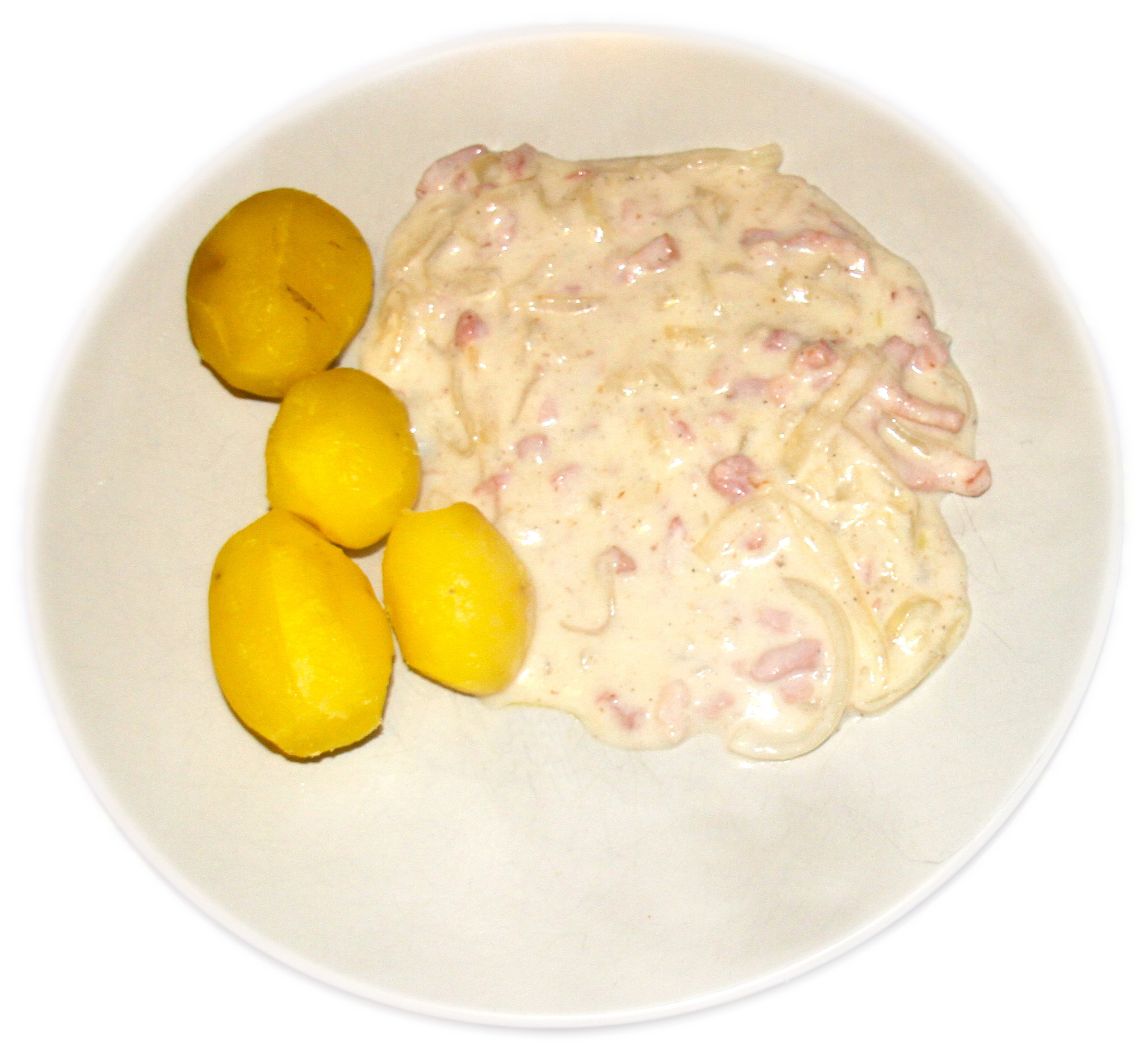
Grootheider Stipp

Die Hauptmahlzeit wurde in einer Schüssel serviert und gemeinsam verzehrt. Teller waren weitgehend unbekannt. Pellkartoffeln wurden durch die Ostfriesen beispielsweise verzehrt, indem die gegarten Knollen auf den Tisch geschüttet wurden. Jeder Teilnehmer konnte nach Bedarf nehmen und abpellen. Danach stippte (tauchte) er die Kartoffeln in eine Pfanne mit heißem Stippfett und legte sie anschließend aufs Brot. Ein typisches Gericht dieser Zeit ist der Grootheider Stipp, eine Sauce aus Schinken, Zwiebeln, Milch und Mehl, die vorzugsweise zu Pellkartoffeln serviert wird. Abends gab es auf dem Land entweder sauren Rahm mit Zwieback, Brot und Zucker, Butterbrote oder Wrungel (dicke Milch mit Sahne) mit süßem Rahm. Dazu gab es erneut Tee.
Im 19. Jahrhundert nahm der Alkoholismus weiter zu. So stieg die Zahl der Stokereen (kleine Brennereien), die meist von Bauern neben ihrer Landwirtschaft betrieben wurden, von 83 im Jahre 1818 auf 134 im Jahre 1832. Daneben gab es zahlreiche kleine privaten Brennereien, die Alkoholika völlig ungeprüft herstellten. Kolonialwarenhandlungen waren fast immer auch mit einer Gast- und Schenkwirtschaft verbunden. Alkohol war so für jeden verfügbar und vergleichsweise günstig zu erwerben. Um 1800 kostete ein Liter guter Genever zwölf Stüber, was etwa dem Tageslohn eines Arbeiters entsprach. Billiger Schnaps kostete erheblich weniger. Ein Liter Bier kostete nur zwei Stüber. Alkoholismus war in jener Zeit ein großes Problem, das nicht nur die Arbeiterschaft, sondern auch andere Bevölkerungsschichten betraf. Als Reaktion entstanden zahlreiche Mäßigungsvereine, die sich für einen reduzierten Alkoholkonsum einsetzten.
Gebacken wurde bis in das 20. Jahrhundert in einem Brotbackofen. Dieser gehörte manchmal unmittelbar zu einem Anwesen oder wurde gemeinschaftlich genutzt, meist aber nur einmal im Monat in Betrieb genommen.

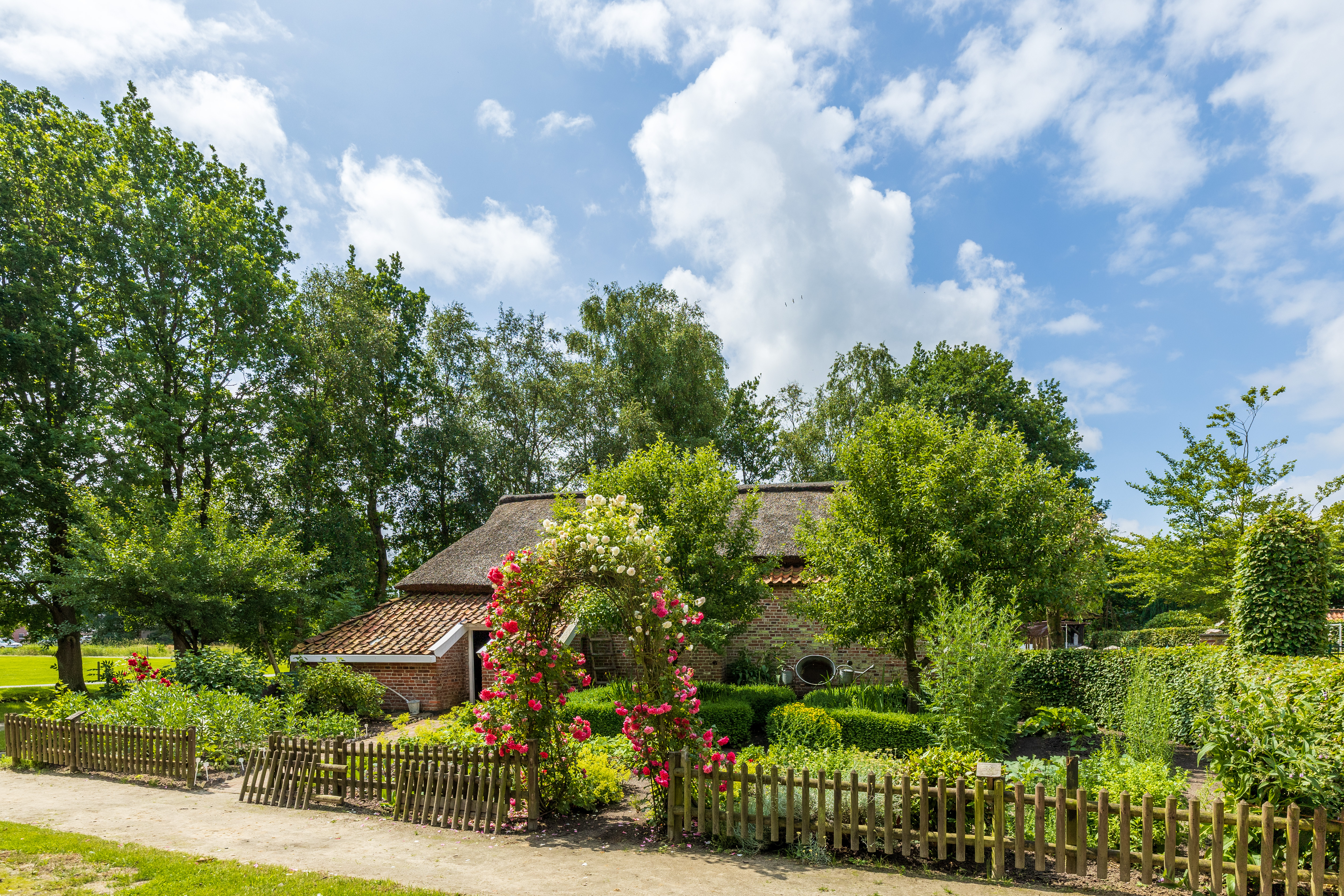
Kolonistenhaus des 19. Jahrhunderts mit Garten zur Selbstversorgung im Moormuseum Moordorf

Zur Selbstversorgung legten viele Ostfriesen im 19. Jahrhundert kleine Parzellen für den Gemüseanbau an. Das war auch den ärmeren Schichten wie Landarbeitern oder Kolonisten möglich. In den Gärten pflanzten sie zusätzlich zu den althergebrachten Gemüsesorten Spinat, Salat, Radieschen, Tomaten, Kohlrabi, Schwarzwurzeln, Schnitt-, Blumen- und Wirsing- und Rosenkohl sowie Gurken und Kürbis an.

### Das 20. Jahrhundert

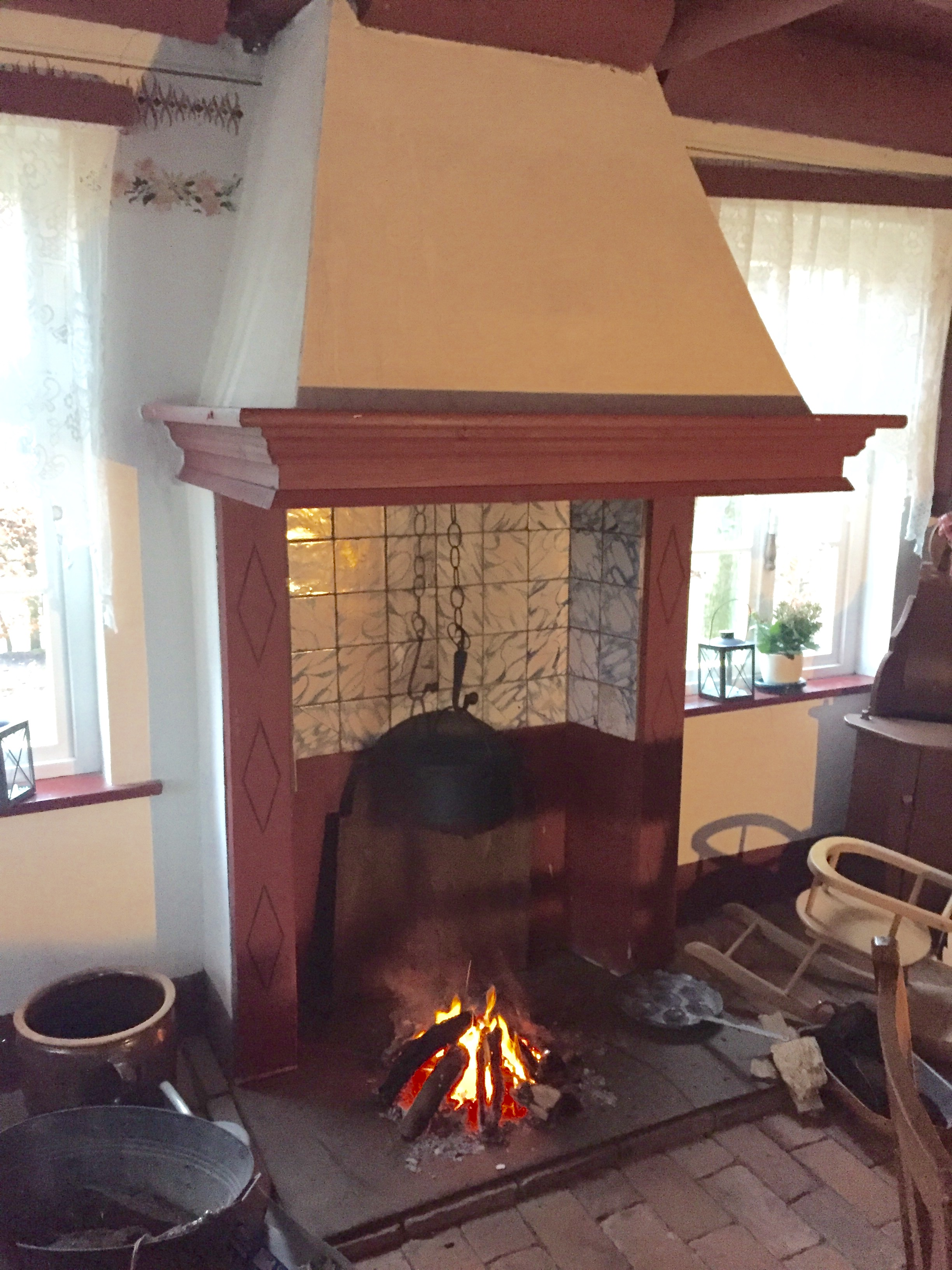
Bis in das 20. Jahrhundert kochten die Ostfriesen ihre Speisen über einem offenen Herdfeuer. Dort war nur Platz für einen einzigen Topf, weshalb Suppen und Eintöpfe den Speiseplan dominierten.

Zentraler Punkt der Küche blieb bis Anfang des 20. Jahrhunderts das offene Herdfeuer, über dem alle Speisen gegart wurden. Dies schränkte die Kochmöglichkeiten stark ein, da dort lediglich Platz für einen Topf war. So ließen sich höchstens zwei Gerichte gleichzeitig zubereiten. So kochte beispielsweise in dem Topf den Fleischgang, das Hachje, bestehend aus getrocknetem Eisbein, Kartoffeln und Mehlstipp, während unter dem Topfdeckel der Mehlpütt im Dampf der Hauptspeise garte.
Hauptnahrungsmittel waren deshalb einfache Gerichte (Redelkost) wie Breie, Suppen und vor allem eine gemischte Eintopfkost mit reichlich Fettgehalt. Diese wurde mit wenig Flüssigkeit hergestellt, was die volle Geschmacksintensität gewährleisten sollte. Dies war im Grunde die alte, mittelalterliche Speckkost. An Werktagen kamen mit Kartoffeln durchstampfte Gemüsegerichte mit Speck oder eine „eher als Brei zu bezeichnende Erbsen- oder Bohnensuppe“ auf den Tisch. Abends aßen die Ostfriesen eine mit Graupen angereicherte Buttermilchsuppe mit Butterbrot und Käse. Die Nahrung blieb monoton und richtete sich nach den zur jeweiligen Saison verfügbaren Gemüsesorten. Dies waren im Frühjahr die großen Bohnen, die man gerne mit Speck und manchmal auch mit Frühkartoffeln aß, im Sommer die Buschbohnen, welche mit dem ersten Matjes genossen wurden. Im Herbst folgten verschiedene Kohlsorten, die bis heute eine wichtige Rolle in der Ostfriesischen Küche spielen, und im Winter entweder getrocknete Bohnen oder Grünkohl mit Speck. Frisches Fleisch gab es außerhalb der Schlachtsaison nur selten. Für den Winter bewahrte man die Herbstbuttermilch noch monatelang im Keller auf, „bis diese einen Grad von Säuerung erreicht hatte, dass man schon den fertigen Brei durch Zusatz von Sirup wieder mildern mußte, um ihn – wenigstens für den Kindergaumen – genießbar zu machen.“
Verzehrt wurden die Speisen weiterhin mit Löffeln oder den Fingern. Als weiteres Essbesteck gab es am Tisch der Landbevölkerung lediglich noch ein einziges Messer, mit dem sowohl Brot als auch Fleisch zerteilt wurden. Erst die industrielle Massenproduktion machte Bestecke auch für die ärmeren Bevölkerungsteile erschwinglich.
Das Kochgeschirr bestand aus schweren gusseisernen Töpfen und Pfannen, die über dem Feuer aufgehängt wurden, sowie Dreifußtöpfen, die direkt in die Flammen gestellt wurden. In ihnen hielten die Bäuerinnen das Essen warm oder kochten Brei.
Während des Ersten Weltkriegs wurde der hoch besteuerte Tee immer knapper. 1917 waren die Engpässe am gravierendsten. Bis 1919 dominierten zudem überalterte oder aus anderen Gründen minderwertige Partien den Handel.

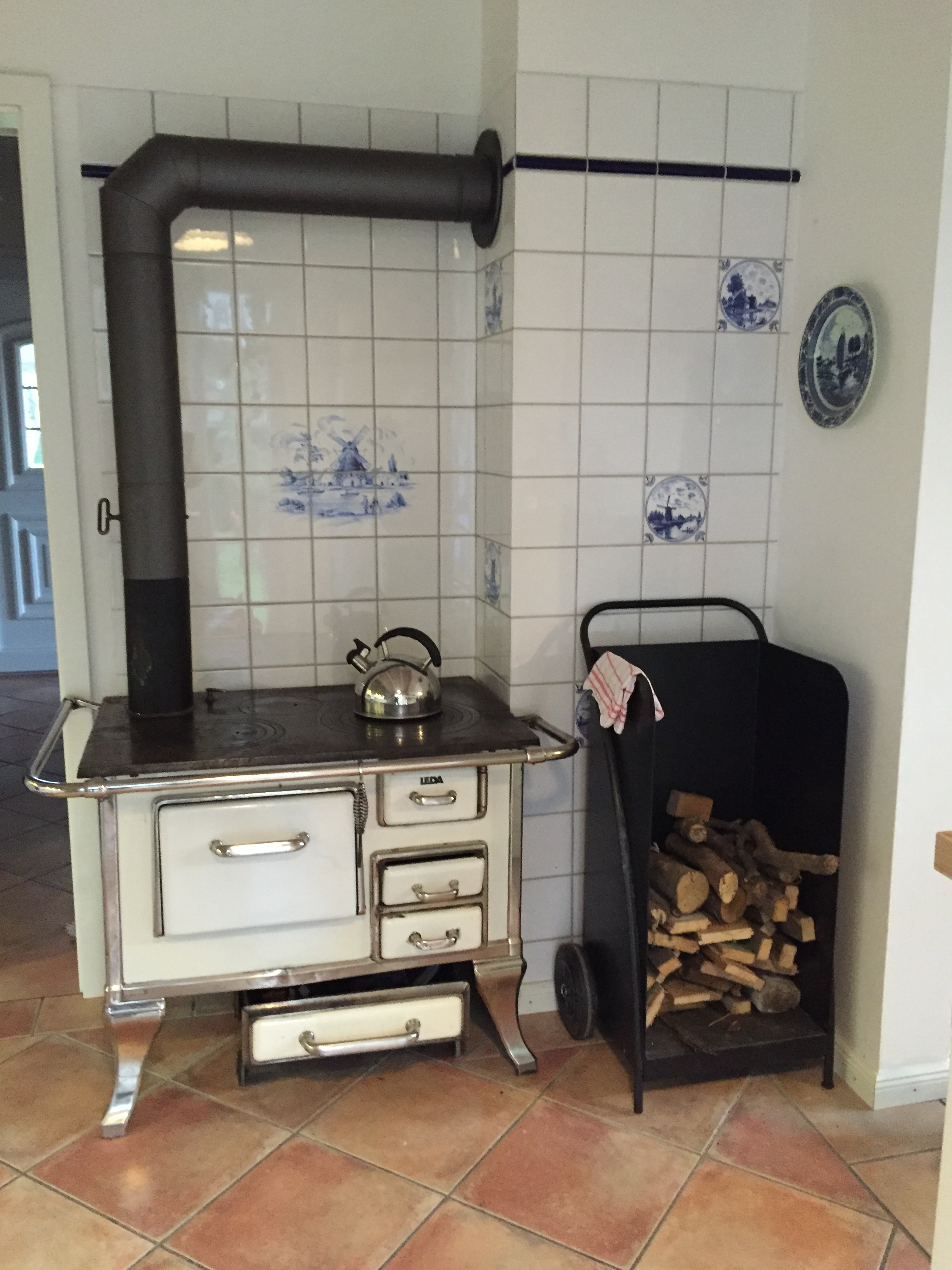
Stangenöfen sind bis heute in einigen Küchen Ostfrieslands in Betrieb.

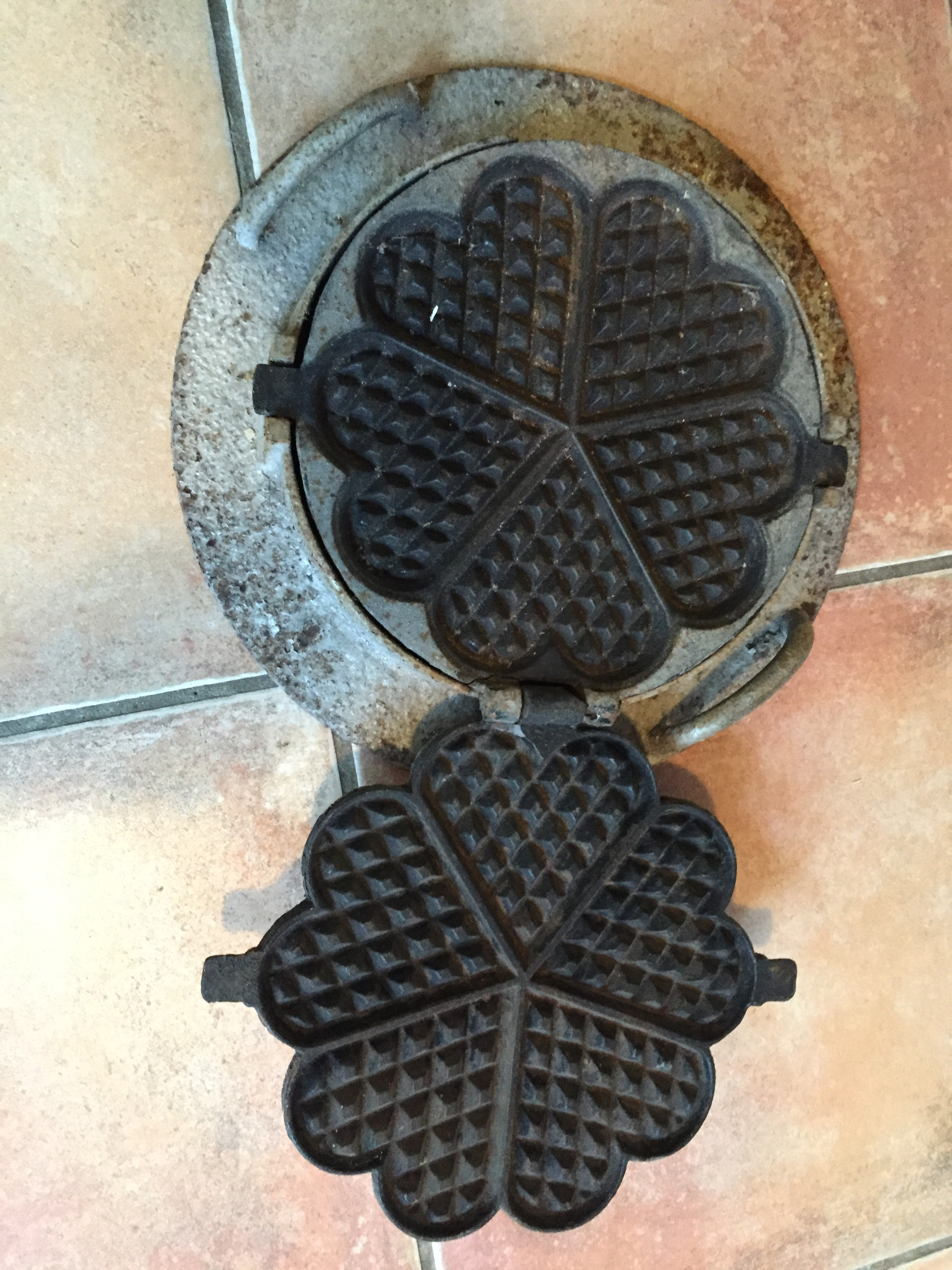
Ein Waffeleisen für Stangenöfen. Es kann wie Töpfe in die Herdplatten eingelegt werden.

In den 1930er Jahren setzte sich in Ostfriesland das Einkochen in Weckgläser durch, was die Konservierung von Lebensmitteln erheblich erleichterte. Gleichsam eine Revolution in den ostfriesischen Küchen bedeutete jedoch der Einzug von mit Holz befeuerten Herden aus Metall, den sogenannten Kochmaschinen, die in Ostfriesland auch Stangenherd oder Ringofen genannt werden. Trotzdem setzten sie sich nach ihrer Erfindung im 19. Jahrhundert nur langsam durch und waren flächendeckend erst um 1930 vorhanden. Der Stangenofen befreite die Küchen von Rauch und Ruß. Er bot Platz für mehrere Kochtöpfe und verfügte über einen Backofen. Zudem konnte er zur dauerhaften Erwärmung von Wasser genutzt werden, so dass die Ostfriesen nun ständig heißes Wasser zur Verfügung hatten. Spezielle Waffeleisen konnten wie die Töpfe in die Herdplatten eingelegt werden. Mit ihnen buken die Bewohner Speckendicken oder Waffeln aus Hefeteig. In jenen Jahren begann auch die Elektrifizierung Ostfrieslands. Die Haushalte wurden nach und nach an das Wasser-, Strom- und Gasnetz angeschlossen. Heute dominieren in ostfriesischen Küchen Elektro- oder Gasherde. Gleichwohl sind in vielen Haushalten zusätzlich Stangenherde in Betrieb.
Im Zweiten Weltkrieg galten Tee und Kaffee als entbehrliche Genussmittel und wurden reichsweit nur als „einmalige Sonderzuteilungen“ ausgegeben. Einzig Ostfriesen erhielten regelmäßige Rationen. Dafür schufen die Nationalsozialisten einen behördlich festgelegten Ostfriesischen Teetrinkerbezirk und führten eine Teekarte für extra Teerationen ein, die im Oldenburger Teeverteilungsschlüssel festgelegt waren. Ausgegeben wurden die Sonderrationen an so genannten Teeverteilungsstellen. Unter anderem bei Onno Behrends. Pro Monat erhielt jeder bezugsberechtigte Ostfriese nur noch 20 Gramm Tee. Nach Protesten wurde diese Menge auf 40 Gramm erhöht und später auf 30 Gramm zurückgenommen. Nach Kriegsende war die Teenot am größten. Der Schwarzhandel blühte. Viele Ostfriesen fuhren ins Ruhrgebiet, wo die Bergleute für ihre schwere Arbeit Extrarationen Tee erhielten, und tauschten Tee gegen Speck und Butter aus eigener Produktion.
Noch bis weit in die 1980er Jahre war es in Ostfriesland üblich, sich über den eigenen Garten (in der Regionalsprache Tuun genannt) zum Teil selbst mit Gemüse zu versorgen. Seither wurden die Nutzgärten durch pflegeleichtere Rasenflächen abgelöst. Auch die Kleinvieh- und Schweinehaltung zur Eigenversorgung mit Fleisch kam aus der Mode. Bis dahin wurden Hühner, Enten und Gänse selbst geschlachtet, während bei Schwein (seltener Rind oder Schaf) der Schlachter kam. Hausschlachtungen kommen heute seltener vor, sind aber immer noch stark verbreitet. Allein im Landkreis Aurich waren deshalb 2015 im Auftrag der Lebensmittelüberwachung 12 bis 15 praktizierende Tierärzte oder Fleischkontrolleure als Ehrenamtliche tätig, um die Hausschlachtungen zu überwachen. Der traditionelle Snirtjebraten wird inzwischen häufig beim Schlachter oder an der Fleischtheke gekauft.
Bis heute sind die Eigenarten der ostfriesischen Küche durchaus lebendig oder durch eine Rückbesinnung auf traditionelle Spezialitäten mit neuem Leben gefüllt. Inzwischen gibt es die für die Zubereitung der traditionellen Speisen notwendigen altostfriesischen Landesprodukte auch in moderne Verbrauchermärkten zu kaufen, die teilweise Sonderaktionen mit den Produkten starten und diese ausdrücklich bewerben. Aber auch über die Grenzen der Region haben ostfriesische Speisen und Getränke inzwischen einen besseren Ruf, so dass sie auch in den Touristenorten in typischen Melkhuskes, Cafés und Restaurants auf der Karte steht. Der Gastronomenverband Ostfriesland Kulinarisch hat es sich zum Ziel gesetzt, Einheimischen und Touristen die Vielfalt der ostfriesischen Küche näher zu bringen. Verwendet werden dabei nur Produkte aus der regionalen landschaftspflegenden und umweltverträglichen Landwirtschaft.

## Kulinarische Spezialitäten

### Verarbeitete Produkte und daraus hergestellte Speisen

#### Gemüse und Beilagen

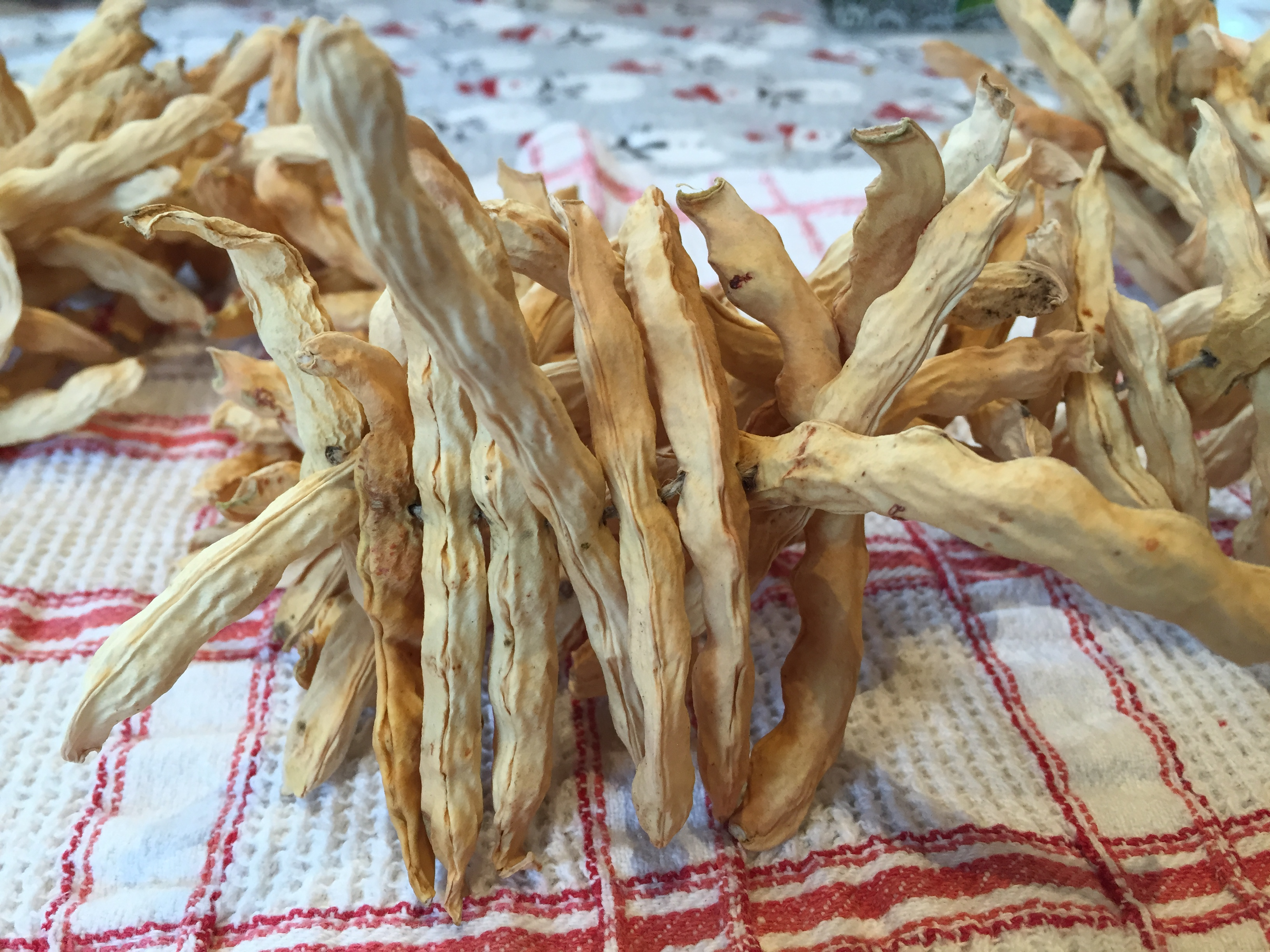
Updrögt Bohnen

Die Auswahl an Gemüse richtete sich traditionell nach dem Jahresablauf und war lange sehr eingeschränkt. Seit dem 19. Jahrhundert ist sie recht groß. Im eigenen Garten (Tuun) ernteten die Ostfriesen zur Selbstversorgung seinerzeit Steckrüben, Große Bohnen, Möhren, Petersilie, Bohnenkraut, Doppererbsen, Zwiebeln, Zuckererbsen, Grüne Bohnen, Gurken, Porree, Buuskohl (Weißkohl), Grünkohl und Rote Bete. Von der Ackerbohne bis zur Winterheckenzwiebel wurden schließlich etwa 200 verschiedene Gemüsesorten in der Region angebaut, darunter auch die Ostfriesische Palme, eine Grünkohlsorte. Das dafür nötige Saatgut wurde im Frühjahr von umherziehenden Händlern, den so genannten Saadjekerls eingekauft; Rotkohl, Graue und Grüne Erbsen sowie Suppenbohnen mussten dagegen im Kolonialwarenladen erworben werden. Alle genannten Gemüsesorten spielen in der ostfriesischen Küche bis heute eine wichtige Rolle, wobei die Kohlsorten nach wie vor dominieren.
Die Trocknung von Gemüse ist eine traditionelle Konservierungsmethode in Ostfriesland. So werden beispielsweise sehr reife ostfriesische Speckbohnen mit Hilfe einer Stopfnadel zum Trocknen auf einen Faden (eine Art Paketband) gezogen und anschließend für sechs bis acht Wochen zum Trocknen in die Sonne oder einen warmen Raum gehängt. Das Abfädeln der Bohnen, die früher zur Erntezeit in großen Mengen verarbeitet wurden, galt als eintönig, weshalb Familienmitglieder oder Nachbarsfrauen diese Tätigkeit gerne gemeinsam ausübten. Gleichwohl gelten Updrögt Bohnen als eine ostfriesische Spezialität und sind bis heute erhältlich.
Daneben werden Gemüsesorten auf traditionelle Weise durch Einkochen oder eingelegt in Salz haltbar gemacht. So beispielsweise Insett Bohnen (Schnippelbohneneintopf). Für das Gericht wurden Stangenbohnen mit einer speziellen Maschine in feine Streifen geschnitten und danach in Holzfässern durch Salz und Milchsäuregärung haltbar gemacht. Im Winter verarbeitete man die Bohnen dann mit Bauchspeck und Kartoffeln zu einem kräftigen Eintopf.
Bevor Kühl- und Gefriergeräte zur Verfügung standen, lagerten die Ostfriesen Rüben, Kartoffeln und Äpfel für die kalte Jahreszeit in eine Dobb genannte Vorratsgrube ein.

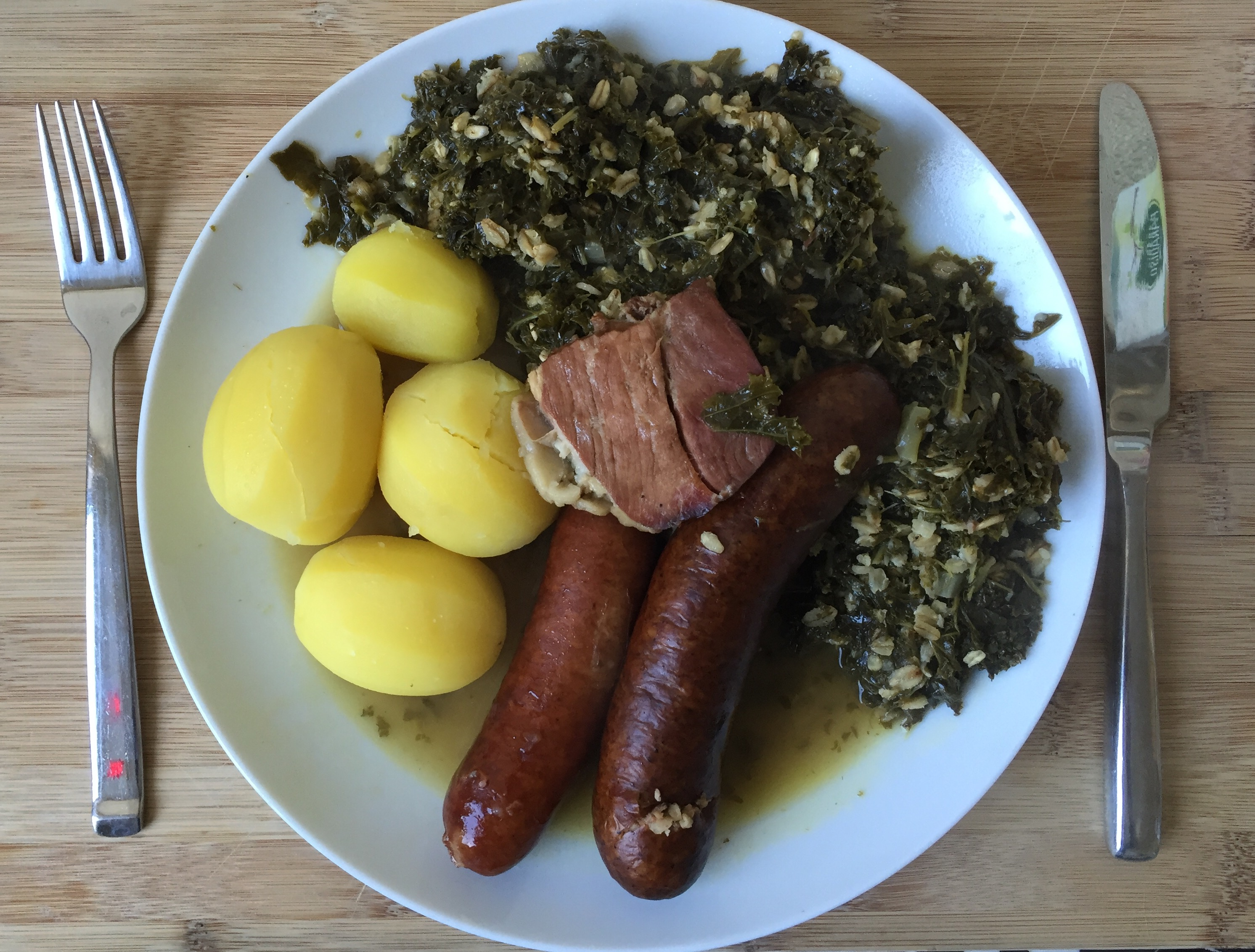
Ostfriesisches Grünkohlgericht mit Pinkel (rechts), Mettwurst und durchwachsenem Speck

Das für Ostfriesland typische Hauptgericht ist zur Winterzeit der Grünkohl mit Pinkel und/oder mit Kassler sowie durchwachsenem Speck. Um die deftige, würzige ostfriesische Variante des Grünkohls zu erreichen, muss das Fleisch zwingend im Grünkohl und niemals davon getrennt gegart werden. Der Grünkohl wird traditionell erst geerntet, nachdem er mindestens einem Tag Frost ausgesetzt war; dadurch erreicht er seinen unverwechselbaren Geschmack. Zudem ist so gewährleistet, dass „Raupen und ähnliches Getier, erfroren und abgefallen sind“.
Am häufigsten kommen Kartoffeln, welche in verschiedenen Variationen (v. a. als Salzkartoffeln) gegessen werden, als Beilage vor. Das war nicht immer so: Kartoffeln wurden erst nach der Machtübernahme der Preußen in Ostfriesland zu einem Grundnahrungsmittel. Für lange Zeit galten die für jedermann erschwinglichen Knollen aber als Viehfutter, Armen- oder Gesindekost. Im Bürgertum und bei den wohlhabenden Landwirten waren sie bis weit in das 19. Jahrhundert verpönt. Erst danach hielten sie Einzug in die Kochbücher und damit in den Speiseplan der oberen Gesellschaftsschichten.

#### Fisch und Meeresfrüchte

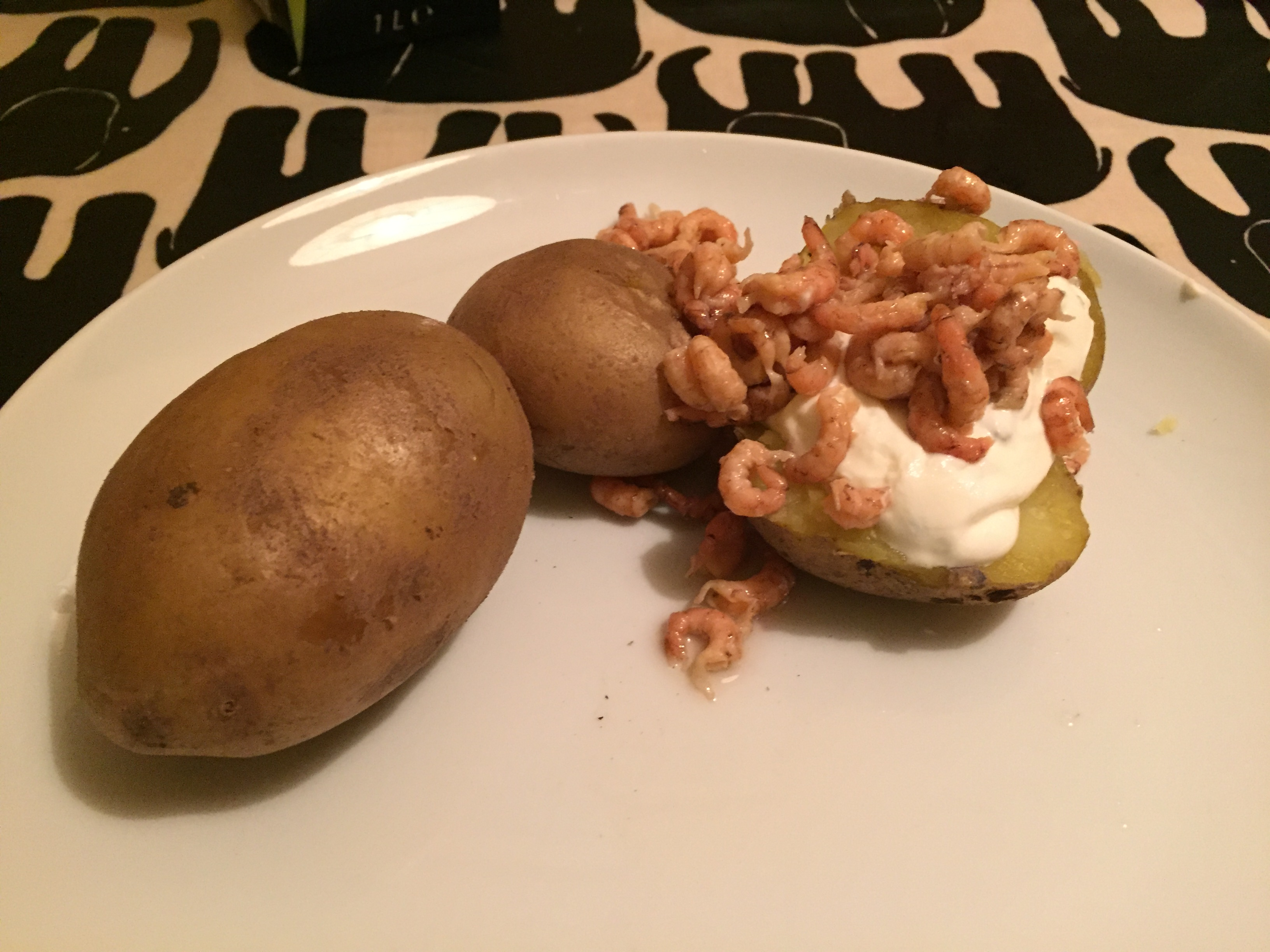
Krabben mit Pellkartoffeln und Sauerrahm.

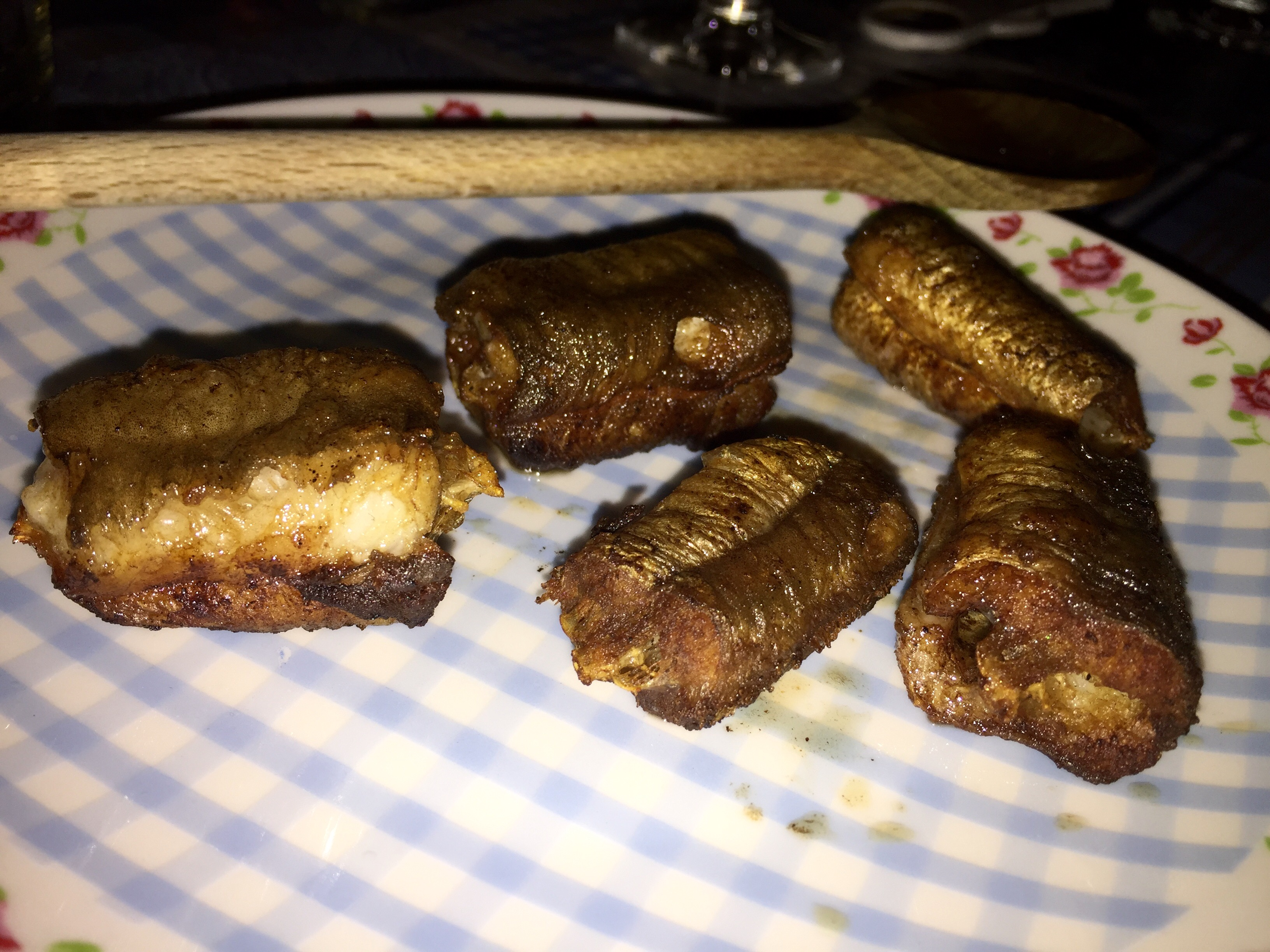
Brataal.

Der Fischverbrauch war früher auf dem Lande in Ostfriesland immer nur gering. Man aß außerhalb der Siel- und Hafenorte meist weniger Fisch als in den meisten Binnenländern. Die ostfriesische Landbevölkerung hielt ihn einfach für nicht nahrhaft, was in dem Sprichwort Fiss lett de Minsk as he is (Fisch lässt den Menschen, wie er ist) zum Ausdruck kommt. Erst in den letzten Jahrzehnten ist der Fischverbrauch auch im ostfriesischen Binnenland angestiegen.
Traditionell an der Küste verarbeitete Fische wie Quappen, Störe, Neunaugen und Stinte werden heute nicht mehr gefangen oder zum Kauf angeboten. Andere, heute noch verzehrte Speisefische sind Scholle, Butt, Hering und Makrele. Matjes wird bis heute in vielerlei Variationen in Emden hergestellt. Beliebt sind auch Fischbrötchen. In den Sielorten werden Krabben angelandet, die regional gerne auf Schwarzbrot, als Suppe oder mit Pellkartoffeln gegessen werden. Diese Nordseekrabben werden von den Friesen als „Granat“ bezeichnet. Die größte Flotte ist mit 25 Kuttern in Greetsiel beheimatet. Aus hygienischen Gründen ist der direkte Kauf vom Kutter inzwischen teilweise eingeschränkt. Den Fischreichtum in Ostfrieslands Binnengewässern nutzen Angler zur Selbstversorgung mit Fisch. Dieser wird oft geräuchert.
Muscheln haben hingegen in Ostfriesland nicht den besten Ruf. Austern waren den Fürsten vorbehalten und die im Watt zahlreich vorkommende Miesmuschel galt als Arme-Leute-Kost. Sie wurde nur verzehrt, wenn kein Fisch zu haben war, was auch in dem Sprichwort Mussel is good Fisk, wenn d’r anners nix is (Die Muschel ist ein guter Fisch, wenn es sonst nichts anderes gibt). Heute sammeln Miesmuschelfischer die jungen Muscheln und säen sie anschließend auf speziellen Bänken im Wattenmeer aus, um sie dann, ein bis zwei Jahre später, zu ernten. In Ostfriesland gibt es noch zwei Muschelfischerbetriebe in Greetsiel und Norddeich. In ganz Niedersachsen sind es vier.

#### Fleischgerichte

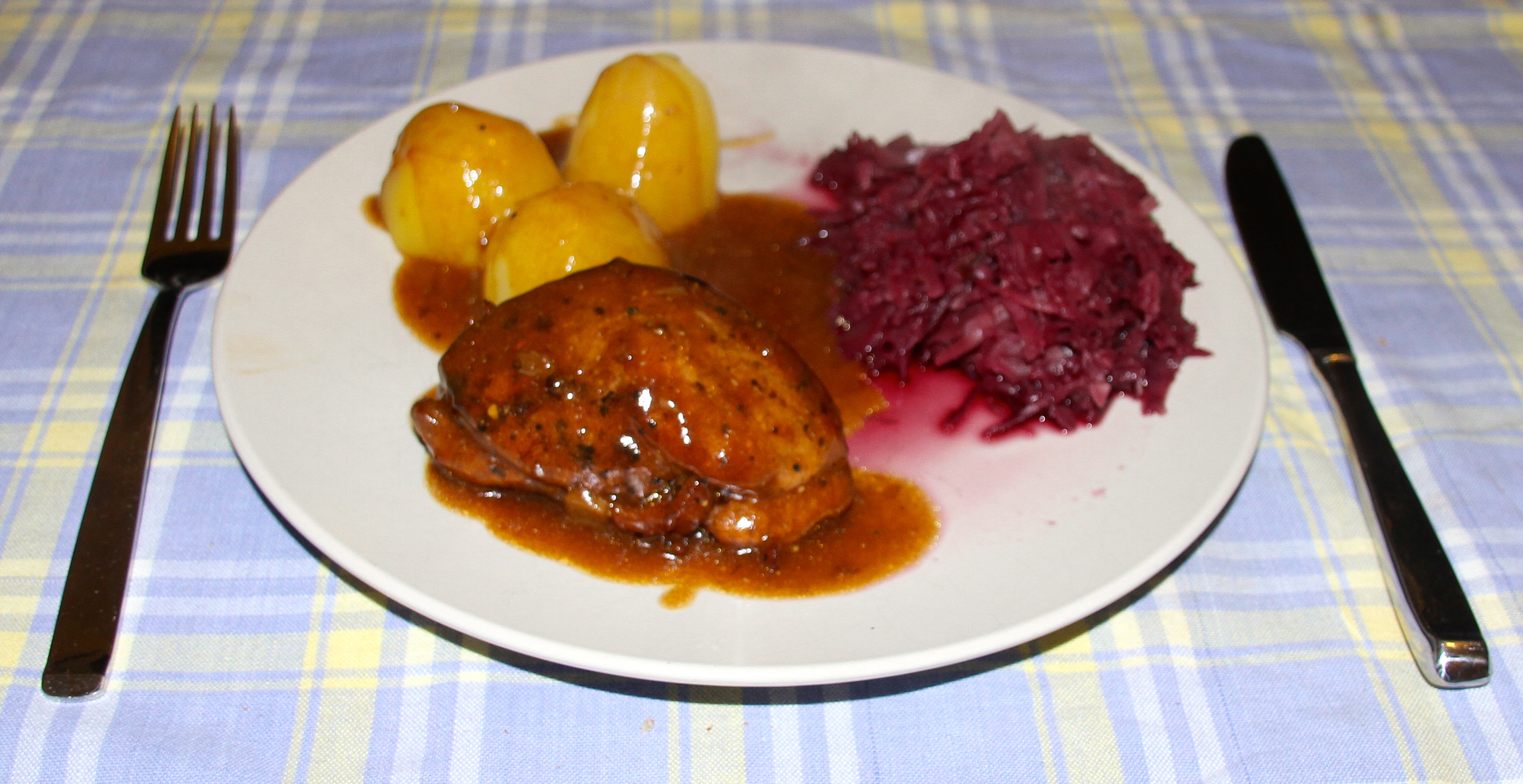
Snirtjebraten.

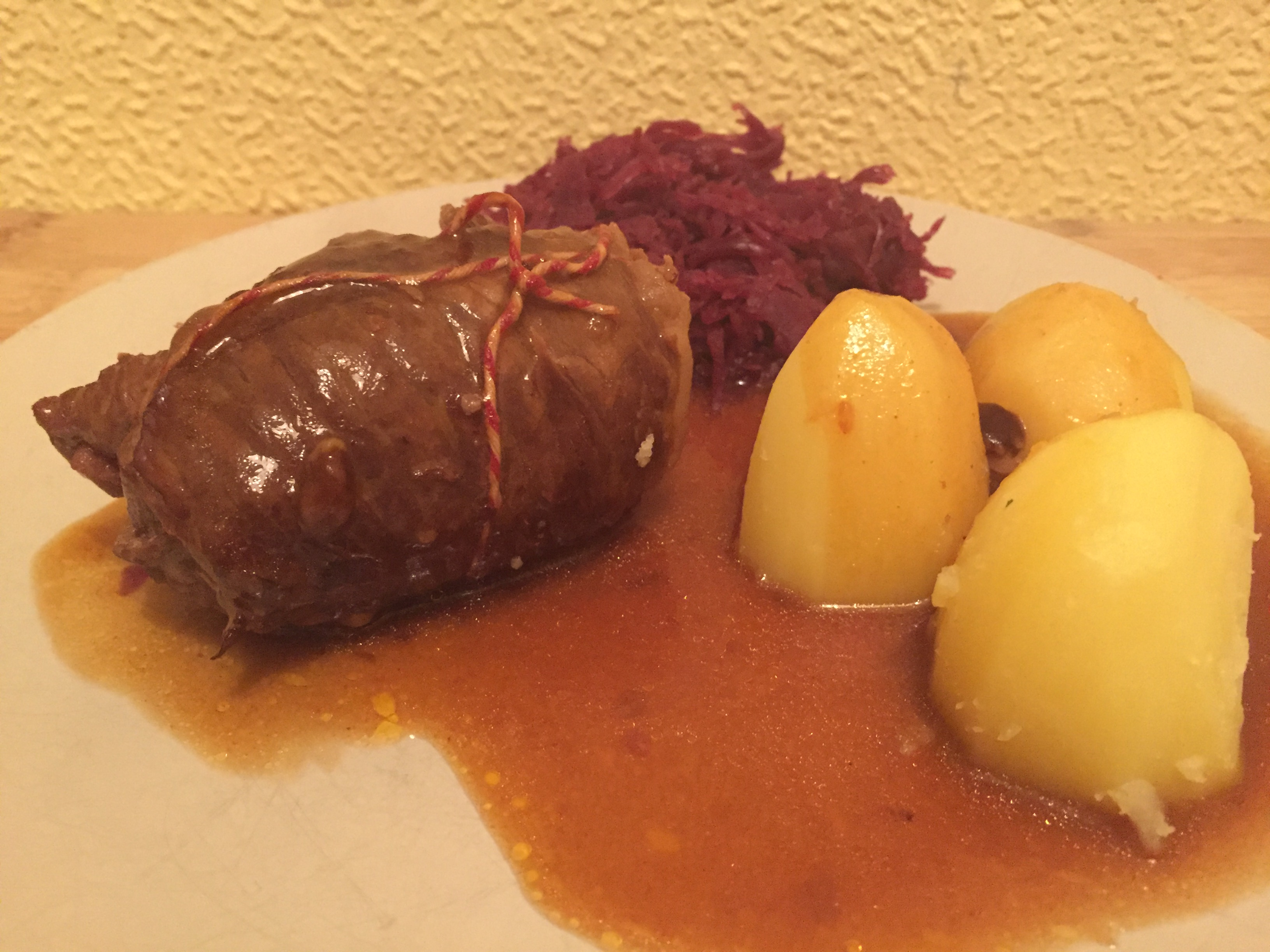
Rullfleesk (Rouladen).

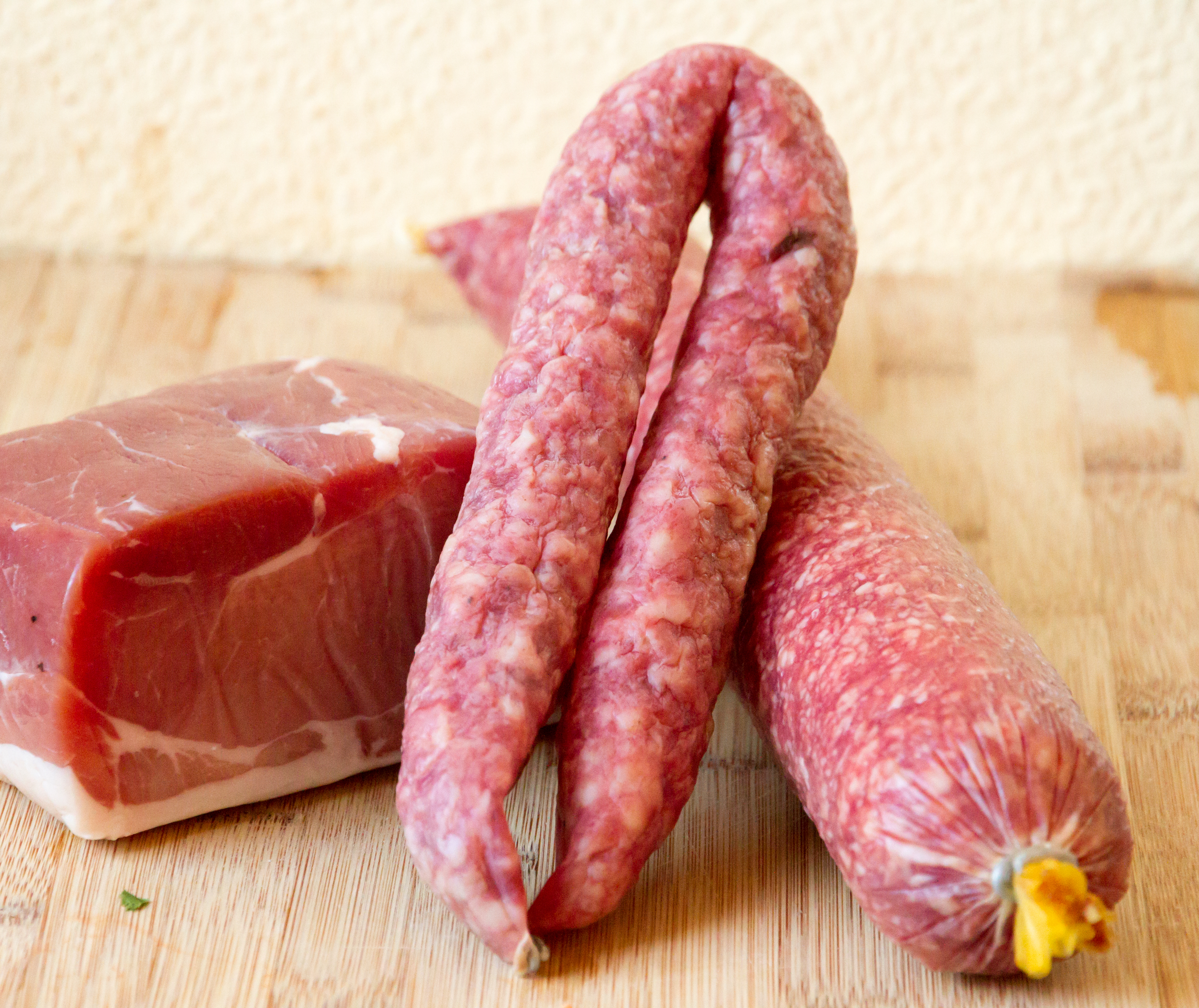
Schinken, Mettwurst und Pümmel

Fleisch wird in Ostfriesland traditionell selten geräuchert, sondern für die Konservierung eher gepökelt und/oder luftgetrocknet. Dazu legen die Ostfriesen Schinken, Schultern, Pfötchen und Eisbein vom Schwein für drei Wochen in einen mit salziger Flüssigkeit, der Pökellake, gefüllten Püllpott, einen Steintopf. Ein geschlachtetes Rind wurde fast vollständig gepökelt, indem es in ein großes Fass gelegt und vom Metzger fachmännisch gesalzen wurde. Danach wurde das Fleisch aus der Lake genommen, zum Schutz vor Fliegen in einen Leinenbeutel gesteckt und anschließend zum Trocknen aufgehängt. In den alten Bauernküchen hingen Schinken, Speckseiten und Würste dicht beim offenen Feuer an einem hölzernen Stiel, dem Wiem, von der Decke herunter. Heute werden dafür gut durchlüftete Räume wie das Treppenhaus bevorzugt.
Ostfriesische Wurstspezialitäten sind die aus Rind- und Schweinefleisch hergestellte Pümmelwurst, die etwa acht Wochen zum Trocknen aufgehängt wird, Pinkel, eine geräucherte grobe Wurst aus Hafer- oder Gerstengrütze mit verschiedenen Gewürzen, die zum Grünkohl serviert wird, oder Drögt Mettwurst (luftgetrocknete Mettwurst). Eine weitere Spezialität ist das Nagelholt (Nagelholz), ein besonders behandelter Schinken vom Rind aus der Semmerrolle, der 20 Tage in einer Salzlake gelagert und dann mindestens neun Tage an der Luft getrocknet wird. Billkes ist gepökelter Schinken vom Schaf. Er ist in seiner Konsistenz dem Nagelholt sehr ähnlich und galt früher in Ostfriesland als Delikatesse.
Keine traditionelle Delikatesse ist der Norderneyer Seeluftschinken. Er ist das Produkt einer jüngeren Vermarktungsinitiative. Der Vertrieb erfolgt über die Sauels AG mit Sitz in Kempen.
Bekanntestes Fleischgericht ist der Snirtjebraten. Er besteht aus großen Schweinefleischstücken, traditionell meist Nacken oder der Schulter, als Festessen auch aus Filet oder Braten, die vor dem Anbraten mit Nelken, Piment, Wacholderbeeren und Lorbeerblättern vermischt werden. Rindfleisch, das nach der gleichen Rezeptur eingelegt wird, bezeichnet man als Rintje oder Rintjebraten.
Weitere beliebte Fleischgerichte sind Lunk van’t Lamm (Lammkeule) und Braden Knientje (Kaninchenbraten). Kaninchen waren vor allem auf den Inseln eine beliebte Speise, auch wenn die Jagd eigentlich dem Fürstenhaus vorbehalten war, welches die Tiere auf den Eilanden ausgesetzt hatte. In Borkum aß man derart viele der in den Dünen lebenden Tiere, dass die Insulaner als Knienefreters (Kaninchenfresser) verspottet wurden. Auch Schafe, Enten und Hähnchen werden traditionell gern verzehrt. Als klassisches „Seemannsgericht“ stand daneben Labskaus selten auf dem Speiseplan und wenn, dann eher in Schifffahrtskreisen – inzwischen gibt es ihn auch in gutbürgerlichen Restaurants. Labskaus wird traditionell mit Matjes oder Rollmops angeboten.
Wildbret war dagegen bis in das 18. Jahrhundert weitgehend den Herrschenden vorbehalten, sodass es in der traditionellen ostfriesischen Küche kaum vorkommt. Am Fürstenhof aß man jedoch Hasen, Moorhühner, Reiher, Feldhühner, Hirsche, Rebhühner, Schnepfen, Wildenten und Wacholderdrosseln, welche die Fürsten zuvor bei Jagden selbst erlegt hatten.

#### Suppen und Eintöpfe

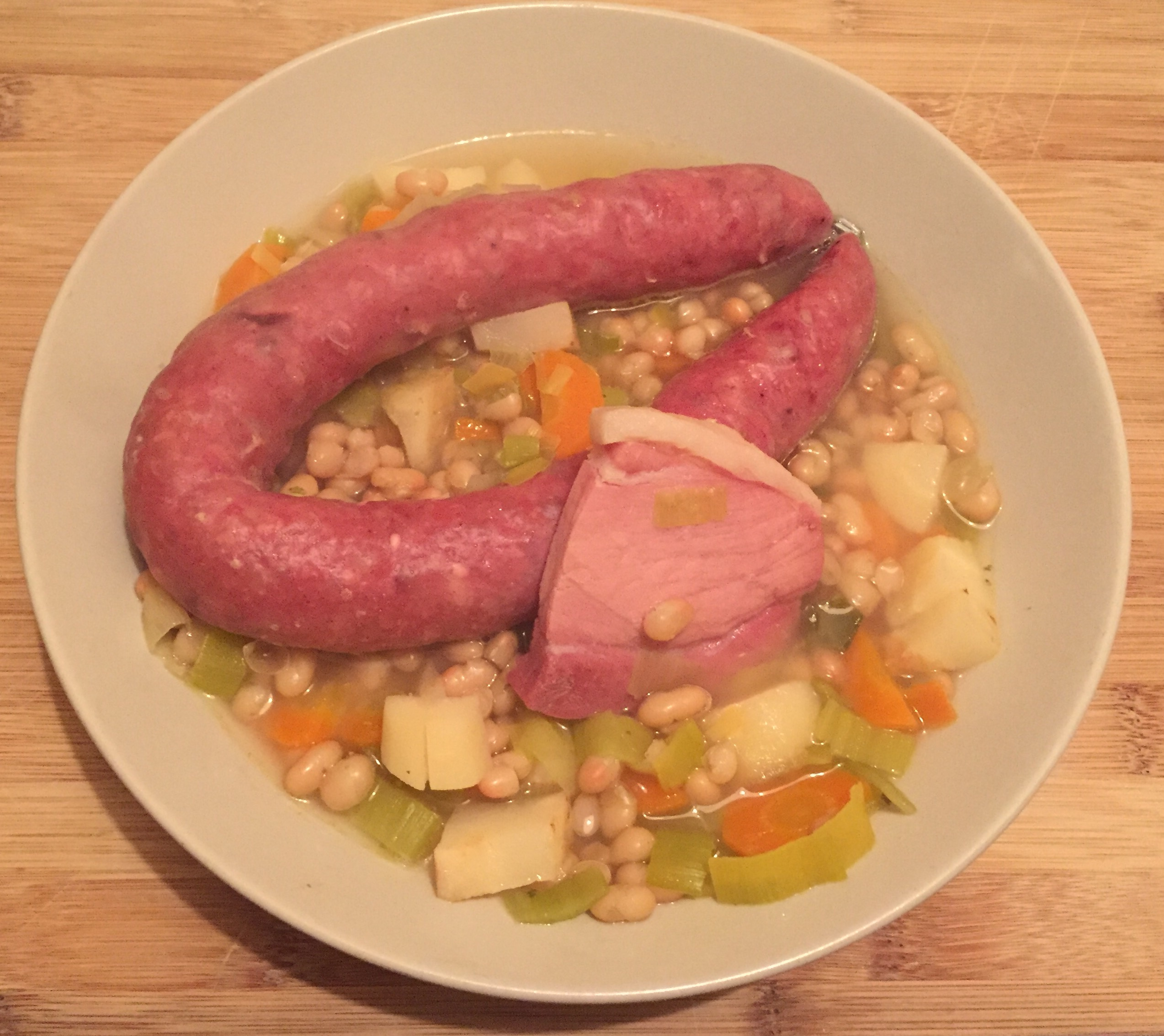
Bohnensuppe mit Speck und Mettwurst.

Suppen und Eintöpfe haben von allen ostfriesischen Gerichten aufgrund der Kochmöglichkeiten (siehe Abschnitt Geschichte) die längste Tradition. Sie waren ohne viel Aufwand mit wenigen Zutaten das ganze Jahr leicht zuzubereiten. Eintöpfe sind auch unter den Namen Burenpott (Bauerntopf) oder Dörstampt Eeten (durchgestampftes Essen) bekannt. Dabei wurden bis ins 19. Jahrhundert in weiten Bereichen der Region nahezu ausschließlich Kartoffeln, Graupen, Bohnen, getrocknete Linsen und Erbsen verwendet. Nachdem die Ostfriesen dann begannen, Obst- und Gemüsegärten zur Selbstversorgung anzulegen, wurde die Zutatenliste größer und damit einhergehend auch die Geschmacksvielfalt.
An Werktagen aßen die meisten Ostfriesen ein mit Kartoffeln durchstampftes Gemüsegericht oder eine „eher als Brei zu bezeichnende Erbsen- oder Bohnensuppe“. Auf Bauernhöfen wurde früher oft eine Milchsuppe zubereitet. In der Marsch standen Buttermilchbrei mit Schwarzbrot täglich auf dem Frühstücks- und Abendbrottisch. Im Sommer ergänzten Fruchtsuppen das Angebot.
Heute werden Suppen mit Rind-, Hühner- oder Schweinefleischeinlage gerne serviert, so zum Beispiel die Ostfriesische Hochzeitssuppe – eine Fleischbrühe mit Einlagen. Daneben werden auch Suppen mit Meeresfrüchten wie Granat oder Fisch zubereitet. Beliebt sind auch deftige Eintöpfe mit Steckrüben, Erbsen, Linsen oder Grauen Erbsen mit viel Fleischeinlage.

#### Salz und Zucker

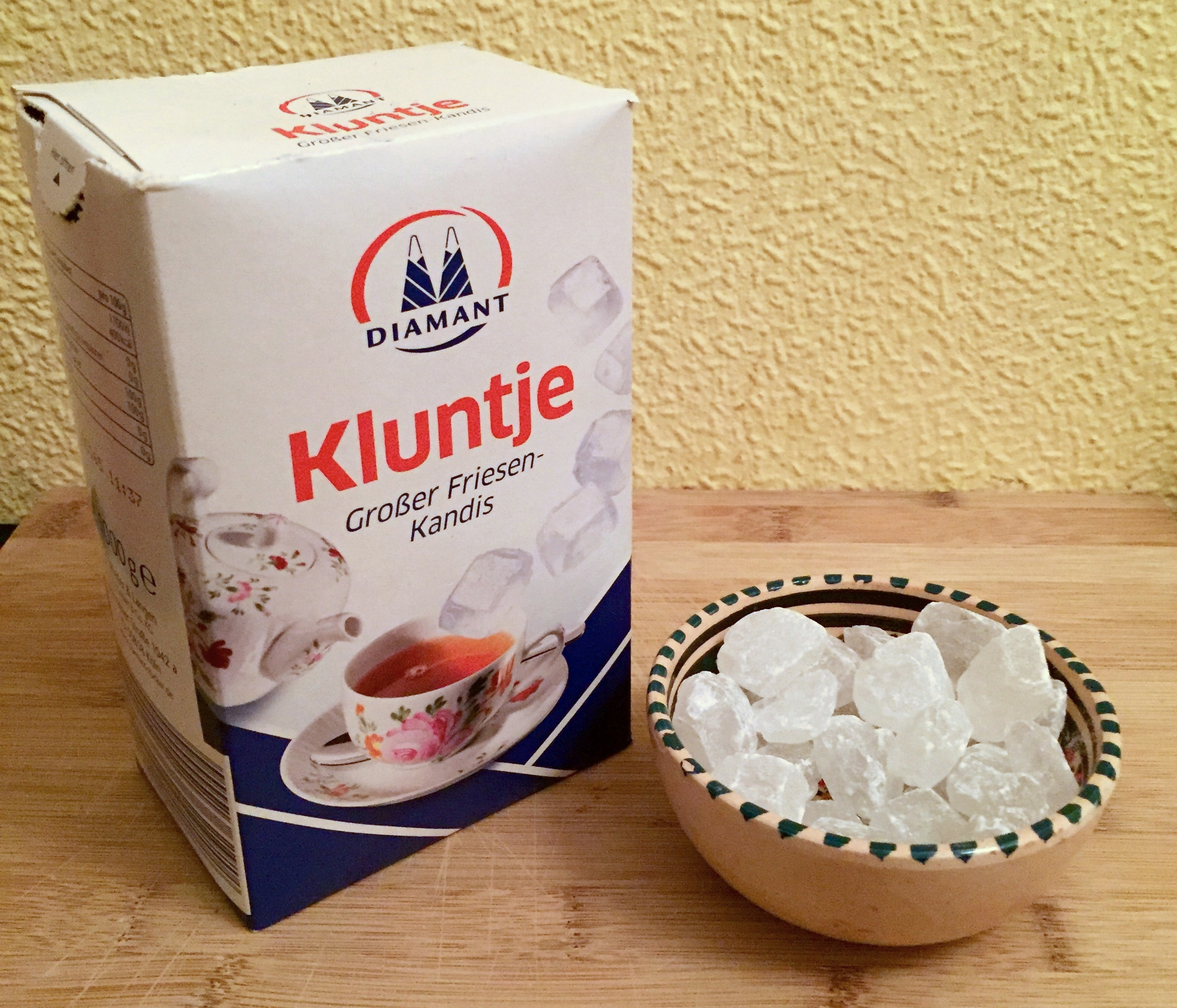
Kluntje

Durch die Nähe zur Küste war Ostfriesland nie salzarm. Die Gewinnung des weißen Goldes bildete vom 11. bis zum 14. Jahrhundert einen bedeutenden Wirtschaftsfaktor in der Region. Da das feuchte Klima keine Gewinnung durch Verdunsten zuließ, gewannen die Ostfriesen ihr Salz auf Nesserland, auf der Insel Bant, und an der unteren Ems in Soltborg vor allem aus den salzdurchtränkten Torfen an der Küste. Diese wurden getrocknet und anschließend verbrannt. Anschließend wurde aus der Asche des Seetorfs durch Auslaugung Speisesalz gewonnen. Zusätzlich importierten die Ostfriesen Salz aus Lüneburg und Minden.
Zucker war für die allermeisten Ostfriesen unerschwinglich. Ein Kilogramm des Süßstoffs hatte im Mittelalter den Gegenwert von 100 Kilogramm Weizen. Mit Beginn der Neuzeit änderte sich dies etwas. Im Jahre 1550 fuhr erstmals ein Schiff von Emden nach Brasilien, um von dort Zucker zu importieren. Apotheker vertrieben den Zucker in Ostfriesland, so etwa in Emden, wo aus dem Jahre 1576 eine Lieferung von Zuckerwerk an den Rat der Stadt überliefert ist oder in Aurich, wo sich Graf Johann 1602 von einem Apotheker Zuckermandeln, Zuckererbsen, Aniskonfekt, Kaneel, Nelken, Orangen, Ingwerzucker und Marzipan zukommen ließ. Bis in das 18. Jahrhundert vertrieben ausschließlich Apotheken den begehrten Süßstoff. Er blieb teuer und für einen Großteil der Bevölkerung ein Luxusgut, das sich die wenigsten leisten konnten. Erst als es in der Mitte des 18. Jahrhunderts gelang, Zucker aus heimischen Rüben zu erzeugen und nachdem ab der Mitte des 19. Jahrhunderts großflächig Zuckerrüben angebaut wurden, stieg der Zuckerverbrauch auch in den ärmeren Haushalten. Diese nutzten ihn hauptsächlich für die Konservierung von Obst und in geringeren Mengen auch zum Süßen von Speisen und Getränken.
Eine typische, für den ostfriesischen Markt produzierte Spezialität aus Zucker sind Kluntjes (Kandiszucker). Über 40 Prozent des auskristallisierten Zuckers werden in Ostfriesland verkauft. Die Ostfriesen verwenden ihn hauptsächlich zum Süßen von Tee aber auch als Zutat beispielsweise für Neujahrskuchen. Kluntje wird aus konzentrierten Zuckerlösungen in mehreren Tagen auskristallisiert. Bis um die Mitte des 20. Jahrhunderts war der in kupfernen, mit Zwirnsfäden durchzogenen Gefäßen (Potten) auskristallisierte Fadenkandis weit verbreitet. Seit 1960 ist ein neues Herstellungsverfahren bekannt. Seither dominiert loser Kluntje, der aber auch erst nach zwei bis drei Wochen seine volle Größe erhält. Diese ist so bemessen, dass sich der Kluntje nach drei Tassen Tee und in einem Zeitraum von 15 bis 20 Minuten aufgelöst hat.

#### Kräuter und Gewürze

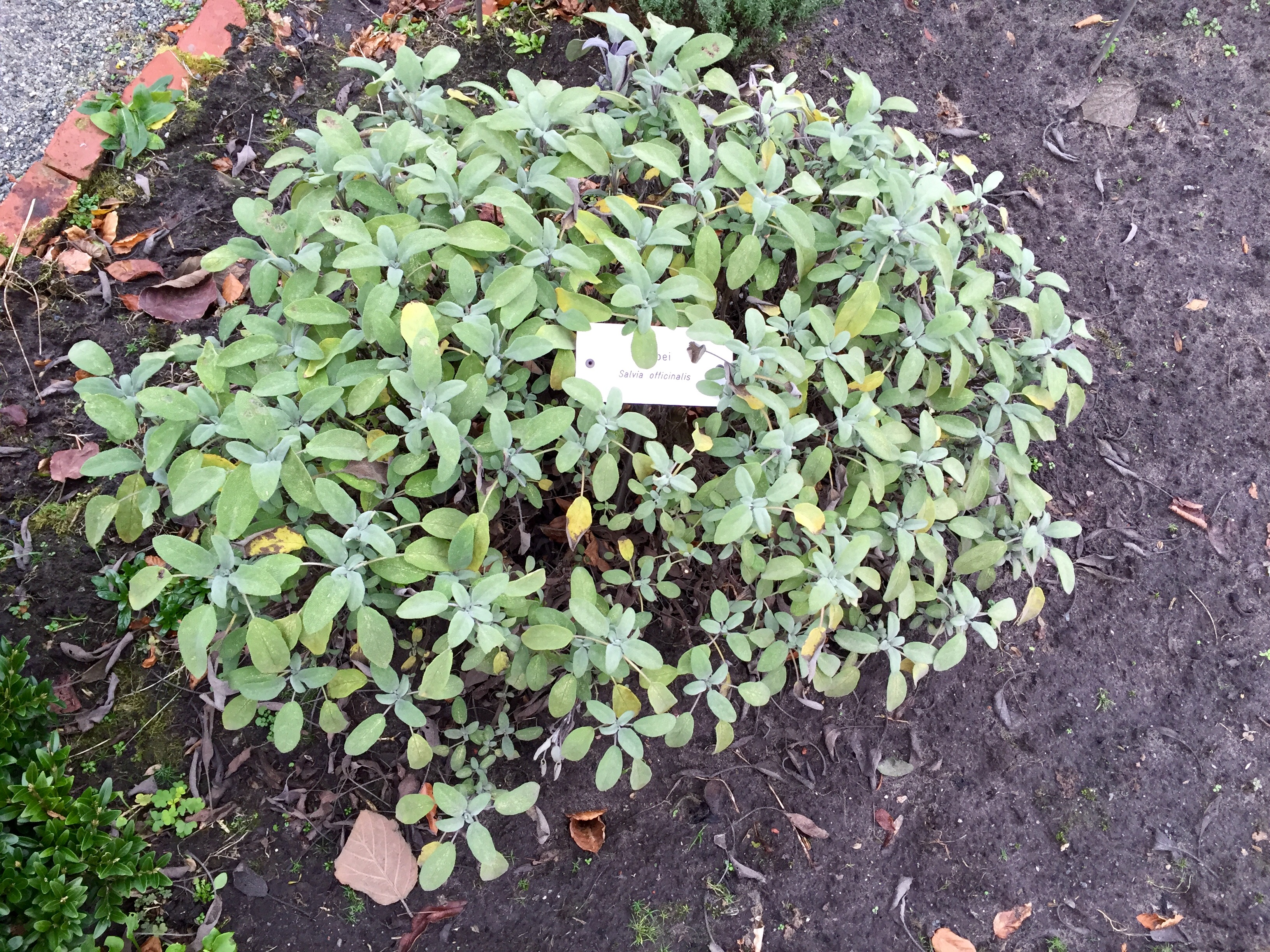
Salbei im Küchengarten von Kloster Ihlow. Die Auswahl der Pflanzen geht auf die Capitulare de villis vel curtis imperii Karls des Großen zurück.

Schafgarbe, Brennnesseln, Sauerampfer und Queller wurden und werden zum Würzen von Speisen verwendet. Im 17. Jahrhundert verfasste der in Berdum tätige Pastor Balthasar Arend eine Liste von Wurzelgewächsen, Stauden und Kräutern, welche die Bewohner in der regionalen Küche verwendeten. Demnach verfeinerten die Ostfriesen ihre Speisen damals unter anderem mit „Aglei, Alant, Angolica, Beifuß, Boragen, Cardbenedicten, Chamillen, Dill, Ehrenspreiß, Endivien, Fenchel, Hauswurz, Herbstrosen, Jelängerjelieber (Geißblatt), Hirschzung, Holunder, Ilex, Kalmus, Kürffel, Kümmel, Kreß, Löffelkraut, Liebstöckel, Mairan, Melissen, Melden, Müntze, Näglin, Ochsenzung, Petrosilien, Peonien, Pollei, Pimpenel, Rauten, Rosen, Salbei, Scharlei, Sauerampfer, Senf, Sommerblumen, Spargen, Spinasie, Thimian oder Wermut“.
Pfeffer ist wahrscheinlich durch römische Kaufleute auch im Norden Germaniens eingeführt worden. Andere Gewürze waren in Ostfriesland spätestens im 16. Jahrhundert bekannt, waren aber lange Zeit nur für die Obrigkeit erschwinglich. So ließ etwa Graf Johann von 1536–39 Safran, Nelken, Ingwer, Kaneel, Kümmel und Muskatblüten über die Niederlande importieren und Graf Enno ließ im Jahre 1586 eine große Menge Roggen im Tausch gegen Gewürze nach Lissabon verschiffen. Auch die Gründung der „Königlich Preußische Asiatische Compagnie in Emden nach Canton und China“ durch Friedrich den Großen im Jahre 1751 hatte neben dem Import von Tee und Porzellan auch die Einfuhr von Gewürzen zum Ziel. Auch wenn die Gesellschaft schon wenige Jahre später scheiterte, verbilligten sich Gewürze wie Pfeffer, Anis, Sternanis, Safran, Ingwer, Galgant, Kurkuma, Kardamom, Macis, Muskatnuss, Gewürznelken, Basilikum, Majoran, Kümmel, Koriander, Lorbeer und Zimt durch steigende Importmengen anderer Nationen auch in Ostfriesland, so dass sie ab dem 17. Jahrhundert auch Einzug in die Küchen breiterer Bevölkerungsschichten hielten. Dies veränderte die Rezepte und den Geschmack althergebrachter Speisen wie etwa Warmbier, Buchweizenpfannkuchen und auch Keksen erheblich, wovon handschriftliche Kochbücher aus jener Zeit zeugen. Verkauft wurden die geschmacksgebenden Zutaten in Apotheken.

#### Obst

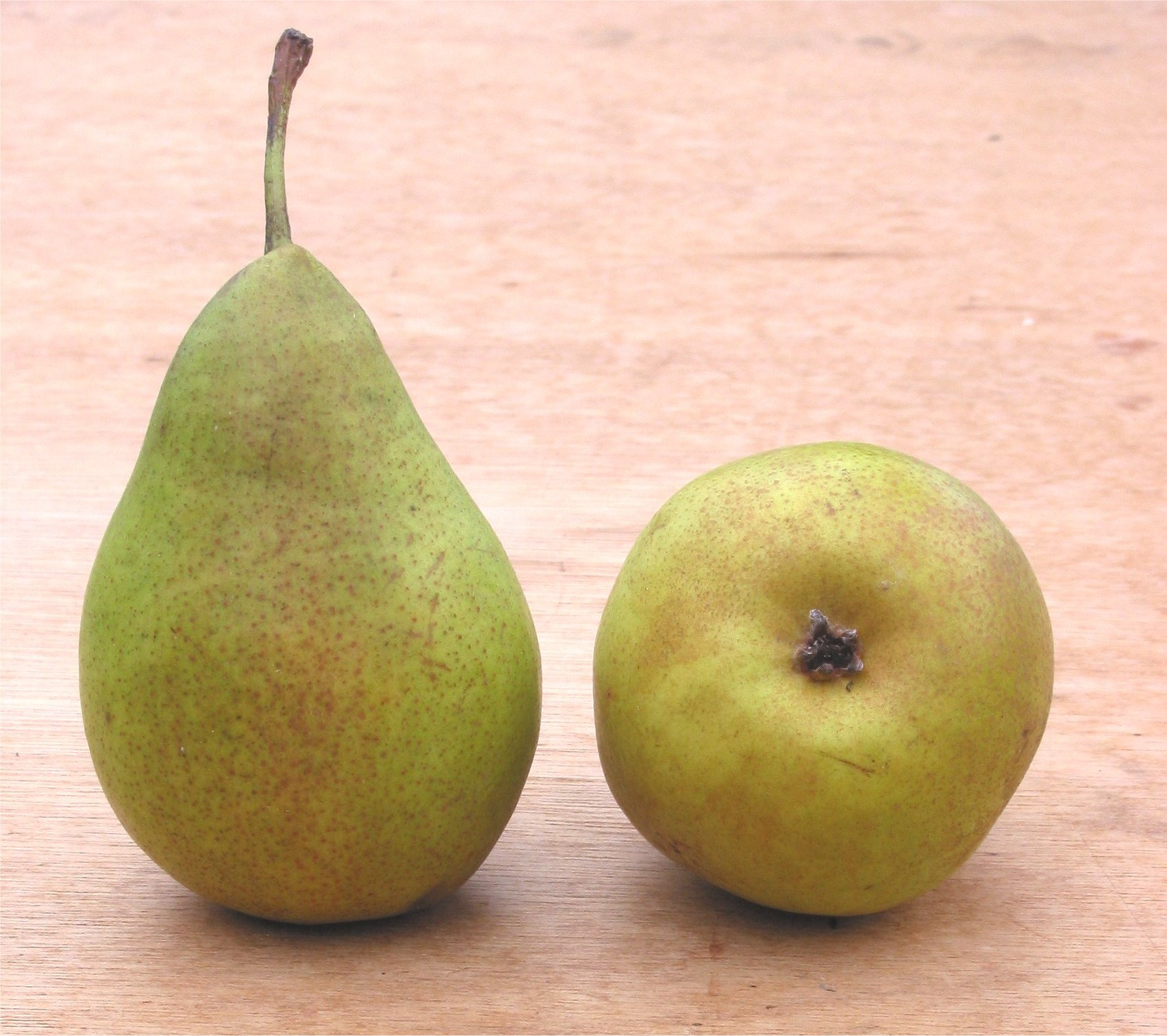
Früchte der Sorte Gute Luise von der Seite und Detail des Kelchs

Die Überlieferung zum Obstanbau der Ostfriesen ist spärlich. In der Marsch wird er sich auf den undurchlässigen Tonböden kaum gelohnt haben. Lediglich an windgeschützteren Stellen gab es offenbar einen größeren Anbau widerstandsfähiger Sorten, worauf die im 18. Jahrhundert genannten Borssumer Zwetschen und Larelter Duuräpfel (Daueräpfel) hindeuten. Weitere Anbauflächen gab es an der Ems sowie in den herrschaftlichen Gärten von Hinte, Loppersum, Jennelt, Groothusen, Westerhusen und im Burggarten von Greetsiel, wo auch Melonen unter Glas sowie Kirschen, Maulbeeren und Weintrauben gediehen, die in der ganzen Region verkauft wurden. Die Pflege dieser Gärten oblag einem gelernten Gärtner.
Traditionell in Ostfriesland angebaute Obstsorten sind Äpfel, Birnen, Holunderbeeren, Bickbeeren, Rhabarber, Süß- und Sauerkirschen, Eierpflaumen, Birnen- und Apfelquitten, Stachelbeeren sowie rote, klare und schwarze Johannisbeeren. Die althergebrachten Obststräucher und -bäume sind dagegen heute weitgehend durch robustere oder ertragreichere Pflanzen verdrängt worden, so dass lokale Sorten wie Kaneelapfel (Zimtapfel), sowie die nach ihrer Form benannten Pisoontjes (Taubenäpfel), Pannkooksappel (Pfannkuchenapfel) oder die Nurejes aus der Region nahezu verschwanden. Auch Birnenarten wie Bergamotten, Gute Luise, Butterbirnen, Holter Peeren und Clapps Liebling sind heute nur noch selten zu finden. Die Bewohner der Moore pflückten zudem früher noch die Moosbeere, Inselbewohner die Früchte der wildwachsenden Sumpfheidelbeere und des Sanddorns. Letzteres ist heute teilweise eingeschränkt.
Die Ostfriesen machten ihr Obst auf althergebrachte Weise durch Trocknung, als Mus oder Saft haltbar oder dünsteten es. Zudem verarbeiten sie es zu edlen Schnäpsen. Beliebte Gerichte auf der Basis von Obst sind Rhabarbergrütt (Rhabarbergrütze), Krüüsbejenmarmelaad (Stachelbeerkompott) sowie Rode Grütt (Rote Grütze).

#### Brot

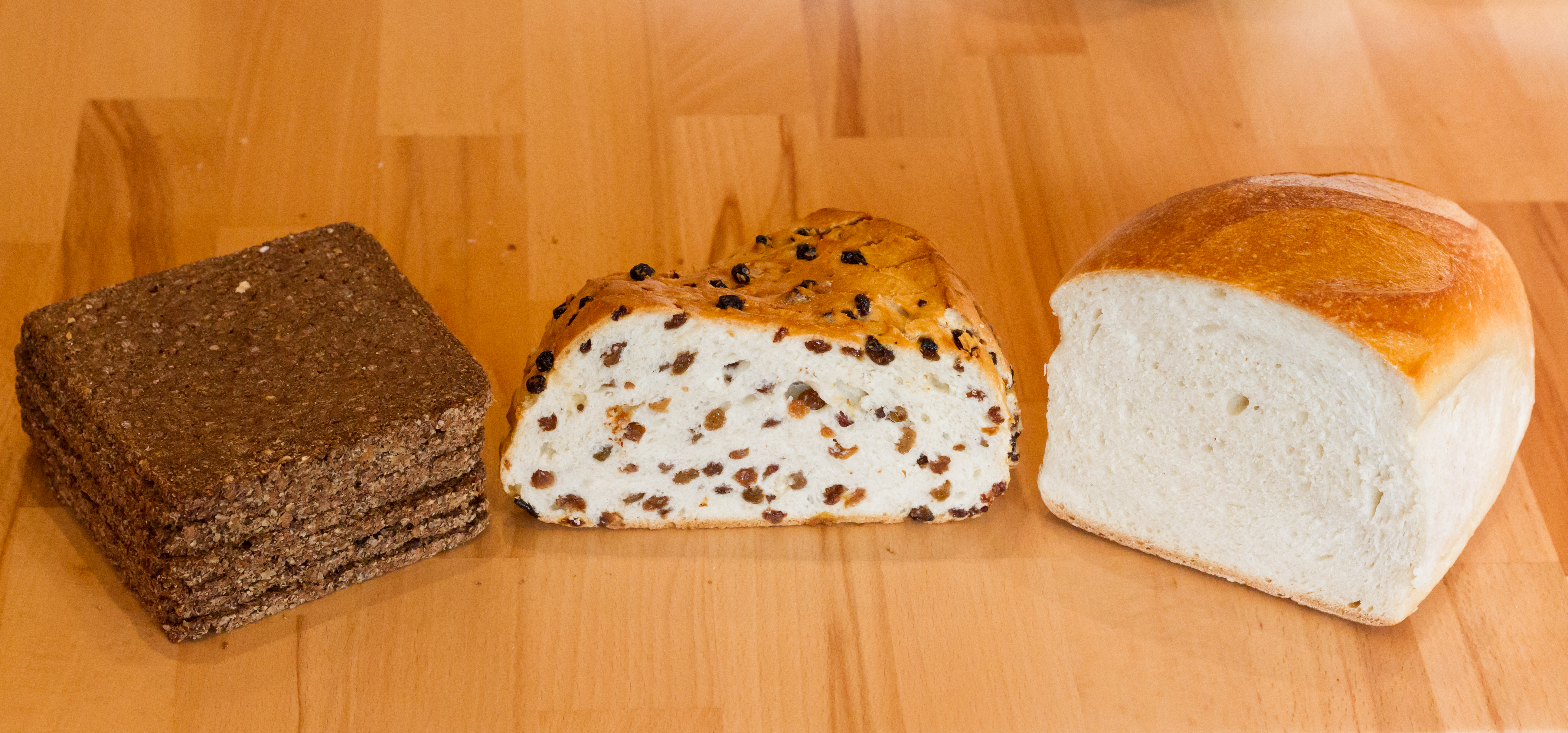
Ostfriesische Brotspezialitäten: Swartbrot, Krintstut, Stut.

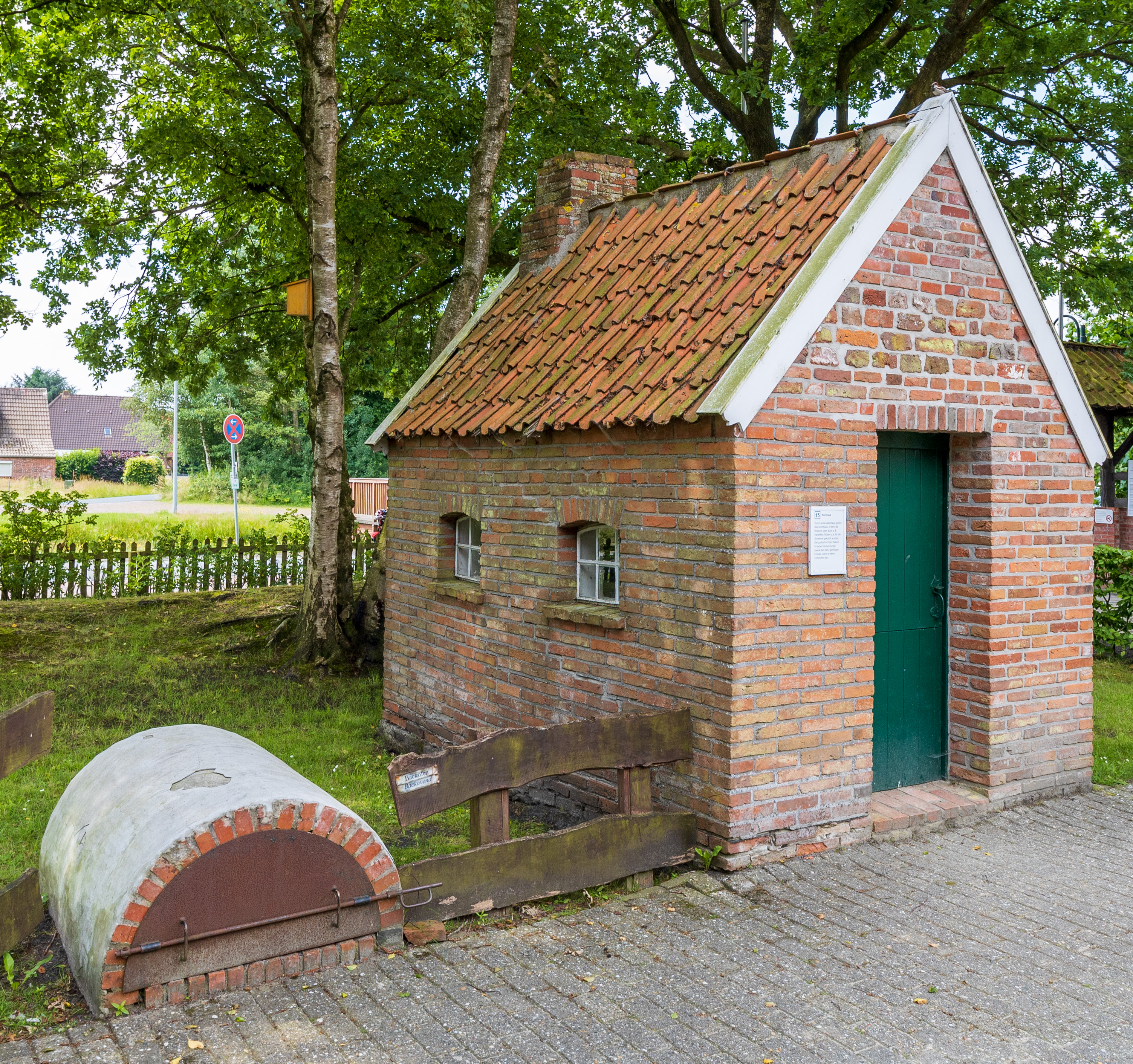
Backofen (links) und Kochhaus eines Landarbeiterhauses des 19. Jahrhunderts im Moormuseum Moordorf

An Werktagen aß und isst man Ostfriesisches Schwarzbrot, das seit vielen Jahrhunderten in gleicher Konsistenz hergestellt wird. Traditionell buk man es einmal im Monat in außerhalb des Hauses aufgemauerten und mit Torf beheizten Backöfen. Die Backdauer betrug im 18. und 19. Jahrhundert bis zu 24 Stunden. Während in den Marschengegenden seit dem 16. Jahrhundert Landbäckereien die Versorgung mit Brot sicherstellten, war es auf der Geest bis in das 20. Jahrhundert üblich, selbst zu backen.
Bei auswärtigen Gästen, so etwa dem niederländischen Gelehrten Justus Lipsius, hatte das Schwarzbrot keinen guten Ruf. Als er Ende des 16. Jahrhunderts in Emden zu Gast war, schrieb er an einen Freund:

„Und wäre es doch Brot gewesen! Aber wirklich, mein Lieber Heurnius, wenn du die Farbe, die Schwere, die ganze Beschaffenheit gesehen hättest, so schwöre ich Dir, du hättest über das Brot einen Meineid geschworen. Du hättest geschworen, dass es kein Brot war. Schwarz war es, schwer zu verdauen, säuerlich und zu einer beinahe vier Fuß langen Teigmasse geformt, die ich nicht einmal hätte an die Höhe heben können. Plinius kam mir dabei in den Sinn, der über dieses Volk schreibt: „Bejammernswert das Volk, das seine eigene Erde verbrennt!“ Ich möchte der Wahrheit gemäßer sagen: „Bejammernswert das Volk, das seine Erde auffrisst“.“

Schwarzbrot besteht aus Roggenschrot- und Weizenmehl, wird von diversen Bäckern nach Hausrezept im Steinofen gebacken und gilt als sehr gesund.
Eine weitere Brotspezialität ist Stuten. Die Bezeichnung ist ein aus dem Plattdeutschen übersetztes Wort für ein feines Weißbrot, das in Ostfriesland auch gerne mit Rosinen beziehungsweise Korinthen gebacken wird und dann als Krintstut auf den Tisch kommt. Weißbrot gab es früher nur an hohen Feiertagen, den so genannten Stutendagen.

#### Süßspeisen und Kuchen

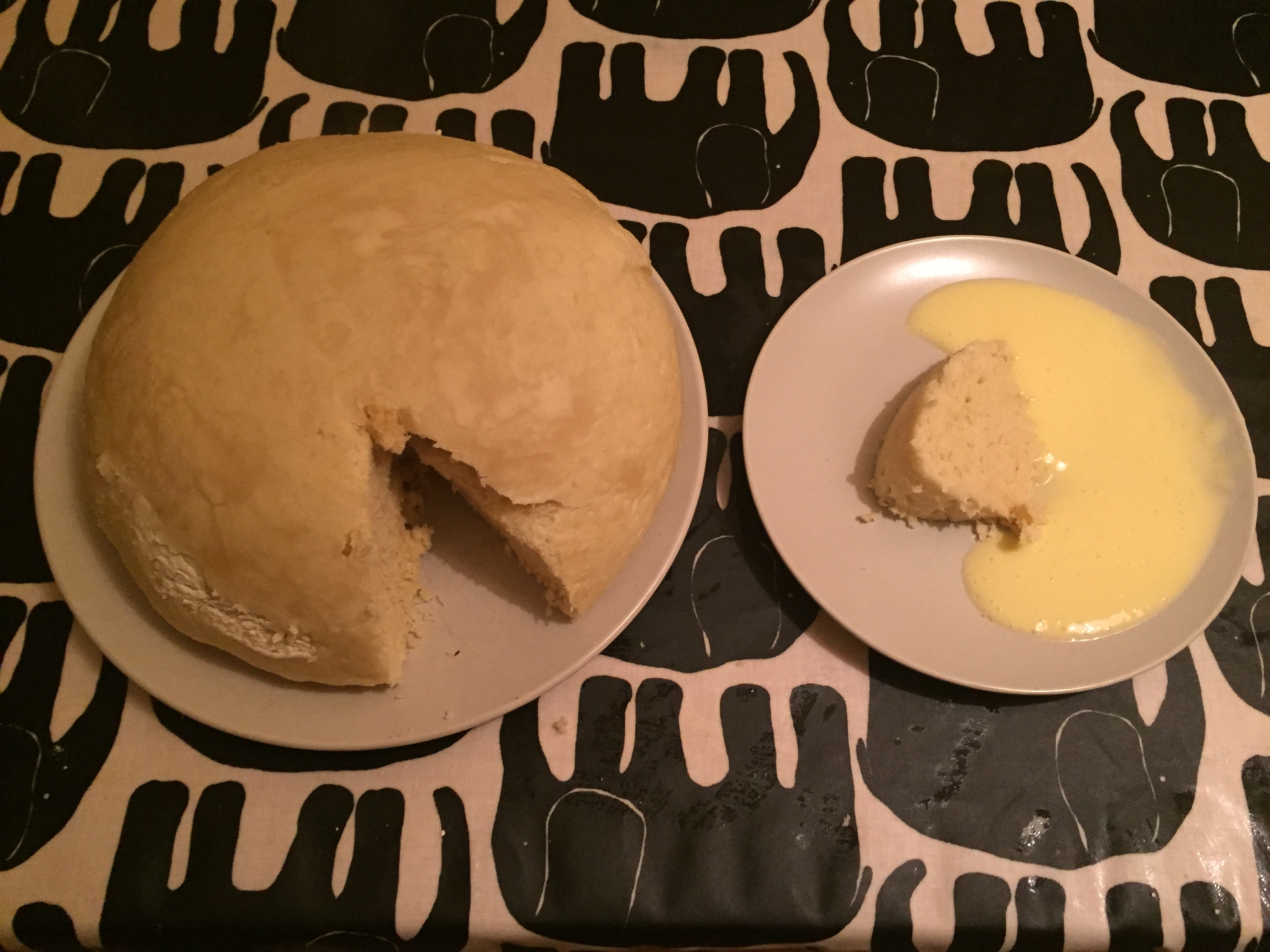
Mehlpütt mit Vanillesauce.

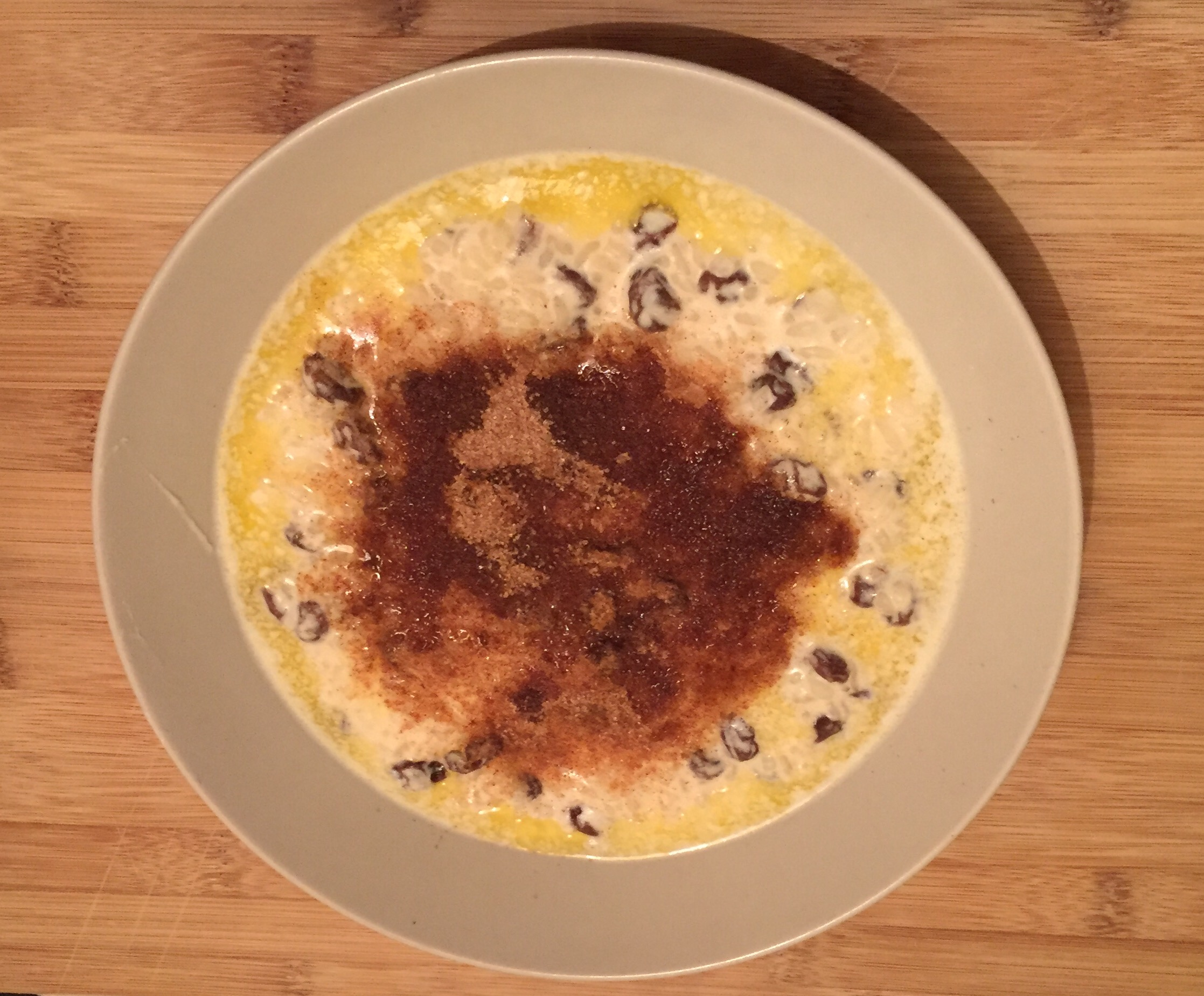
Reis mit Rosinen, zerlassener Butter, Zimt und Zucker.

Nachspeisen kamen erst ab dem Ende des 19. Jahrhunderts in Mode. Zunächst hielten Eierfladen sowie warme Puddingsorten Einzug in die Esskultur. Beliebt waren und sind auch eingelegte Früchte wie Pflaumen, Birnen, Erdbeeren und Äpfel. Kuchen, Torten und ähnliches waren dagegen vor allem auf dem Land bis weit in das 20. Jahrhundert unbekannt. Dies lag unter anderem daran, dass Weizenmehl lange Zeit schwer zu bekommen war und deshalb als Luxusware galt. Zum anderen gab es in den Küchen keine Backöfen. Über dem offenen Herdfeuer ließen sich aber Backwaren herstellen, die in heißem Fett oder in Kuchenformen, die über das offene Feuer gestellt werden konnten. So ließen sich etwa Mehlpütt, der im Dampf unter dem Topfdeckel garte, Bollbeisjes (Krapfen), die in einer Eisengußpfanne mit flachen Vertiefungen ebenfalls auf offenem Feuer gebacken wurden, oder Pottstuut (Napfkuchen), der in der Gluthitze garte, oder Schwemmertjes (im Harlingerland Prüllkes genannt), die in siedendem Fett gebräunt wurden, herstellen. Die gemeinsam genutzten Brotbacköfen wurden meist nur einmal im Monat in Betrieb genommen. Nachdem das Brot fertig gebacken war, nutzte man die Restwärme wenn überhaupt zur Herstellung von Blechkuchen.
Zum Tee isst man heute hingegen gerne häufig Teekuchen. Das ist ein klassischer Blechkuchen aus Hefeteig mit einer Auflage aus Butterstücken und Zucker, der traditionell mit gerösteten Mandeln oder gehackten Nüssen belegt ist. Er ist die ostfriesische Variante des andernorts üblichen Butter- oder Zuckerkuchen. Er wird zu vielen Familienfesten wie Taufe oder Beerdigung serviert, weshalb er auch als Freud-und-Leid-Kuchen oder Beerdigungskuchen bekannt ist.
Regional in Ostfriesland beliebte Süßspeisen sind zudem die spätestens seit dem 17. Jahrhundert bekannte Dickmelk (Dickmilch), Riesbree mit Sinbohntjes (Milchreis mit Rosinen) sowie Mehlpütt, ein Mehlkloß.
Neueren Ursprungs ist die aus der Friesentorte entwickelte Ostfriesentorte mit Rosinen in Branntwein. Als ihre Erfinderin gilt die Bedekasplerin Tini Peters, welche die Süßspeise erstmals 1982 in ihrem Café Sömmerköken auftischte.

#### Bonbons und Konfekt
Süßigkeiten gab es traditionell hauptsächlich zum Nikolaus. Außerhalb der Adventszeit gab es selten Karamellen (Karamell-Bonbons), Bostkluntjes (Brauner Kandis) oder Küssentjes (Pfefferminzbonbons). Für viele Jahrhunderte waren sie ein Luxusgut, dass sich nur wenige leisten konnten. Natürliche Alternativen zu den Bonbons waren Bolten (Schilfrohrenden), Hasbrood (Grasfrucht) oder Röven (Steckrüben).
Am Hofe war Konfekt hingegen mindestens seit dem 18. Jahrhundert bekannt. Auf der fürstlichen Tafel bildete es vor allem im Zeitalter des Barock mit zunehmender Vorliebe für französische Gärten en Miniatur ein wichtiges Gestaltungselement. So war bei der am 10. April 1728 begangenen Geburtstagsfeier der Fürstin Sophie Karoline von Brandenburg-Kulmbach in der Mitte des Tisches aus den Süßspeisen eine Art Ziergarten aufgebaut, in dessen Mitte Konfekt auf Kredenzen zu einer Pyramide aufgetürmt war. Den Garten umrahmten in Reihen aufgetürmte Schalen, auf denen noch mehr Konfekt kunstvoll aufgebaut war.
Eine Spezialität aus der gleichnamigen Hafenstadt sind die Echten Emder. Die Pfefferminzbonbons werden seit mehr als 100 Jahren nach der gleichen Rezeptur ohne Farbzusatz nur mit natürlichen Zutaten hergestellt. Die Produktion erfolgt größtenteils in Handarbeit. Die Produktion begann im Jahre 1902, als die Emder Zuckerwarenfabrik ihre pharmazeutische Abteilung mit dem Namen Opifera an der Sleedriverstraße gründete. Bald waren die Produkte der Firma in ganz Ostfriesland erhältlich. Seit 1995 produziert die Firma ihre Echten Emder in Leer.

#### Milcherzeugnisse

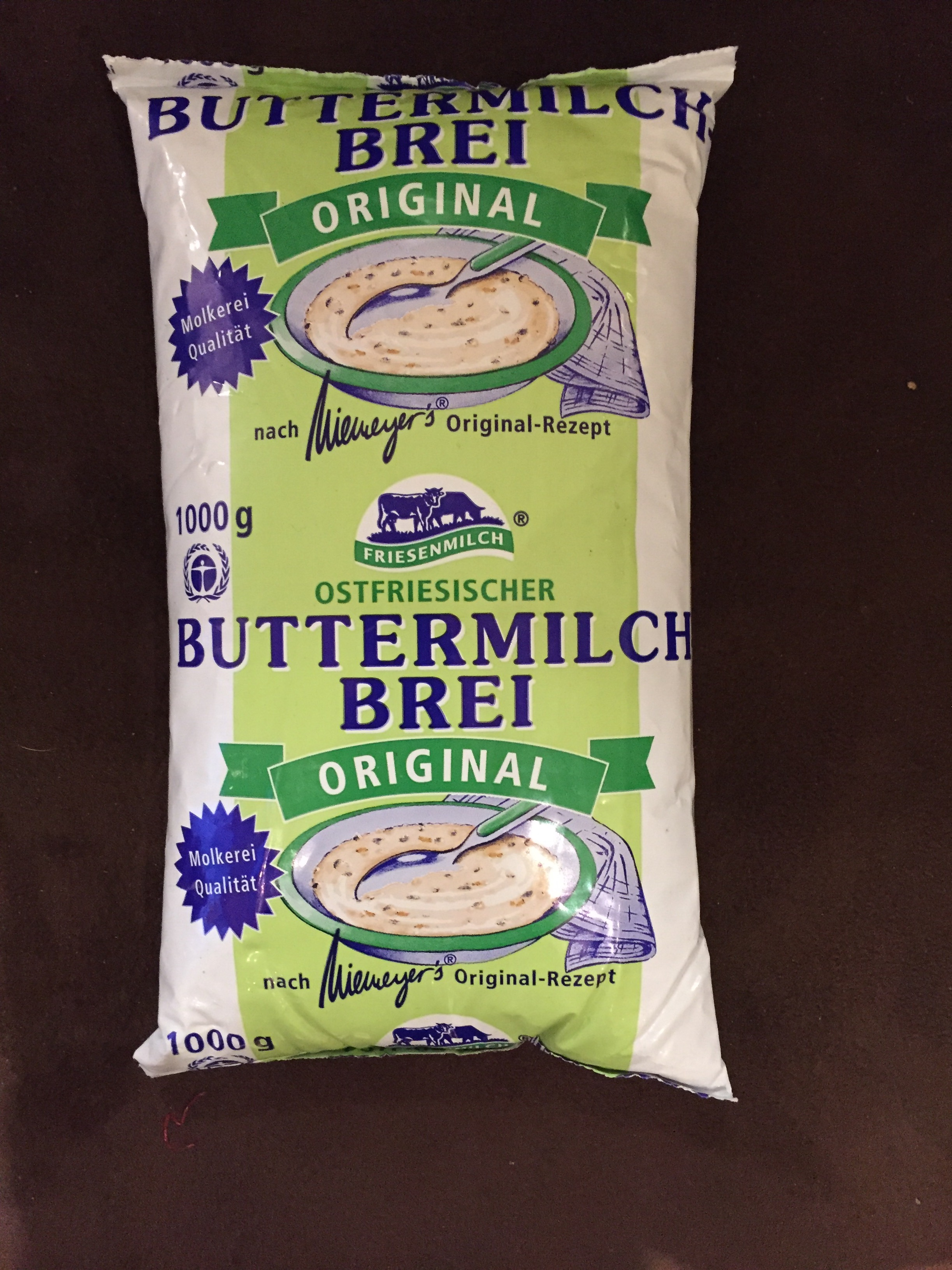
Bottermelkbree.

Die Produktion von Butter und Käse ist in Ostfriesland spätestens seit der Besiedelung durch die Chauken bekannt und gewann im Mittelalter an wirtschaftlicher Bedeutung. Vor allem im 19. Jahrhundert wurden große Mengen Butter nach England, Bremen und Hamburg exportiert. In den 1830er Jahren betrug die Jahresproduktion von Käse etwa fünf Millionen Pfund, von denen etwa 4,2 Millionen Pfund in Ostfriesland konsumiert wurden. Die Butterproduktion hatte damals einen Umfang von rund 2,5 Millionen Pfund. Milchprodukte stellten die Ostfriesen zum Großteil auf ihren Höfen her. Dort waren Wohnhaus und Stallungen durch das Karnhus getrennt, in dem die Milch zu Butter und Käse verarbeitet wurde. Hauptsächlich erzeugten sie Magerkäse, während die Produktion von Fettkäse verschwindend gering blieb. Bekannte Käsesorten waren der Ostfriesische Kräuterkäse (ein Topfkäse), Emder Rahmkäse, Emder Käse (eine Art Gouda), Kümmelkeeske (ein mit Kümmel versetzte Süßmilchkäse), Kruudkees (ein mit Kreuzkümmel und Kurkuma sowie manchmal auch mit Nelken versetzter Bauernkäse), Leerlapp (ein Magerkäse), Schaapkekeeske (ein Weichkäse aus Schafsmilch) sowie Spill- und Spittelkäse (frischer Magermilchquark mit Kümmel). Bei der ärmeren Bevölkerung kam zudem im Winter der Pottkees, eine in Fässern gelagerte und mit Anis, Kräutern, Salz und Kümmel angemachte Käsemasse aus Kuh- oder Schafsmilch als Butterersatz auf den Tisch. Alle wurden nahezu ausschließlich für den heimischen Markt hergestellt. Zur Taufe stellte man in einigen Regionen einen mit frischem Schafslorbeer gewürzten besonderen Kräuterkäse, den Puppkees her (siehe Abschnitt Kulinarisches Brauchtum). Daneben produzierte man auch Käse und Butter aus der Milch von Schafen und Ziegen, die als die Kuh des kleinen Mannes galten, her. Und ein großer Teil der Bevölkerung war ärmer. In Zahlen bedeutet dies, dass man um 1780 in Ostfriesland genauso viele Schafe wie Kühe hielt. Es waren seinerzeit von jeder Art 40.000.
Obwohl die Landkreise Aurich und Leer heute zu den zwölf größten Milcherzeuger-Landkreisen Deutschlands zählen, gibt es nur noch eine größere Molkerei in Ostfriesland, die Firma Rücker in Aurich. Rücker verarbeitet die Milch von 1200 norddeutschen Landwirten zu 80.000 Tonnen Käse, 20.000 Tonnen Butter und 20.000 Tonnen Milchpulver und exportiert diese Erzeugnisse in mehr als 60 Länder. Neben ihr gibt es nur noch die kleine Friesenmilch-Molkerei in Detern. Ostfriesische Käsesorten produzieren beide jedoch nicht. Haupterzeugnis der Friesenmilch-Molkerei ist Karnmelksbreei, auch Bottermelkbreei genannt (Buttermilchbrei), ist. Im Rheiderland wird auf einigen Höfen dagegen heute noch Keeske (ein Frischkäse) sowie Butter für den Eigenbedarf hergestellt. Inzwischen gibt es auch wieder einige Ziegen- und Schafskäsereien.

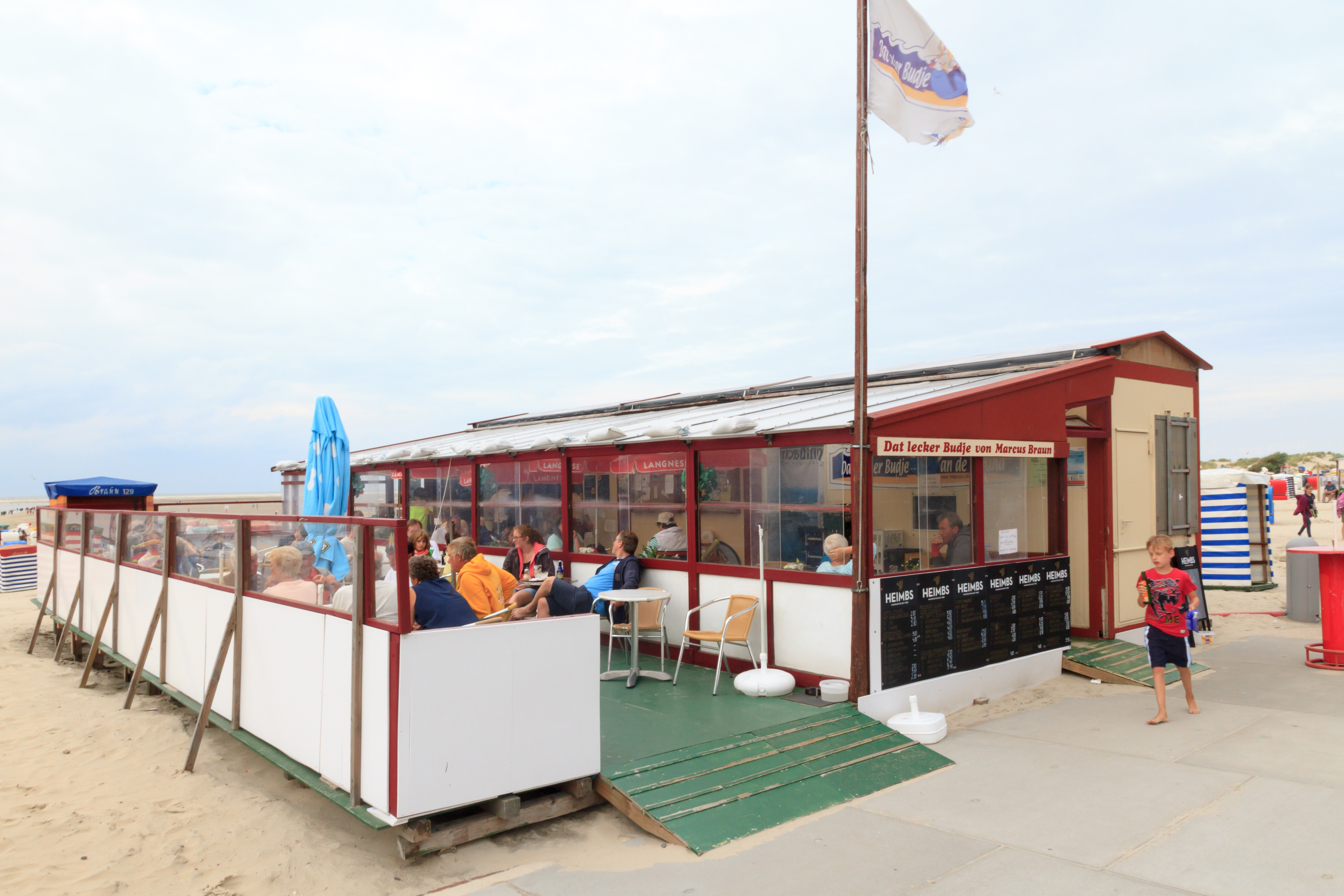
Eine Milchbude auf Borkum.

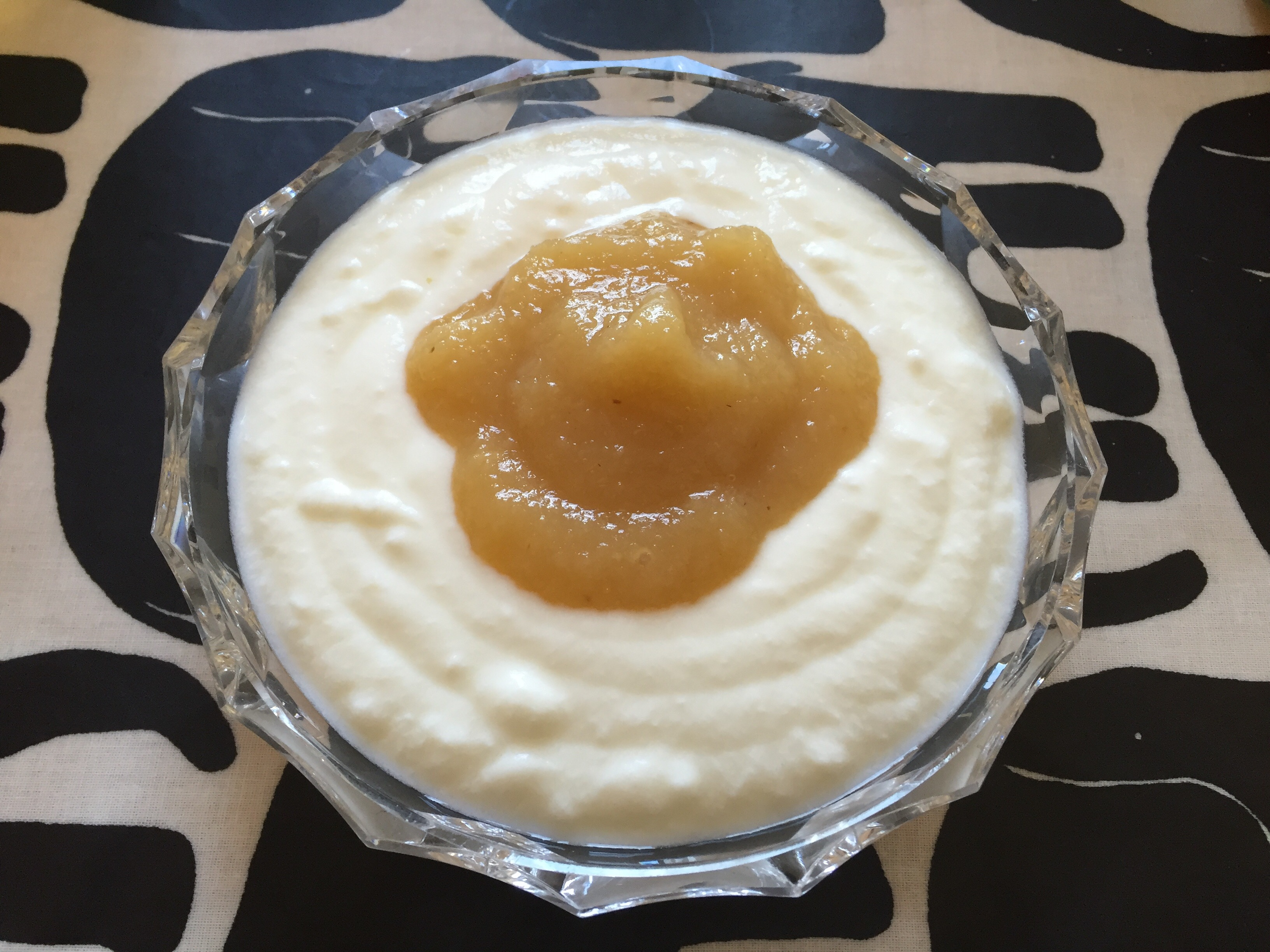
Dickmilch mit Apfelmus.

Beliebte Speisen aus Milch sind heute noch der Karnmelksbreei, auch Bottermelkbreei genannt (Buttermilchbrei) und Pirrel in d' Pütt (auch Beestmelkmehlpütt). Bei letzterem wird die erste Milch der Kuh nach dem Kalben, das Kolostrum, welches besonders dickflüssig und gelb ist, mit Mehl und Eiern zu einem zähflüssigen Teig verrührt, der dann in ein Glas gefüllt wird. Dieses stellt man zum Garen für anderthalb bis zwei Stunden in ein Wasserbad. Dickmelk (Dickmilch) wird ebenfalls ostfrieslandweit gegessen. Bekannt sind die deutschlandweit einmaligen Borkumer melk budjes Milchbuden, welche die Speise seit 1906/1907 unmittelbar am Strand verkaufen.
Die Speiseeisherstellung aus Eidotter, Sahne, Zucker und Früchten ist in Ostfriesland mindestens seit der Mitte des 19. Jahrhunderts bekannt, was Rezepte für Vanille-, Apfelsinen-, Nuss-, Kaffee-, Aprikosen-, Quitten-, Punsch- und Fürst-Pückler-Eis in einem Kochbuch aus dem Jahr 1845 belegen. Um die Speise zu kühlen, nutzten die Ostfriesen bis zur Einführung der elektrischen Gefriertruhe natürliches Eis, das sie im Winter von Teichen und Kanälen einsammelten und in eine mit Torfmull und Stroh isolierte Grube legten.

### Getränke

#### Tee

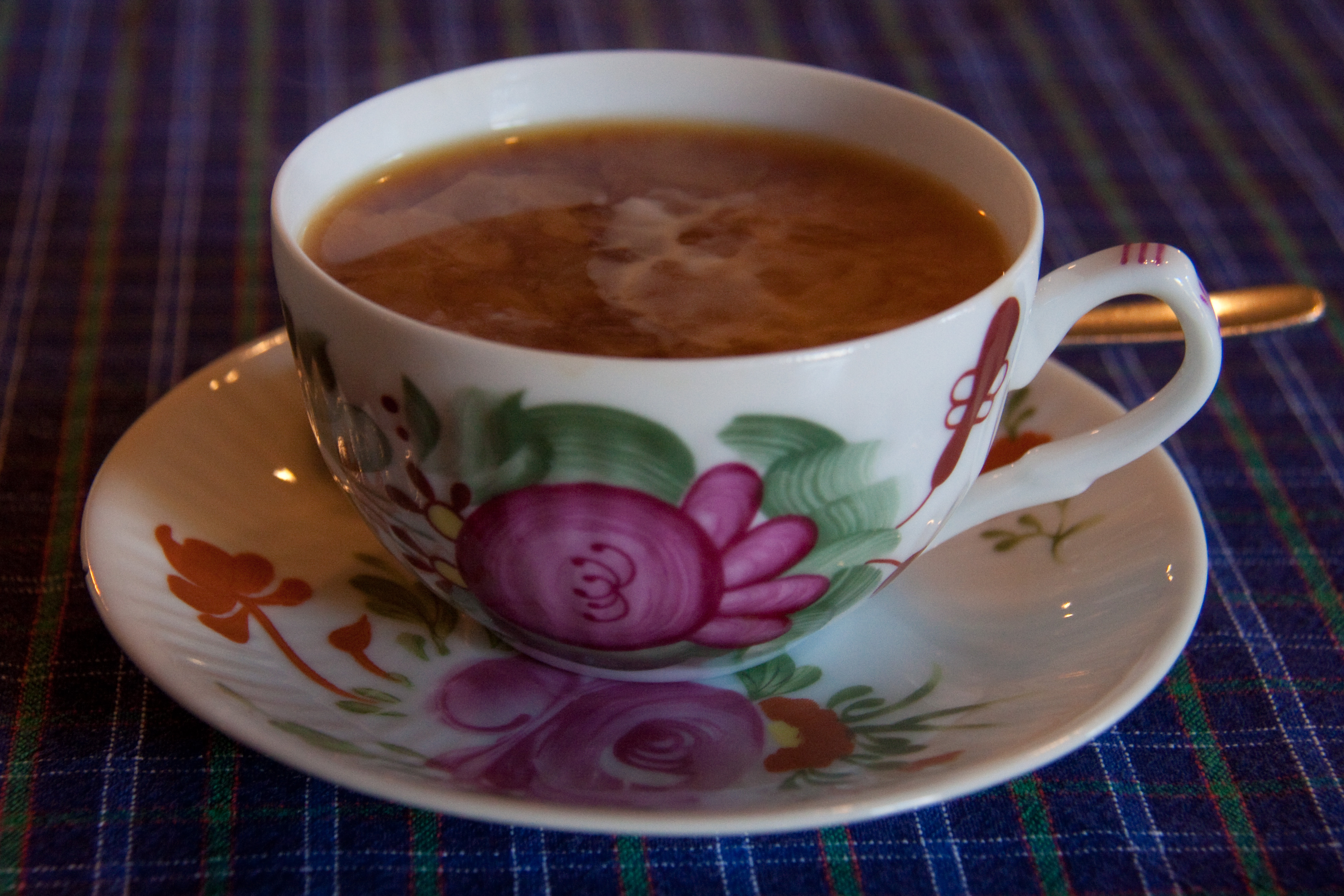
Ostfriesentee mit Sahne

Ostfriesland ist heute ein Teetrinkerland. Im Durchschnitt trank jeder Ostfriese im Jahr rund 300 Liter Tee, das entsprach in etwa dem Elffachen des deutschen Durchschnittsverbrauchs. Damit haben die Ostfriesen den weltweit größten Teeverbrauch pro Kopf. In der Region gibt es heute noch vier Tee verarbeitende Betriebe. Echter Ostfriesentee ist für gewöhnlich eine Mischung aus mehr als zehn verschiedenen Teesorten, wobei Assams dominieren. Die Mischung muss in einer vorgewärmten Kanne mindestens drei, höchstens fünf Minuten ziehen und ergibt dann einen sehr dunklen, kräftigen Tee. Dieser wird in dünnwandige, mit einem oder zwei Kluntje gefüllten Tassen geschenkt. Anschließend setzen die Ostfriesen an den Rand der Tasse noch kalte Sahne ab. Umgerührt wird der Tee nicht. Zunächst schmeckt der Teetrinker so die milde Sahne, dann den herben Tee und schließlich den süßen Kluntje.

#### Spirituosen

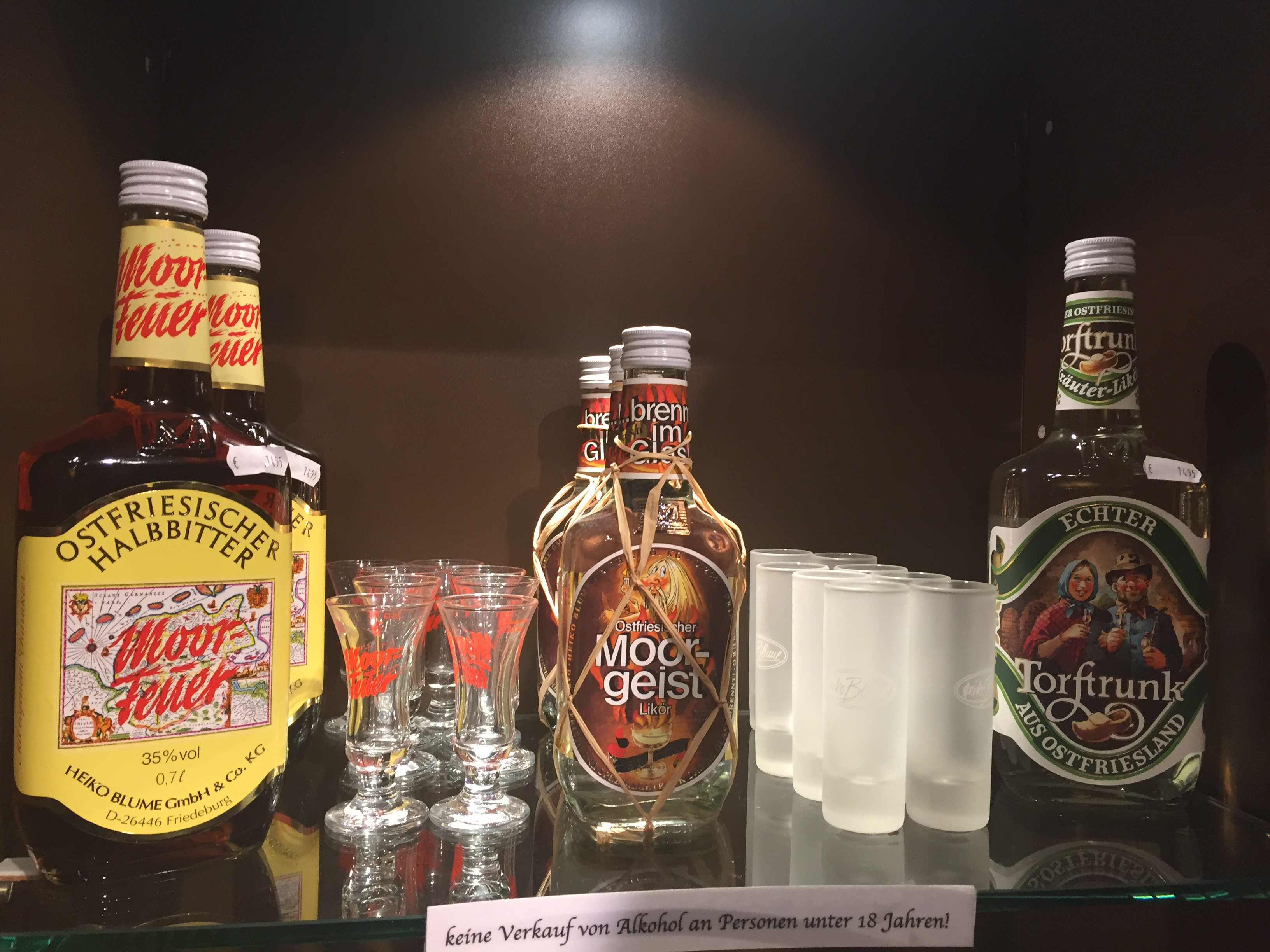
Ostfriesische Spirituosen.

Übermäßiger Alkoholkonsum war lange Zeit ein großes Problem der Region, vor allem seitdem die Schnapsbrennerei sich über das Land verbreitete. Der Oostfreeske Branntwien ist eine dem Branntwein ähnliche Mischung, welche seit dem 16. Jahrhundert zunächst in Emden, bald auch andernorts in Ostfriesland, aus Korn (meist Roggen) und Kartoffeln oder Rüben gebrannt und mit Aroma oder Couleur angereichert wird. Lange war das Branntweinbrennen neben der Ziegelei die wichtigste Industrie Ostfrieslands. Bis in das 18. Jahrhundert gab es keine Norm für die Schnapsbrennerei. So schwankten Qualität und Alkoholanteil erheblich. Letzterer war aber im Ergebnis einer Untersuchung verschiedener Branntweinproben im Amt Cloppenburg fast überall sehr hoch. Er lag fast stetig zwischen 47 und 48 Prozent. Immer wieder gab es Berichte von übermäßigem Branntweingenuss der ostfriesischen Bevölkerung. 1729 musste sich gar der Pfarrer von Leerhafe wegen seiner „Exzesse und des Branntweingenusses vor dem Altar“ einer Untersuchung stellen. Die Brennereien blieben trotzdem auf Erfolgskurs. Im Jahre 1804 gab es in ganz Ostfriesland 215. Danach ging ihre Zahl stark zurück. 1842 gab es noch 138 Brennereien, darunter eine Kornbrennerei. Gegenwärtig produzieren acht einschlägige Spezialfirmen in Ostfriesland geschätzt rund 200 verschiedene Sorten Alkohol, darunter ein 32-prozentiger Kräuterbitter namens Kruiden. Den ebenfalls überregional bekannten Friesengeist erfand ein Gastronom aus Wiesmoor im Jahre 1961. Die Markenrechte verkauften seine Nachfahren im Jahre 1999 an den Spirituosenhersteller Behn. In Wiesmoor ist dem Getränk inzwischen ein Museum gewidmet.
Der auch außerhalb der Region verbreitetste Schnaps Ostfrieslands, Doornkaat wird seit 1992 nicht mehr in Norden hergestellt, sondern bei Berentzen im emsländischen Haselünne. Die Produktion ostfriesischer Schnäpse findet heute vornehmlich in Betrieben in Leer (Folts & Speulda) und Friedeburg (Heiko Blume) statt.

#### Bier
Bis zur Einführung des Tees tranken die Ostfriesen vor allem Buttermilch und Bier. Die Kunst der Bierherstellung ist in Ostfriesland lange bekannt. Der Konsum von Wein und Bier wird bereits in den Heberegistern des Klosters Werden aus dem 9. Jahrhundert genannt. Zuvor wurde als Rauschtrank hauptsächlich Met getrunken. Wie aus einer im Kloster Reepsholt ausgestellten Urkunde des 12. Jahrhunderts hervorgeht, spielte Met damals neben dem Bier vor allem an Feiertagen eine wichtige Rolle als Festgetränk.
Zum Brauen nutzten die Ostfriesen vor allem den in der Marsch angebaute Brauhafer und Gerste, seltener auch Roggen. Als Bierwürze kam vor allem der Gagel, ein aromatisch duftender Strauch der Moorränder zum Einsatz. Dies wahrscheinlich schon seit dem 9. oder beginnenden 10. Jahrhundert, worauf bei archäologischen Untersuchungen der einer spätbronze-, ältereisenzeitlichen Siedlung Alte Boomborg bei Hatzum entdeckte große Mengen von Gagelresten hindeuten. Das Gagelbier war bis in das 17. Jahrhundert das Hauptbrauerzeugnis in Ostfriesland, ehe es von dem viel haltbareren und transportfesteren Hopfenbier verdrängt wurde. Für die ärmeren Bevölkerungsschichten garantierte das Grafen- und Fürstenhaus seit der Regierungszeit der Gräfin Anna dafür, das jederzeit ein günstiges Bier erhältlich war. Dieses wurde zuvor zunächst aus Bremen (erstmals wird eine solche Einfuhr um 1272 genannt), dann aus Hamburg importiert, ehe einheimische Brauereien es ab dem 18. Jahrhundert auch in Ostfriesland herstellten.
Traditionell verfügte Ostfriesland über viele Brauereien, die Biere verschiedener Qualitäten meist im Nebengewerbe produzierten. Es gab beispielsweise ein Flindrichs- und ein Schaafsbier. Der seit dem 18. Jahrhundert für die Bierherstellung nötige Hopfen musste eingeführt werden, da er in der Region nicht gedieh. Er wurde in Märkten, so etwa in Oldersum gehandelt. Noch um 1848 gab es in Ostfriesland und Papenburg 183 Brauereien, von denen 25 ihren Sitz in Städten und 158 auf dem Lande hatten. Die meisten wurden von Gastwirten betrieben. Sie stellten Dünnbier und starkes Vollbier sowie aus Gerste Braunbier her. Heute sind nur sehr wenige Brauereien übrig geblieben oder wurden als Landbrauereien neu gegründet, die Bier meist nur noch in kleinen Mengen herstellen, so etwa in Bagband und in Werdum. Bis weit in das 19. Jahrhundert war Bier „weniger ein Genuss- denn ein Nahrungsmittel“. Als Flüssiges Brot lieferte es vor allem vor der Einführung der Kartoffel wichtige Nahrungsenergie und war deshalb eine wichtige Zutat nahrhafter Suppen. Eine sechsköpfige Familie trank pro Jahr etwa 2000 Liter Bier, Mäher und Sichter bei ihrer Arbeit pro Person etwa fünf Liter am Tag. Daneben wurde es zur Zubereitung von Biersuppe, Warmbier mit Honig, Eierbier und Ingwerbier genutzt.

## Kulinarisches Brauchtum
Das über die Grenzen der Region hinaus bekannteste kulinarische Brauchtum ist die Ostfriesische Teekultur. Sie wird zu jeder Tageszeit gepflegt. Besonders beliebt ist der Elführtje. Dazu bereiten die Ostfriesen ihr Lieblingsgetränk um 11 Uhr am Vormittag zu und lesen dazu die Tageszeitung. Traditionell werden dabei drei Tassen Tee getrunken, ehe sich die meist aus der Familie, Freunden oder Nachbarn bestehende Gesellschaft wieder auflöst.

### Im Lebenslauf

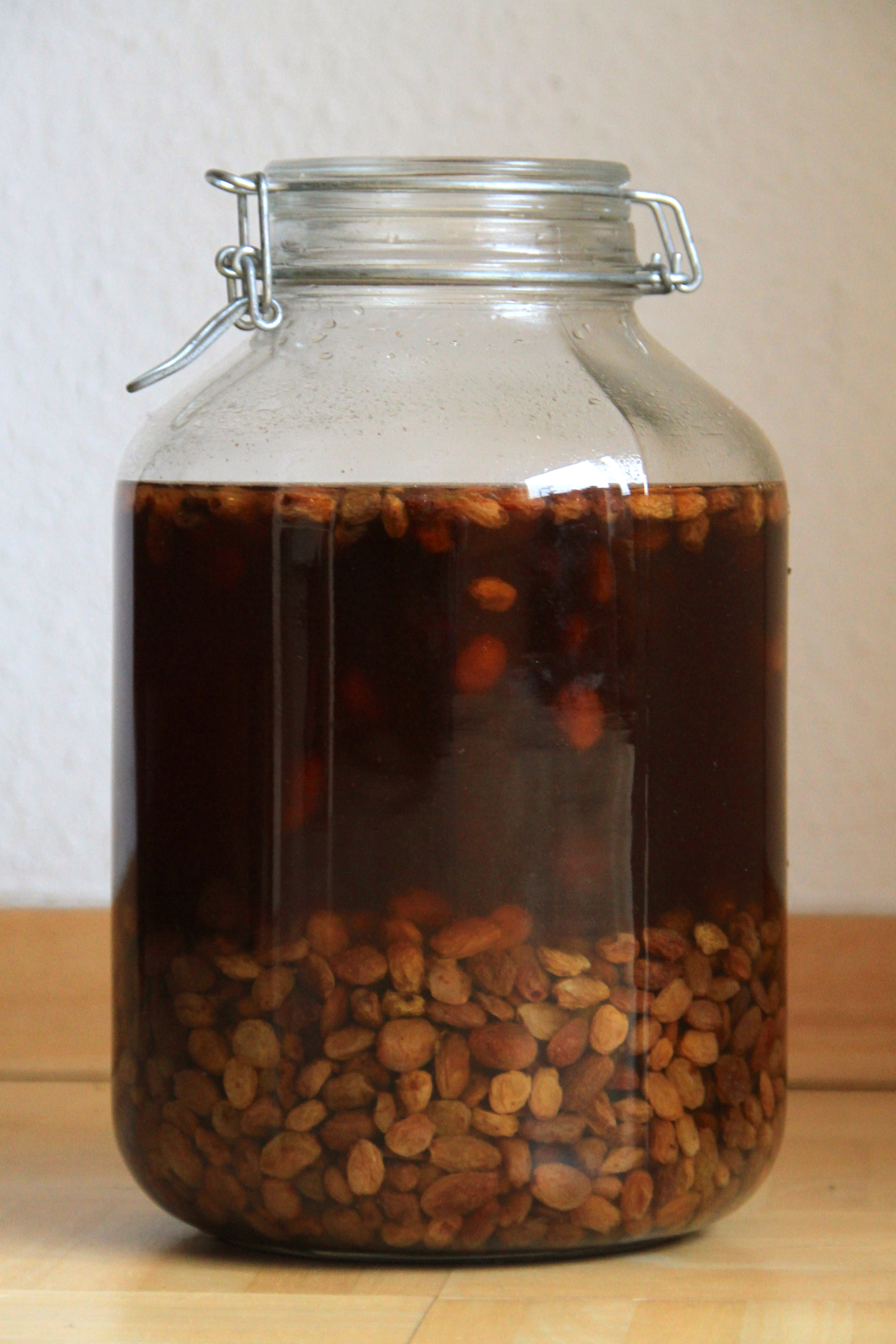
Sinnbohntjesopp.

Spezielles kulinarisches Brauchtum gibt in Ostfriesland für den Beginn und das Ende des Lebens. Nach der Geburt ihres Nachwuchses laden die Ostfriesen ihre Nachbarn, Freunde, Bekannte und Verwandte zum Puppvisiet (Pupp, von lt. Pupua= Puppe/Mädchen, nennen die Ostfriesen das Baby und Visiet steht für Besuch), damit diese das Kind in Augenschein nehmen können. Dazu schenken die Eltern einen Umtrunk aus. Dieses als Kinnertöön oder Sinnbohntjesopp bekannte Getränk stellen die Eltern einige Wochen vor der Geburt her. Dazu legen sie in einem Püllpott genannten Steingutkrug Rosinen und Kluntje (Kandiszucker) in Ostfreeske Brannwien (siehe Abschnitt Getränke) ein. Bis Mitte des 20. Jahrhunderts wurde der Kinnertöön aus einer speziellen Branntweinschale, dem Branntwienkoppje mit einem Tauflöffel für alle Gäste herumgereicht. Auch die Wöchnerin erhielt einen Löffel des Getränks, damit sie einen anderen Geschmack bekomme und besser schlafe; ja dem Säugling sogar wird womöglich etwas Zuckerbranntwein auf die Lippen gerieben. Das ist heute nicht mehr üblich. Zudem wird das Getränk inzwischen in Gläsern ausgeschenkt. Auch wird es heutzutage bei Richtfesten, Hochzeiten und anderen Feiern gereicht oder ist auf Eisbechern und in Torten zu finden. Zur Taufe war es mancherorts üblich, einen speziellen Kräuterkäse, den Puppkees herzustellen. Dieser kam zur Feier des Tages auf den Tisch und die Gesellschaft bediente sich davon, bis nur noch ein Stück übrig blieb. In dieses steckte jeder eine Münze als Trinkgeld für die Hebamme.
Stirbt ein Ostfriese im eigenen Haus, wird er in der Wohnung drei Tage aufgebahrt. In einigen Regionen Ostfrieslands ist es üblich, am offenen Sarg Tee zu trinken, um dem Toten so die letzte Ehre zu erweisen. Die Teetafel ist die ostfriesische Entsprechung des andernorts üblichen Leichenschmauses und hat im Bestattungsritual eine wichtige Stellung. Dazu bereiten die Frauen aus der Nachbarschaft traditionell im Trauerhaus (heutzutage meist im Gemeindehaus der Kirche oder einer Gastwirtschaft) die Teetafel vor. Nach der Beerdigung reichen sie dort den Trauergästen Tee und seit den 1950er Jahren auch Teekuchen (siehe Abschnitt Süßspeisen). Bis ins 20. Jahrhundert war es zudem üblich, Dodenbeer oder Tröstelbeer auszuschenken. Das ist ein warmes Bier, in dem Brotstücke schwimmen. Mancherorts wird zum Abschluss der etwa ein bis zwei Stunden andauernden Teetafel noch ein letzter Schnaps getrunken oder die letzte Zigarette zu Ehren des Toten geraucht.

### Im Jahreslauf

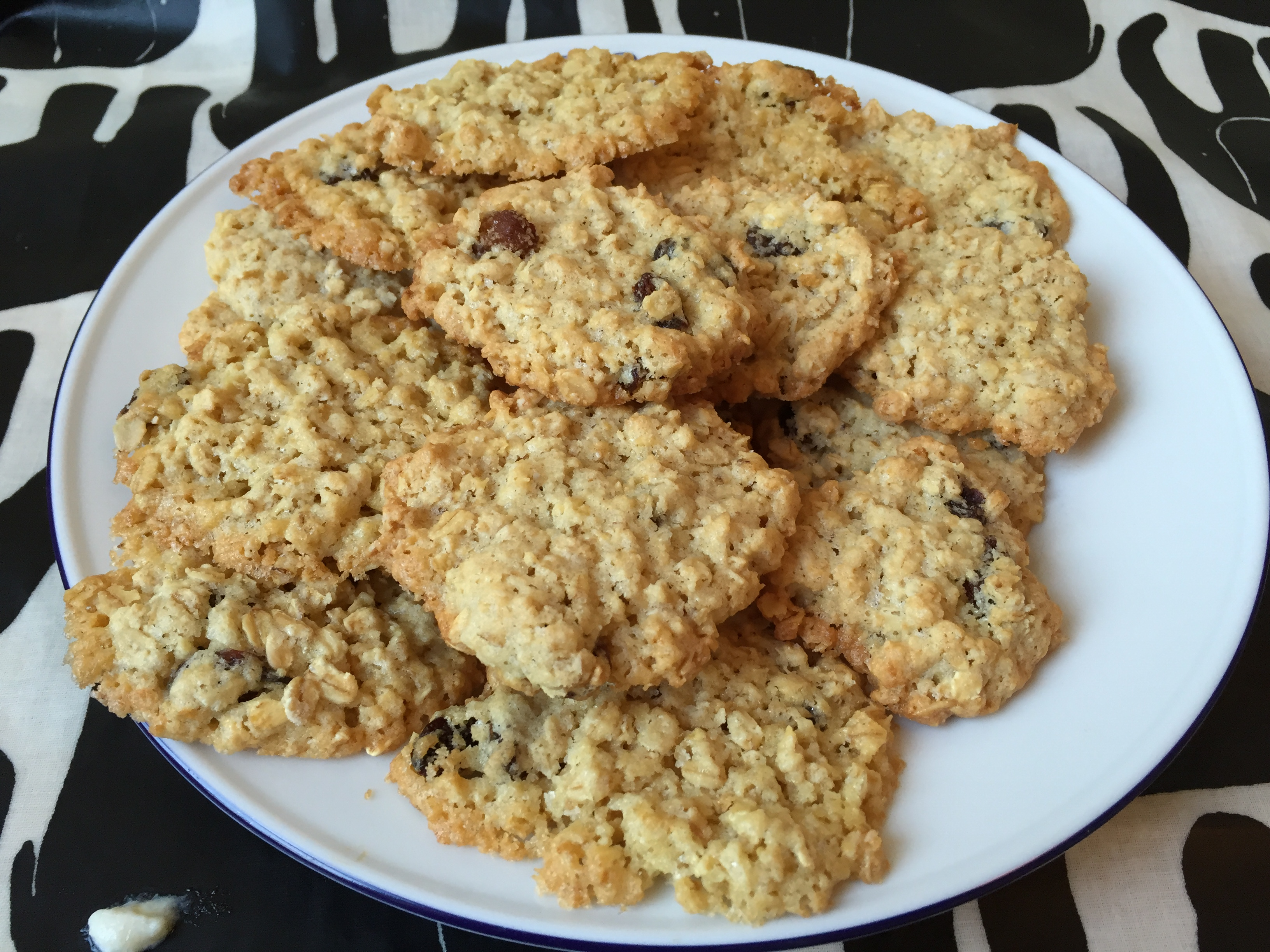
Haferkookjes.

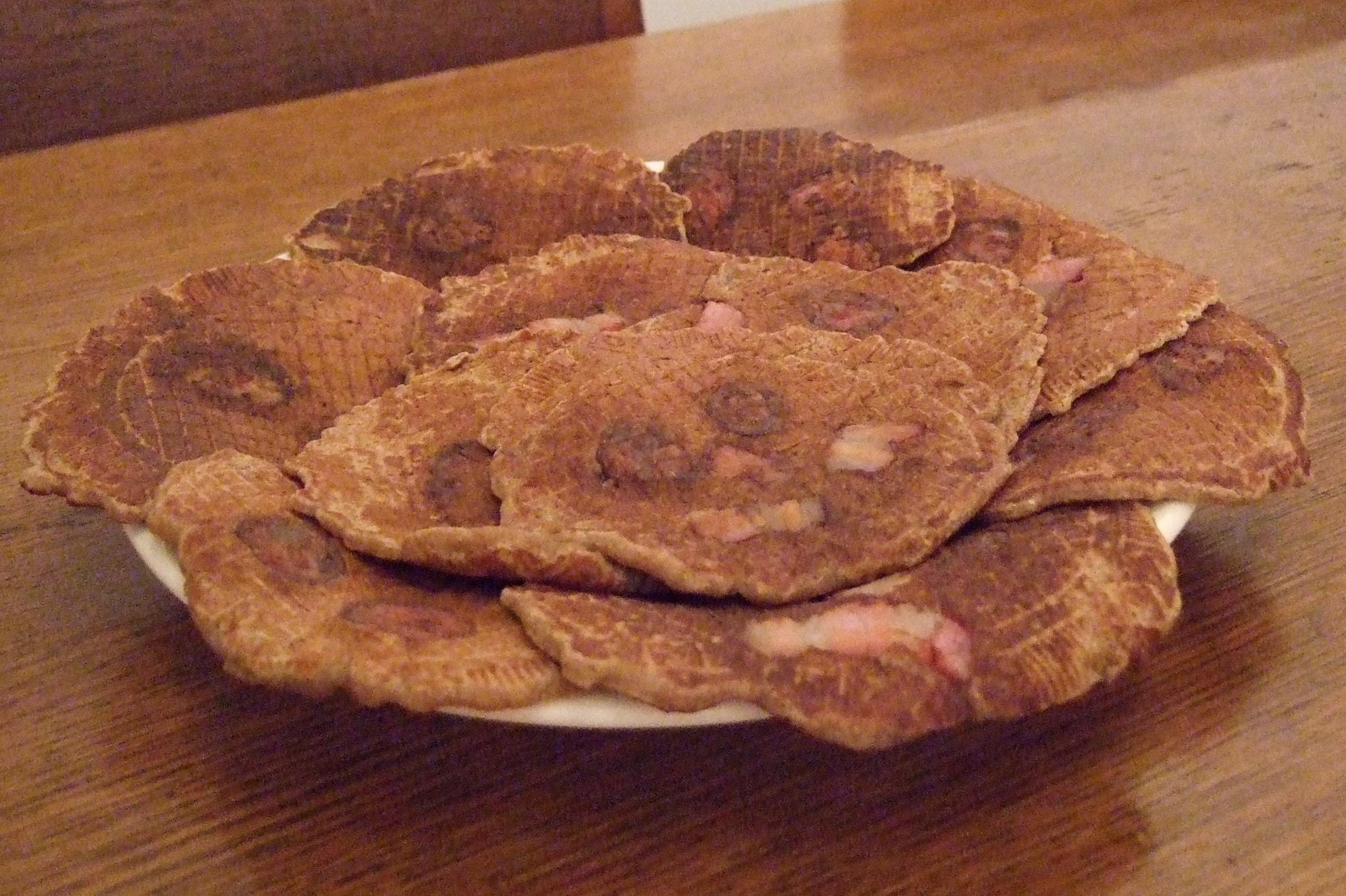
Speckendicken.

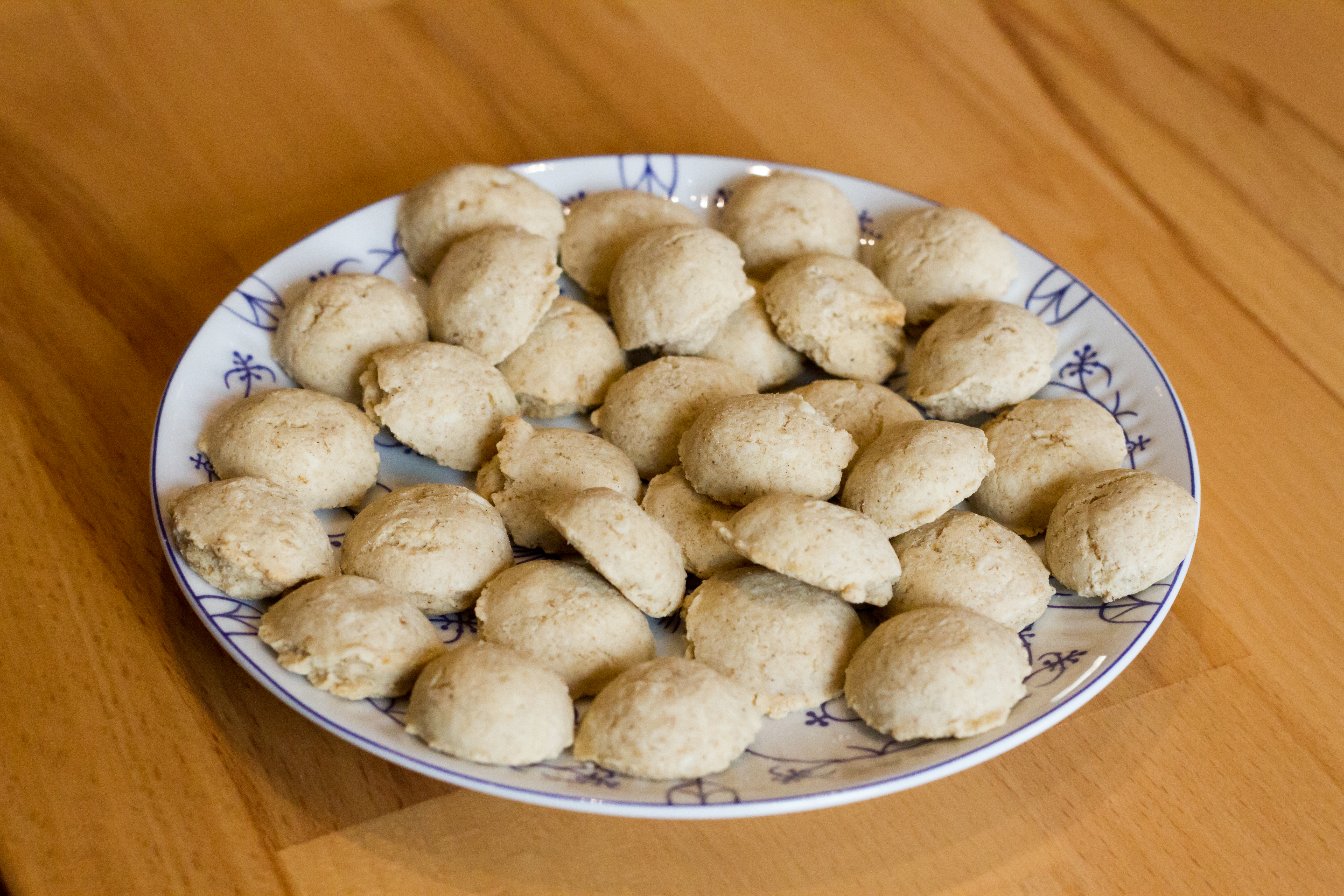
Peppernöten.

Bis in die 1960er Jahre hielten viele Ostfriesen mindestens ein Schwein für die Selbstversorgung mit Fleisch. Hausschlachtungen von Privatpersonen für den Eigenbedarf haben daher eine lange Tradition. Sie finden auf dem Lande noch häufiger statt, sind aber der Traditionspflege ebenso zuzurechnen wie der Versorgung. Die Tiere werden im Sommer gemästet und im Winter in der Zeit von November bis zum 2. Februar geschlachtet, anschließend zerlegt und von der ganzen Familie zu Wurst, Schinken und anderen Spezialitäten weiterverarbeitet. Höhepunkt des Schlachtefestes ist das abschließende Snirtjebraaessen. Dieser wird am Abend aus verschiedenen Teilen vom frisch geschlachteten Schwein wie etwa Schulter, Nacken, Rücken, Rippen und Filet zubereitet und mit den Helfern verzehrt.
Die ostfriesische Variante der Schaffermahlzeit ist der Schmus (Schmaus, Festessen) der Leegemoorgesellschaft. Er findet nach altem Brauch (na oll Wennst) jährlich zu Lichtmess am 2. Februar statt. Dabei darf ausschließlich ostfriesisches Plattdeutsch gesprochen werden. Dementsprechend wird der erste Teil der Versammlung auch Ofrekensversammeln genannt. Teilnehmen dürfen nur männliche Anteilseigner (Interessenten) oder ihre bevollmächtigten Vertreter, den Lepelgasten (Löffelgäste). Ollst Veert und Jungst Veert leiten die Versammlung. Es wird mit Kornschnaps mit Bitter up Leegemoors Wohlfahrt getrunken und aus langen weißen Tonpfeifen geraucht. Beim Schmus ist immer auch ein Ehrengast geladen und in dessen Verlauf wird auch auf die nicht anwesenden Damen eine Rede gehalten wird (Proot för de Frolü). Das Essen ist alljährlich gleich und traditionell deftig. Als ersten Gang bekommen Interessenten sowie die Lepelgasten Graue Erbsen mit Zwiebeln und Speckfett, scharfen Senf, Bratensauce vom Rinderbraten und Sauerteigbrötchen serviert. Der zweite Gang besteht aus Rinderbraten mit Backpflaumen, Roter Beete, Salzkartoffeln und Bratensauce. Als dritten Gang und Nachspeise stehen Korinthenzwieback, Pumpernickel mit Butter und Kümmelkäse sowie Schweizer Käse auf der Tafel. Getrunken wird Rotwein.
Das Eiertrullern oder Eiertrüllen ist ein zu Ostern verbreiteter Brauch. Am Ostersonntag wird Eiertrullern von Kindern (und Erwachsenen) mit den zu Ostern erhaltenen hart gekochten Eiern am Deich, auf den Ostfriesischen Inseln in den Dünen, oder anderen zur Verfügung stehenden Erhebungen (zum Beispiel Plytenberg, Eierberge in Wallinghausen) gespielt.
Kinder ziehen am Vorabend des 10. November, dem Geburtstag des Reformators Martin Luther sowie dem Heiligen Martin, Bischof von Tours (316/17 – 397) gewidmeten Kalendertages bei Einbruch der Dunkelheit mit ihren Laternen oder auch verkleidet von Haus zu Haus und singen Martini-Lieder. Zur Belohnung für ihren Gesang erhalten sie Süßigkeiten. Der Brauch hat sich bei Landarbeitern entwickelt, bei denen die Arbeitssaison am 10. November endete und die damit nur bis zu diesem Tage im wörtlichen Sinne in Lohn und Brot standen. Nach diesem Tag waren sie darauf angewiesen, die bevorstehende Notzeit zu überbrücken. Bettelnd zogen sie von Haus zu Haus und die Wohlbetuchten gaben ihnen Spenden von Pfeffernüssen und Äpfeln.
Ein im Winter weit verbreiteter Brauch sind die sogenannten „Kohltouren“ in Verbindung mit einem Grünkohlessen. Dabei begeben sich Familien oder Freundeskreise zu Fuß mit dem Bollerwagen, mit dem Fahrrad samt Anhänger oder gar mit Anhänger und Pferden oder Traktoren auf den Weg zu einem meist mehrere Kilometer entfernten Ziel. Unterwegs wird dabei reichlich Alkohol ausgeschenkt. Zudem werden ostfriesische Sportarten wie Teebeutel-Weitwurf, Boßeln oder Bessensmieten (=Besenschmeißen) ausgeübt. Am Zielort folgt dann ein deftiges Grünkohlessen.

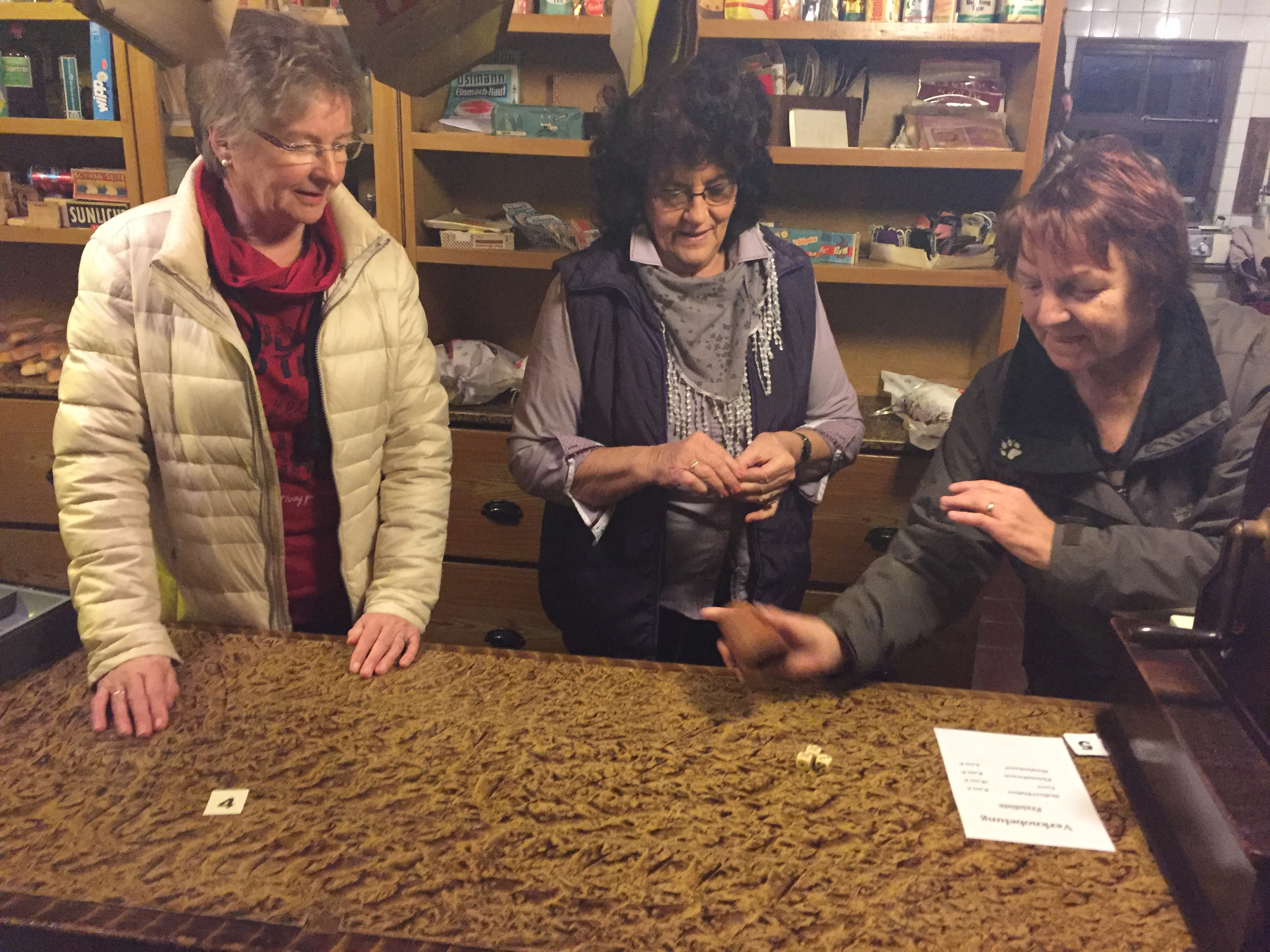
Verknobelung in Ostfriesland.

Zur Adventszeit werden Pepernöten (plattdeutsch: Pfeffernüsse), ein halbkugeliges Gebäck von bis zu zwei Zentimetern Durchmesser und von fester Konsistenz sowie Haferkookjes (Haferplätzchen) gebacken. Weihnachten spielte traditionell in Ostfriesland eine untergeordnete Rolle. Spezielle kulinarische Bräuche haben sich daher nicht herausgebildet. Wichtiger war das Nikolausfest, an dem die Kinder in früheren Zeiten ihre Geschenke erhielten. Am 5. Dezember, dem Tag vor dem Fest finden in der Region traditionsgemäß Verknobelungen statt. Diese werden in Bäckereien, Geschäften und seit der Jahrtausendwende auch in Supermärkten angeboten. Die Regeln sind einfach: Eine gewisse Anzahl von Mitspielern findet sich zusammen und jeder gibt seinen meist sehr geringen Einsatz. Wem anschließend mit drei Würfeln in einem Lederbecher der höchsten Wurf gelingt, gewinnt Backwaren, Süßes, Würste, Schinken oder ganze Enten. Auf Borkum verteilt der Klaasohm in der Nacht vom 5. auf den 6. Dezember Moppe, eine Art Honigkuchen.

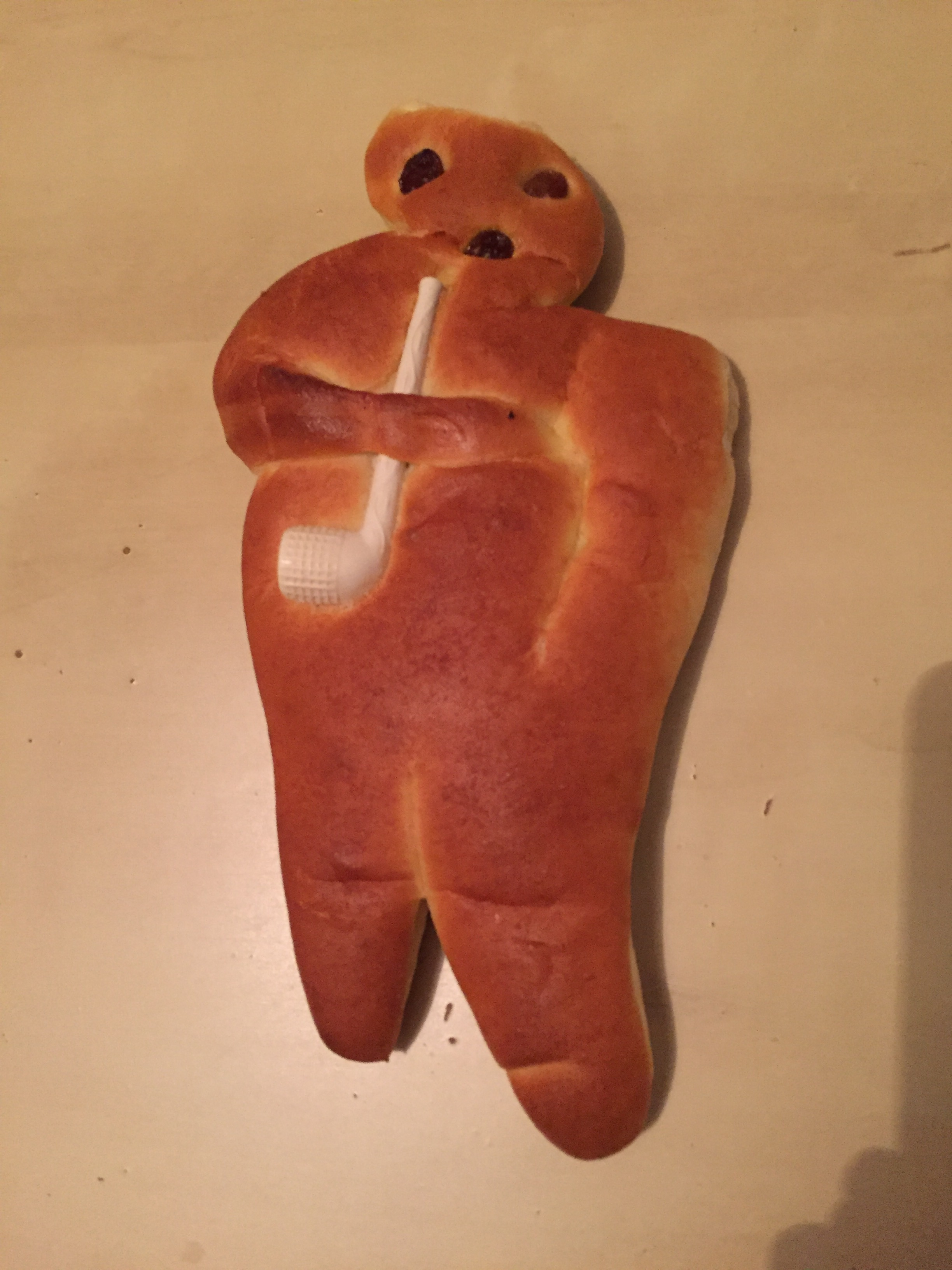
Stutenkerl.

Für ganz Ostfriesland typisches Gebäck zum Nikolaus sind der Stutenkerl (auch Klaaskerl genannt) und der Rieder up de Peerd (= Reiter auf dem Pferd). Der Stutenkerl ist ein Mann aus Hefeteig, dessen Augen und Knöpfe aus Rosinen bestehen. Zudem trägt er eine Porzellanpfeife im Mund. Der Reiter zu Pferd wird aus Spekulatiusteig hergestellt.
Zu Silvester werden insbesondere im südlichen Ostfriesland Speckendicken gereicht. Das sind deftige Pfannkuchen mit eingebackenen Speck- oder Wurstscheiben. Sie werden in einer Pfanne oder einem Waffeleisen gebacken. Die Speise liegt schwer im Magen, weshalb der Silvesterabend auch als Dickebuuksavend (Abend der dicken Bäuche bekannt ist).
Ein weiteres, traditionell zu Silvester und Neujahr hergestelltes Gebäck sind Neujahrskuchen (plattdeutsch: Rullerkes, Neeijahrskook oder auch Krüllkoken), die auch Beck vull Schandaal (Mund voller Lärm) genannt werden In früheren Zeiten wurden sie mit einem zangenförmigen Kucheneisen direkt über dem offenen Feuer ausgebacken. Seit Anfang des 20. Jahrhunderts gibt es dafür elektrische Waffeleisen. Sie sind traditionell an der Innenseite kunstvoll mit einer Gravur versehen, die sich beim Backen auf die Neujahrskuchen überträgt. Die Kuchen werden anschließend noch in heißem Zustand mit einem Glas, einem gedrechselten Holz oder einfach mit den Fingern in die typische Waffelform gedreht.

## Museen und Denkmäler

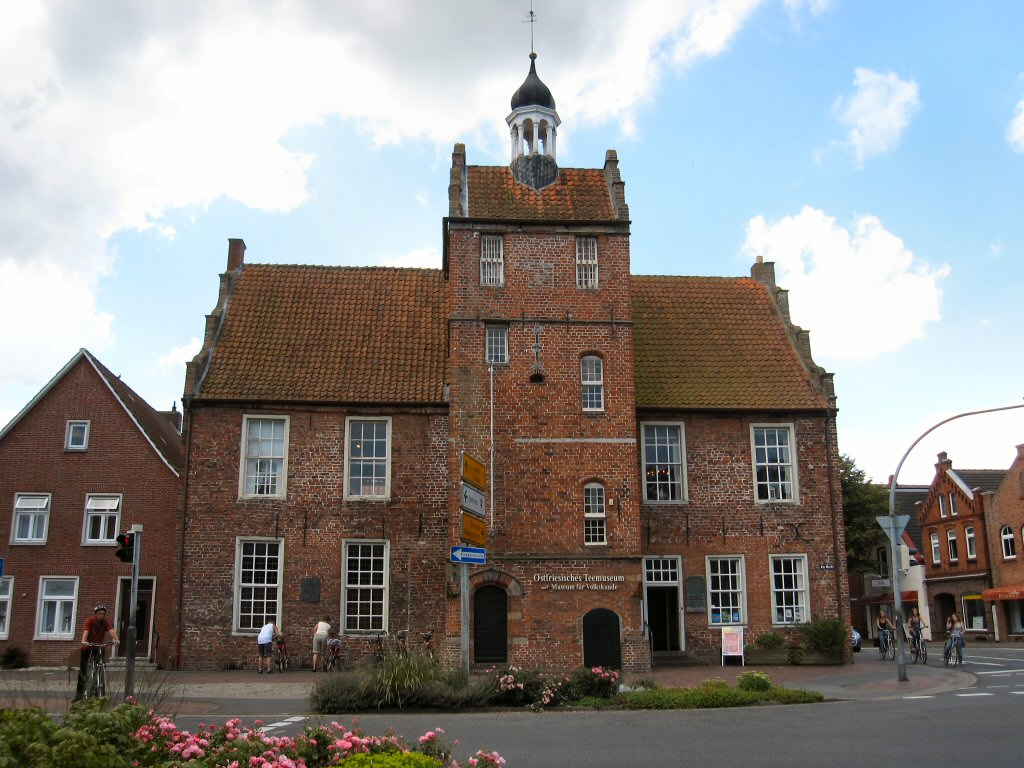
Altes Rathaus mit Heimatmuseum und Ostfriesischem Teemuseum.

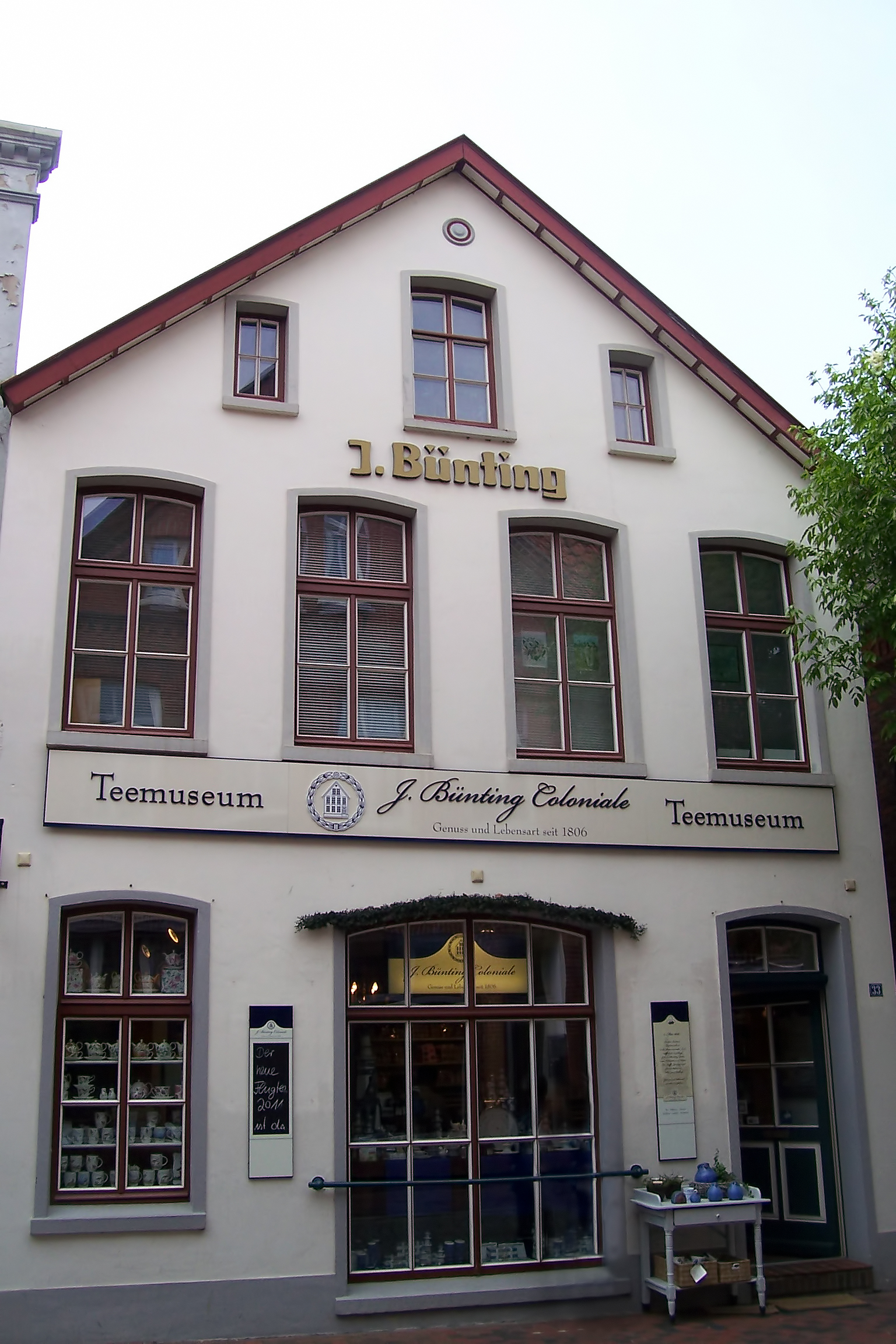
Das 2001 eröffnete Bünting Teemuseum in der Brunnenstraße 33 stellt in seiner Ausstellung die Geschichte des Hauses und Informationen rund um den Tee zusammen.

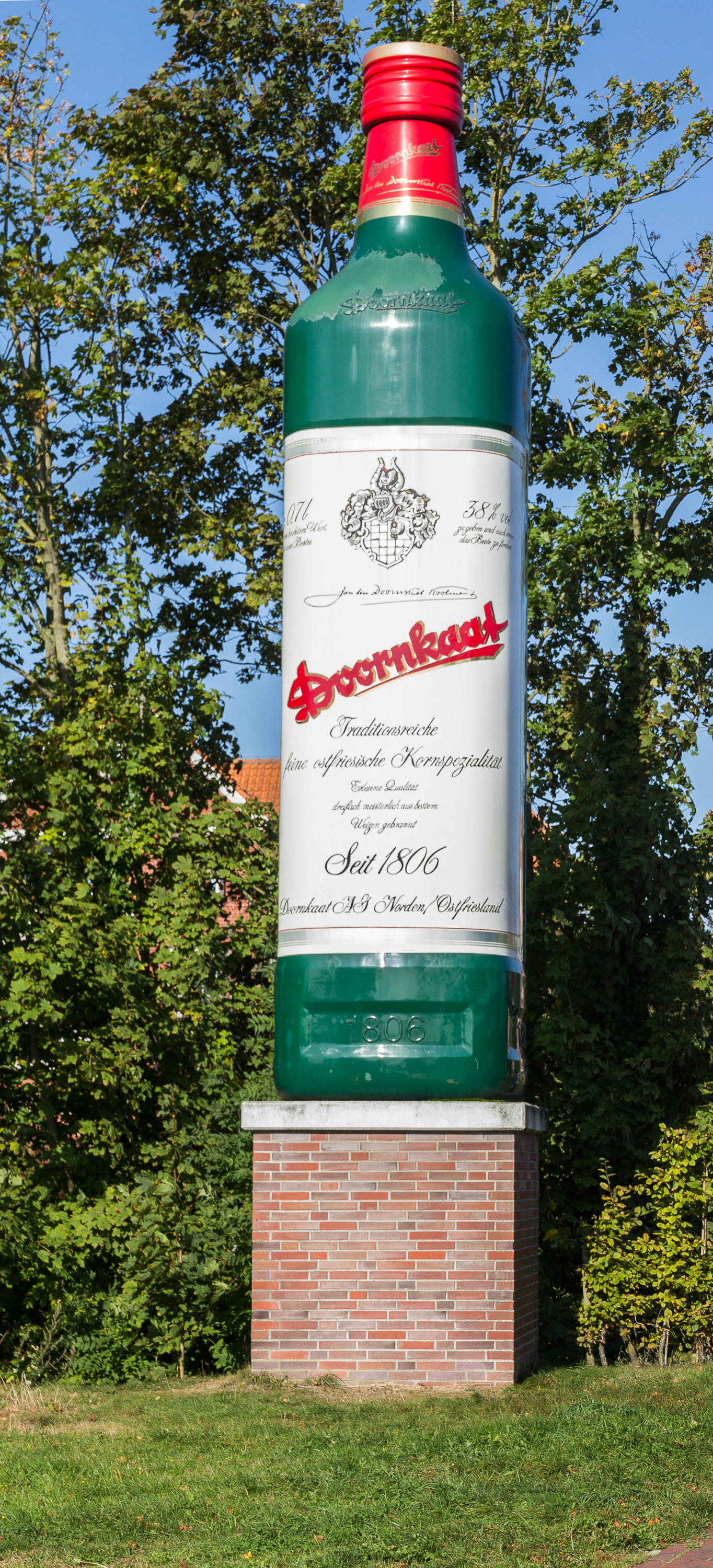
Das Doornkaat-Denkmal in Norden.

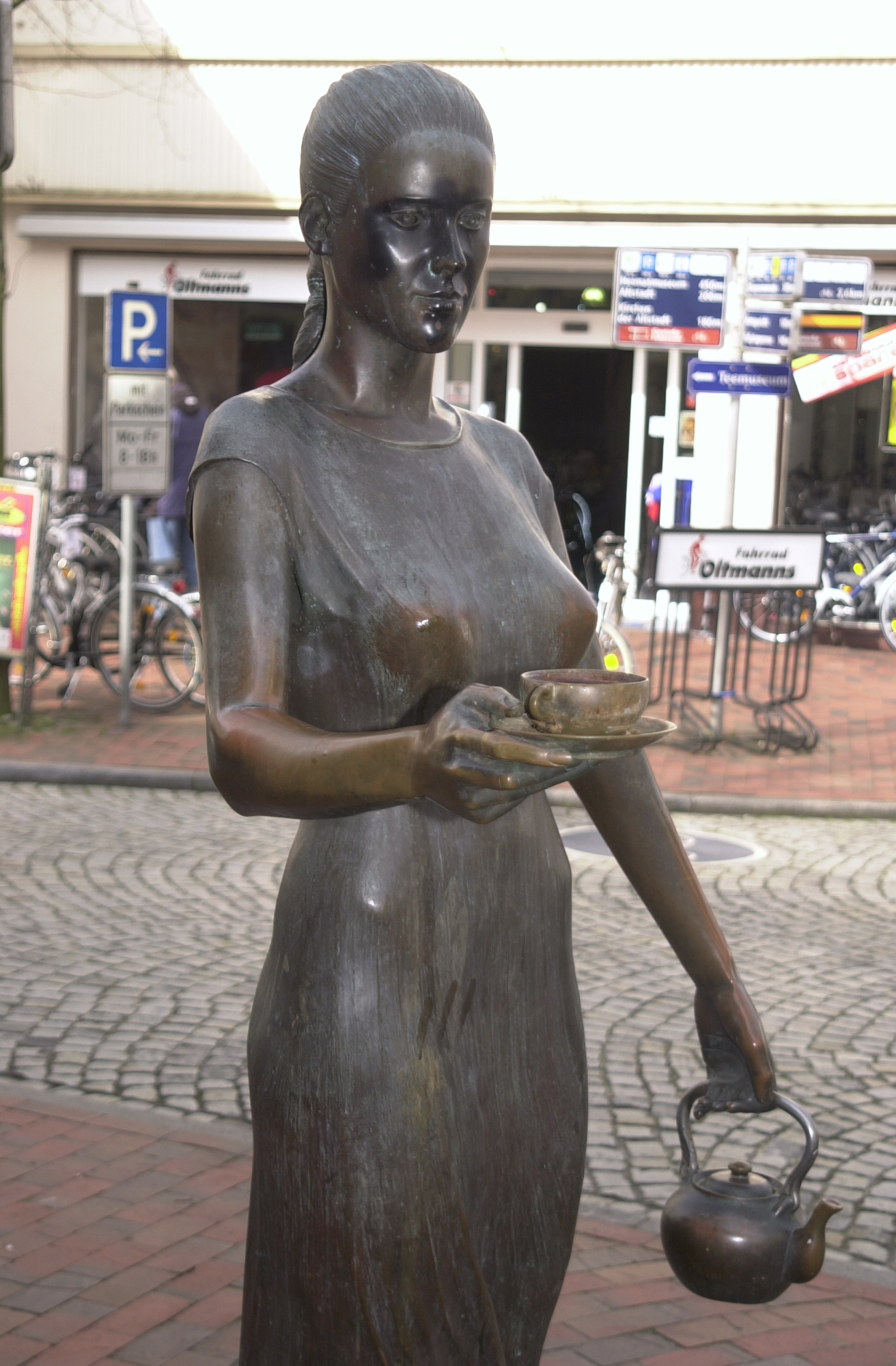
Die Statue der Teelke in Leer.

Das Ostfriesische Teemuseum in Norden führt in die Geschichte und Bedeutung des ostfriesischen „Nationalgetränks“ ein. Es bezeichnet sich selbst als „erstes Spezialmuseum zur Kulturgeschichte des Tees in Europa“. Das Ausstellungskonzept ist überregional ausgerichtet und zeigt die Produktionskette vom Anbau der Teepflanze über Ernte und Verarbeitung bis zum fertigen Handelsprodukt. In einer Abteilung ist chinesisches Teeporzellan aus versunkenen Schiffen mehrerer Jahrhunderte ausgestellt. Zum Museum gehört auch das benachbarte Haus Am Markt 33, das um 1540 erbaut wurde. Dort befindet sich die Sammlung Oswald-von Diepholz. Sie zeigt mit Exponaten aus mehr als 1000 Jahren die Entwicklung der Teegerätschaften und stellt die Bedeutung des Tees für alle Kulturen, Zeitabschnitte und Lebensbereiche, insbesondere für die höfische Kultur des 18. und 19. Jahrhunderts. In einer eigenen Ausstellung zeigt das Teemuseum zudem die Geschichte der Norder Doornkaat-Brennerei vorgestellt. Ebenfalls einer Spirituose gewidmet ist das Friesengeist-Museum in Wiesmoor.
Die Geschichte des Tees vom 17. Jahrhundert bis heute ist Thema des Bünting-Teemuseums in Leer. Es dokumentiert den Anbau des Tees in den Ursprungsländern, die Herstellungs- und Verarbeitungsverfahren, das Prüfen, Mischen und Verkosten des Heißgetränks. Zudem zeigt es, wie der Tee nach Ostfriesland kam, was einen echten Ostfriesentee ausmacht und thematisiert Teeschmuggel, Teenot und ostfriesische Teekultur.
Bagband ist seit 1999 Sitz der Ostfriesen Bräu. In den Räumen der alten Molkerei befindet sich seither eine historische Landbrauerei mit angeschlossenem Brauhaus, in dem heute nach alter Tradition wieder Landbier gebraut wird.
Fischfang, die Seefahrt und die Wohnkultur der Insulaner sind Sammlungsschwerpunkt des 1937 eröffneten Fischerhaus Norderney.
Utensilien aus den alten Bäckereien Greve und Leferink sind die Basis des Museum Vom Brot zum Korn in Mitling-Mark, welches die Geschichte des Bäckereiswesens in Ostfriesland zeigt.
Die Kulturgeschichte Ostfrieslands von der Besiedelung bis heute zeigt das Emder Ostfriesische Landesmuseum in seiner Dauerausstellung. In der Hafenstadt ist auch der 1908 auf einer Werft in Scheveningen/NL erbaute Heringslogger AE 7-Stadt Emden beheimatet, der als schwimmendes Zeugnis der ehemaligen Emder Heringsfischerei gilt. Im ehemaligen Laderaum ist eine ständige Ausstellung zur Geschichte der Emder Heringsfischerei zu sehen.
Die Entwicklung der Wohn- und Küchenkultur wird darüber hinaus in diversen Stadt-, Dorf- und Heimatmuseen gezeigt, die es in vielen Orten Ostfrieslands gibt. Teilweise wird dort mit historischen Gerätschaften und nach alten Rezepten Brot gebacken, so etwa im Torf- und Siedlungsmuseum Wiesmoor.
Unmittelbar am Eingang der Fußgängerzone von Norden erinnert eine rund sechs Meter hohe Statue in Form einer Schnapsflasche an die lange Zeit, in der die Firma Doornkaat in der Stadt unter anderem den gleichnamigen Weizenkorn produziert hat. In Leer wurde zum Gedenken an die ostfriesischen Teekultur die Statue der Teelke aufgestellt. Die Bronzeplastik stellt eine junge Frau dar, welche die Utensilien der Teetied – Teetasse und Teekessel – in ihren Händen trägt. Gestiftet wurde die Statue von dem in Leer ansässigen Teehandelshaus Bünting. Sie steht unweit des Stammhauses der Firma. Geschaffen wurde sie 1991 von dem Leeraner Künstler Karl-Ludwig Böke. Der Name der Statue ist keine künstliche Schöpfung aus dem Wort „Tee“, sondern ein gängiger Name ostfriesischen Ursprungs. Ein Werk von Böke ist auch die in Emden aufgestellte Statue der Jantje Vis. Das Mädchen mit dem Fischkorb weist seit 1986 am Hafen auf die frühere Bedeutung der Heringsfischerei für die Stadt Emden hin. In Neuharlingersiel sollen die Bronze-Figuren eines Alt- und eines Jungfischers „die Wertigkeit des Fischers und des durch die Familienbetriebe getragenen Berufszweiges dokumentieren“. In Ditzum an der Ems steht unmittelbar am Hafen an der Sielstraße die von Uwe Hantke geschaffene Statue der Tant' Dientje zum Gedächtnis an die vor allem von Frauen betriebene Wattfischerei im Dollart. Bis Mitte des 20. Jahrhunderts trugen Frauen die dort mit Fangtechniken wie Buttpedden oder Buttgrabbeln gefangenen Fische mit Tragejoch und -körben weit bis zu den Verkaufsstellen in der Stadt und auf dem Land. An die lange Tradition der ostfriesischen Schafshaltung und dem Handel mit ihnen erinnert seit 1999 die von Albert Bocklage aus Vechta geschaffene Figurengruppe Treiber mit Schafen am Markt in Wittmund.

### Kochbücher

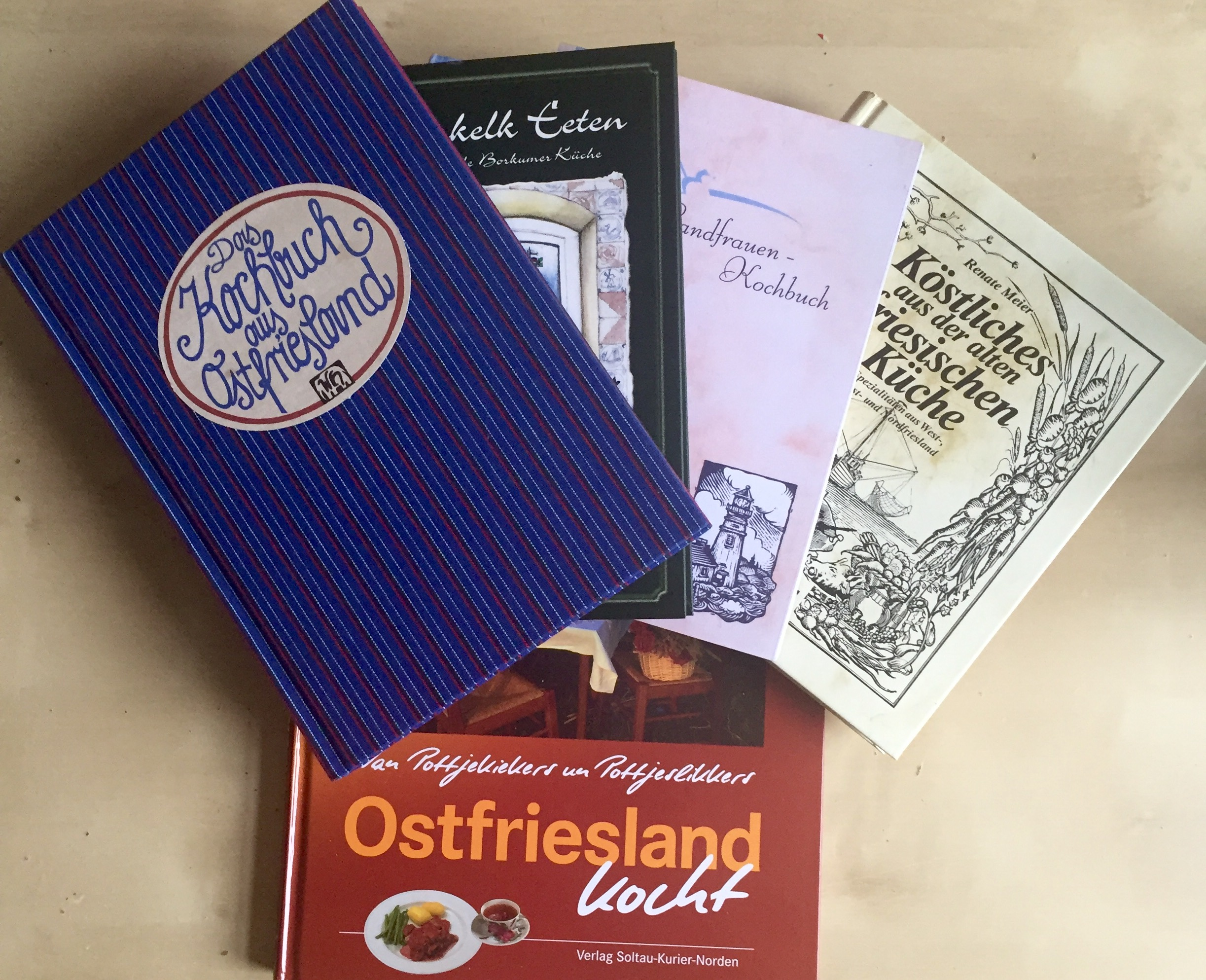
Kochbücher aus Ostfriesland.

Das in der Landschaftsbibliothek in Aurich aufbewahrte handschriftlich in ein Schulheft übertragene Kochbuch für Johanne Kempe, Pewsum Mai 1839 gilt als das älteste überlieferte und bislang bekannte Manuskript dieser Art im Nordwesten. Ebenfalls im Bestand der Bibliothek findet sich das Werk eines anonymen Verfassers, der mit dem Titel Neuestes ostfriesisches Kochbuch im Jahre 1818 wohl den Versuch unternahm, sein Werk in Ostfriesland zu verkaufen. Besondere Bezüge in die Region hat es nicht und wurde wohl auch unter dem Titel Neuestes Bremisches Kochbuch vermarktet. Ganz anders Die Wangerooger Küche von Bernhardine Westing. Die 1849 erschienene Erstauflage (2. Auflage 1857) enthält viele regionale Suppenrezepte.
Inzwischen erfreuen sich ostfriesische Rezeptsammlungen steigender Beliebtheit: Von 1999 bis 2015 sind „mindestens 15 neue ostfriesische Kochbücher erschienen, die ihren Schwerpunkt auf eine typische und traditionelle regionale Küche des deutschen Nordwestens legen.“
Viele aktuelle Kochbücher enthalten neben den Rezepten Aufsätze zur Geschichte der ostfriesischen Küche. Zu nennen sind hier vor allem Hanne Klövers Werk Ostfriesland kocht: Van Pottjekiekers un Pottjeslikkers, das als Standardwerk gilt, sowie Grossmutters Friesische Landküche: 71 traditionelle Rezepte neu entdeckt von Christa Spitzer.
- Annelene von der Haar: Das Kochbuch aus Ostfriesland. 160 S. Münster 2007, ISBN 978-3-88117-002-4.
- Nikolaus Hippen, Veronika Nölle: Landschaftskochbuch Ostfriesland: Von leckeren Gartenfrüchten, allerlei Getier und Meistern des guten Geschmacks. 142 S. Oldenburg 2013, ISBN 978-3-89995-983-3.
- Anna-Sophie Inden (Autor), Barbara Inden: Ostfriesland tellerfein. Norden 2015, ISBN 978-3-944841-20-5.
- Hanne Klöver: Tee in Ostfriesland. Barßel 2008, ISBN 978-3-9812557-0-6.
- Hanne Klöver: Ostfriesland kocht: Van Pottjekiekers un Pottjeslikkers. Verlag Soltau Kurier, Norden 2008, ISBN 978-3-928327-53-4.
- Tini Peters: Meine traditionelle ostfriesische Küche: Tee-, Back- und Kochrezepte aus der „Sömmerköken“. Aurich 2013, ISBN 978-3-9815519-0-7.
- Tini Peters: Mein Backbuch: Lieblingsrezepte & Geschichten. Aurich 2014, ISBN 978-3-9815519-1-4.
- Christa Spitzer: Grossmutters Friesische Landküche: 71 traditionelle Rezepte neu entdeckt. Neustadt an der Weinstraße 2005, ISBN 3-86528-232-6.

### Weitere Literatur
Die volkskundliche Erforschung der ostfriesischen Küche begann im 17. Jahrhundert mit Balthasar Arends 1684 geschriebener Landesbeschreibung vom Harlingerland. Es folgt Fridrich Arends, der 1820 sein Werk Ostfriesland und Jever in geographischer, statistischer und besonders landwirthschaftlicher Hinsicht veröffentlichte. Weitere wichtige historische Quellen sind der Aufsatz Ostfriesische Küche von Gr. Piepersberg vor, den er 1916 in den Upstalsboom-Blätter für ostfriesische Geschichte und Heimatkunde (Hrsg. von der Gesellschaft für Bildende Kunst und vaterländische Altertümer zu Emden. Sechster Jahrgang. Emden Juni 1916, S. 23 (OL Aurich X 829 4.–6. Jg.)) veröffentlichte, das 1918 von Georg Blikslager verfasste handschriftliche Manuskript mit dem Titel Ostfriesische Speisen und Getränke. Ein Beitrag zur Volkskunde des ostfriesischen Speisetisches. Aus dem ostfriesischen Volksmunde gesammelt in den Jahren 1910 bis 1918, Wiard Habbo Lübkes Ostfriesische Volkskunde. Mit 156 Abbildungen und runter 136 Originalaufnahmen sowie der 1928 in Ostfreesland. Ein Kalender für Jedermann veröffentlichte Aufsatz Vom Essen und Trinken. Eine nahrhafte Plauderei von Georg Blikslager, der ebenfalls aus der Feder von Blikslager stammt. Unter der neueren Literatur ist hervorzuheben:
- Ingrid Buck: Volkskunde und Brauchtum in Ostfriesland. Schuster Verlag, Leer 1986, ISBN 3-7963-0237-8.
- Harm Ehmen: Sitten und Gebräuche in Ostfriesland. In: Karl-Ernst Behre, Hajo van Lengen (Hrsg.): Ostfriesland. Geschichte und Gestalt einer Kulturlandschaft. Aurich 1995, S. 329–340.
- Johann Haddinga: Das Buch vom ostfriesischen Tee. Verlag Schuster, Leer 1977, ISBN 3-7963-0116-9.
- Hedwig Hangen: Essen und Trinken. In: Mitteilungen der Arbeitsgruppe Volkskunde und Brauchtum der Ostfriesischen Landschaft. Sonderheft 1, Aurich 1976, ohne ISBN
- Hermann Kaiser: Das „Anschreibebuch“ einer Landarbeiterfamilie aus Ostfriesland um 1890: Essen und Trinken, Feste und Feiern. In: Helmut Ottenjann, Günter Wiegelman (Hrsg.): Alte Tagebücher und Anschreibebücher. Quellen zum Alltag der ländlichen Bevölkerung in Nordwesteuropa. F. Coppenrath Verlag, Münster 1982, ISBN 3-88547-178-7 (lwl.org [PDF]).
- Gerhard D. Ohlig: Der Rahmen der Kultur. III. Speis und Trank. In: Entwässerungsverband Emden, Jannes Ohling, Gerhard Steffens (Hrsg.): Die Acht und ihre sieben Siele. Kulturelle, wasser- und landwirtschaftliche Entwicklung einer ostfriesischen Küstenlandschaft. 2., erweiterte Auflage. Leer 1987, S. 182–196.
- Ostfriesische Landschaft: Moden un Maneren. Ostfrieslands Bräuche, Traditionen und Besonderheiten. Ostfriesische Landschaft, Aurich 2012, DNB 1028424582.